# A párducbőrös lovag
Ebben a szócikkben a grúz nevek magyaros átírásban szerepelnek.
A Párducbőrös (grúzul: ვეფხისტყაოსანი, Vephisztkaoszani, nemzetközi átírással: Vepkhist'q'aosani, kiejtve [vɛpʰxist’q’ɑosɑni]) Grúzia nemzeti verses eposza, a grúz aranykor meghatározó műve. A grúzok nemzeti költője, Sota Rusztaveli írta 1189 és 1207 között, Tamar királynő (1160 k.–1213) uralkodása idején.
A művet a középkori Grúzia gondolatvilága, költői és filozófiai művészete megkoronázásának, a grúz irodalom csúcsának tekintik. Évszázadok óta kiemelkedő helyet foglal el a grúzok szívében: sokuk képes emlékezetből idézni a mű összes versszakát, a 20. század elejéig pedig egy példánya minden menyasszony hozományának része volt. A mai napig tükrözi a grúz világlátást: etikája, esztétikája és filozófiája még ma is erősen jelen van a grúzok viselkedésében, értékrendjében és világfelfogásában.
Mind formáját, mind műfaját tekintve összetett mű. Műfaját úgy írják le, mint eposz, lovagi romantika, epikus romantika, lírai epikus költemény.
A magyarul Tariel a párducbőrös lovag, illetve A tigrisbőrös lovag címmel megjelent művet 2013-ban az UNESCO a világemlékezet részévé nyilvánította.

## Keletkezése

### A szerző

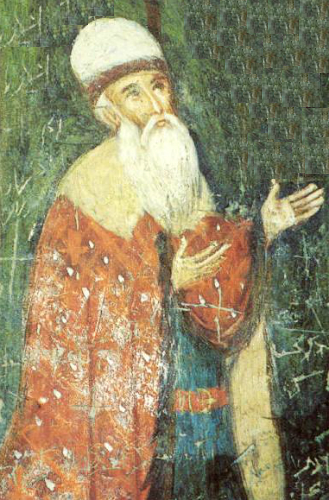
A jeruzsálemi Kereszt kolostor freskóján a grúz erisztavik díszes köntösét viselő alakról feltételezik, hogy Sota Rusztavelit ábrázolja.

A műről és szerzőjéről 13–14. századi adatok nem állnak rendelkezésre. A 15–18. századi grúz írások egyhangúlag Rusztvelinek (რუსთველი), avagy gyakoribb – a 18. század óta elterjedt – alakban Sota Rusztavelinek (რუსთაველი) tulajdonítják. A szerző kilétére, valamint a mű egyéb történeti-irodalmi kérdéseire maga a vers ad választ, annak is a prológusa és az epilógusa (elő- és utóhangja). A prológusban a szerző fölfedi kilétét, és kétszer is megnevezi magát:
Én, Rusztaveli, szív-sebemmel, testvérévé lettem egykor [Weöres 7. versszak 3. sor]
Én, Rusztaveli, művész voltam, míg formáltam énekem [Weöres 8. versszak 1. sor]
Az epilógusban szintén kétszer fordul elő a neve:
Vajjon én, a meszh Rusztaveli, rímeimmel végigjárom? [Weöres 1667. versszak 4. sora]
és Tarielt könnyek között magasztaltam én, Rusztaveli. [Weöres 1671. versszak 4. sora]
A prológusban a szerző neve mindkét helyen első személyű, míg az epilógusban mindkét helyen – a magyar fordítással ellentétben – harmadik személyű. Erre alapozva feltételezik, hogy a mű epilógusát nem Rusztaveli, hanem egy utódja írta.
A Sota nevű költő feltehetően a Grúzia déli, Meszhéti tartományában fekvő Rusztavi településről származott (ami nem azonos a mai kelet-grúziai Alsó-Kartli régió székhelyével, Rusztavi várossal), onnan került Tamar királynő szolgálatába; valószínűleg kincstárnokként. Úgyszintén valószínűsítik, hogy több hadjáratban is részt vett.

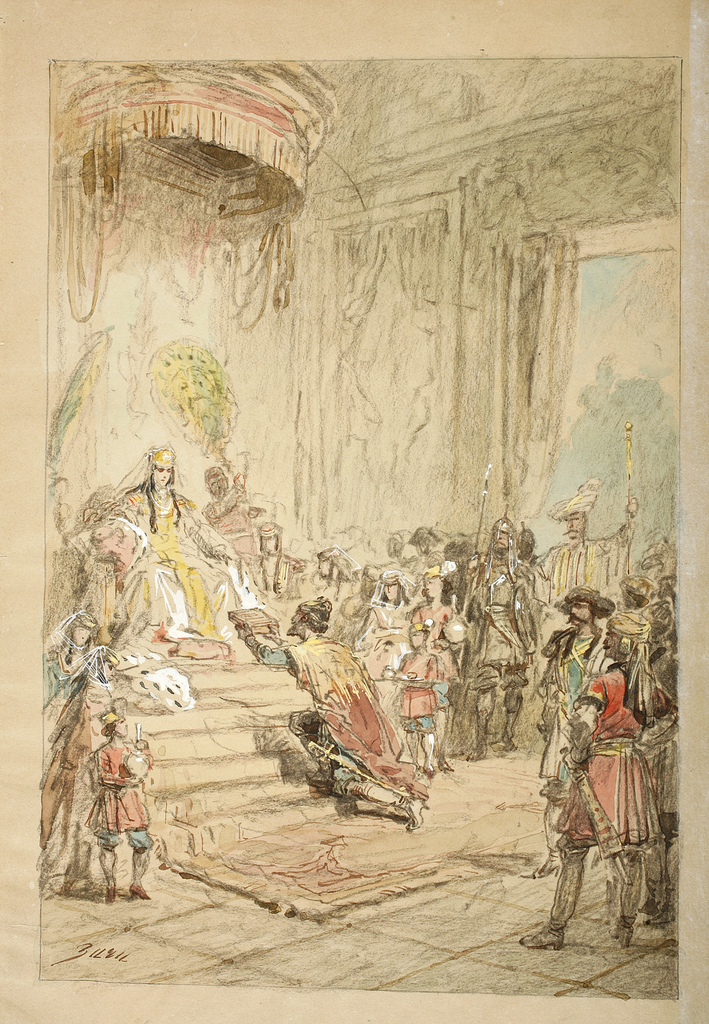
Rusztaveli Tamar királynőnek ajánlja művét – Zichy Mihály rajza

### Keletkezésének ideje és helye
A mű keletkezésének idejét hagyományosan a 12. század végére, a 13. század elejére teszik. Ez a nézet – amely a legtöbb kutató által leginkább elfogadott – magában a műben található adatokon alapul. Mindjárt a mű prológusában található egy fogódzó: a szerző a grúz Tamar királynőnek (oroszosan: Tamara) ajánlja magát, aki 1184 és 1213 között uralkodott
Dicsérjük Tamara úrnőt, véres könnyet ontva érte! [Weöres 4. versszak 1. sor]
a seregek úrnőjének balgán nyujtom életem: [Weöres 8. versszak 2. sor]
Ez az időtartam leszűkíthető két évtizedre az alapján, hogy mind a prológus, mind az epilógus többször említi Tamar királynőt és férjét, Dávidot (Dávid Szoszlanit) – minden esetben élő uralkodókként. Minthogy Tamar és Dávid Szoszlani 1189-ben kötött házasságot, Dávid király pedig 1207-ben meghalt, így a mű keletkezési ideje 1189 és 1207 közé helyezhető el.
Egyes rusztvelológusok úgy vélik, hogy Rusztaveli a királynő halála (1213) után fejezte be a művét, netán már a mongol betörések idején, az 1230-as évek végén. Ez utóbbi feltételezés értelmében a mű befejezése Rusztaveli halála (1216) utáni időre esik, ami azt jelentené, hogy a művet nem ő fejezte be. Akárhogy is, a mű keletkezése Tamar királynő uralkodásának idejéhez kötődik. Ezt az időszakot a grúz aranykornak tartják, amikor a világ második keresztény államában (326) – a Nyugatot évszázadokkal megelőzve – reneszánsz szellem uralkodott.
Fejlődtek a tudományok, és a világi irodalom a legkiemelkedőbb vallási szövegekhez hasonló szintre emelkedett. Ekkor épültek Grúzia legnagyobb templomai és kolostorai. Grúzia, a történelme során ebben az időben érte el a legnagyobb földrajzi kiterjedését, visszaverte az inváziókat, és protektorátusává tett számos környező muszlim és keresztény fejedelemséget. Tamar alatt virágzott a gazdaság, és a grúz karavánok elérték az Ajjúbidák Egyiptomát, a Kijevi Ruszt és Bizáncot. Ezért aztán az utóbb szentté avatott, de a Nyugat által is tisztelt Nagy Tamart a költők nemcsak a szépségéért ünnepelték, hanem bölcsességéért és diplomáciai képességeiért is.

### Cselekményének forrása
Egy iráni regét leltem kartvel mesék özönében [Weöres 9. versszak 1. sor] – állítja a szerző a prológusban.
Máig nem született egyértelmű válasz arra, hogy
- melyik perzsa regét lelhette Rusztaveli, vagy
- melyik perzsa mű ihlette, vagy
- a szerző saját maga alkotta eredeti történet-e?

Minthogy ezt a perzsa regét azóta sem találták meg, a kutatók az utóbbi két kérdésre is keresik a választ. Ihletadó műként több feltételezés is született, a Sáhnámétól más perzsa eposzokon át a Rámájanáig,
A francia Jean-Pierre Mahé a 7. századig visszanyúló, arab, majd perzsa, türk és indiai területeken is elterjedt Lejla és Madzsnun – a perzsa Nizámi (1141–1209) lejegyezte, Keleten példaértékűvé vált Rómeó és Júlia – szerelmi történetét feltételezi ihletadóként.
Szargisz Kakabadze pedig azt a feltételezését publikálta miszerint a Párducbőrös Csahruhadze perzsa nyelvű testvér-prózájának átültetése.
Noha a Párducbőrös számos szereplője is perzsa nevet visel, ez nem szükségszerűen jelenti azt, hogy Rusztaveli perzsa forrást használt volna föl, mert az ilyen névadás abban az időben divat volt.
Davit Csubinasvili volt az első, aki bizonyította, hogy Rusztaveli nem keleti íróktól kölcsönözte a Párducbőrös cselekményét, és a műve Tamar királynő dicsőítésére irányult.
Alekszandre Hahanasvili továbbment: Rusztaveli verseit összehasonlítva azokkal a – Hevszureti hegyi lakosai körében még a 20. század elején is hallható volt – grúz népdalokkal és a nép ajkán keringő történetekkel, amelyeknek a hős Tariel a főszereplője, arra jutott, hogy ezek mind a fő cselekményükben, mind részleteikben feltétlen hasonlóságot mutatnak. Vagyis ez a 12. századi költemény a grúz népköltészeten alapul, ahogy a Faust és a Hamlet is a középkori néphagyományokhoz nyúlik vissza. Szerinte Rusztaveli a népi legenda segítségével ábrázolta ezt a jelentős történelmi korszakot.
Másfelől Tamar életének összehasonlítása az eposzban leírt eseményekkel okot ad arra a feltételezésre, hogy a főszereplő maga Tamar királynő, Nesztán-Daredzsán neve alá bújtatva.
Hahanasvili azt is feltételezi, hogy Tariel maga a költő, és művét a Nesztánként leírt Tamar királynő iránti plátói szerelme inspirálta. A cselekmény távoli vidékekre – Arábiába, Indiába, Kínába – helyezése, valamint a perzsa rege arra szolgál, hogy elterelje az olvasó figyelmét a költő személyes indítékáról; nevezetesen: a királynő dicsőítéséről és titkolt szerelmének – aminek nincs gyógyírja sohasem – kinyilvánításáról. Ha a történet Grúziától távol játszódik is, a mű allegóriáiban egyértelműen felismerhető arról, hogy a bor kultúrája mindenütt jelen van, és a királynőről (Tamar-Nesztánról), akit apja még életében örökösének jelölt ki.
A legtöbb 20. századi kutató egyetemlegesen elismeri a Párducbőrös történetének eredetiségét. Ezt azon kutatók véleménye is alátámasztja, akik a Rusztaveli-korabeli Grúzia történelmi valóságát látják a vers történetében. A legtöbb rusztvelológus hasonlóságokat mutat ki Tinatin és Nesztán-Daredzsán leírt történetei, és a valóságos Tamarnak, az apja, III György grúz király általi megkoronázása, valamint a második férjéül maga választotta alán királyfival, Dávid Szoszlanival való kézfogója között.
Széles körben elfogadott az az álláspont is, hogy Rusztaveli a perzsa történettel a világirodalomban, különösen a középkorban – úgy Európában, mint Grúziában – széles körben elterjedt módszert, a szándékos leplezést és elvonatkoztatást alkalmazta. Alekszandre Baramidze szerint a történet elvonatkoztatásának szükségességét a Párducbőrösben tükröződő kézenfekvő történelmi asszociációk és a versben vallott nézetek radikalizmusa indokolta.

## Szövege, kéziratai
A műnek a keletkezése idejéből, de még a 14–15. századból sem lelhető föl egyetlen teljes kézirata vagy másolata sem. A régi kéziratok hiánya egyrészt Grúziának a 13. század első felében kezdődött mongol megszállására, másrészt könyvégetésekre vezethető vissza.
A mű eredeti formájában nem maradt fönn, az évszázadok során kézről-kézre, szájról-szájra hagyományozódott. Emiatt a szövege bizonyos változásokon ment keresztül: csorbult, torzult, kiegészült költői ambíciókkal is rendelkező másolók nyomán. A toldozott-foldozott szövegek a kutatók körében végeérhetetlen viták tárgyát képezik mind a tartalom egészét, mind a mű egyes szövegrészeinek eredetét, értelmezését illetően.

### Kéziratok

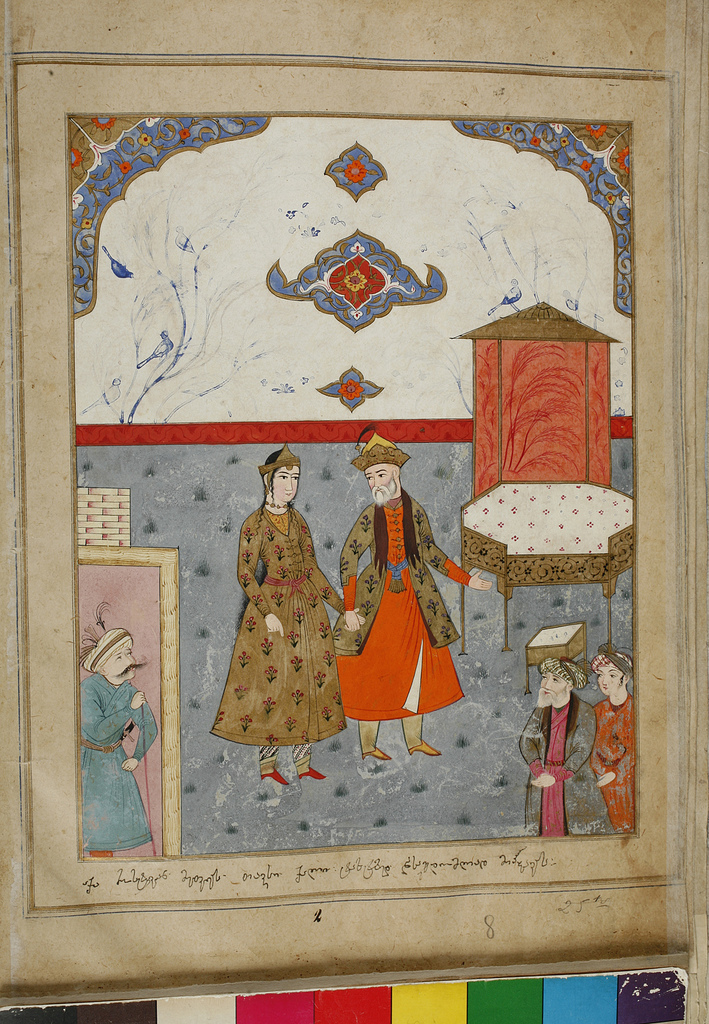
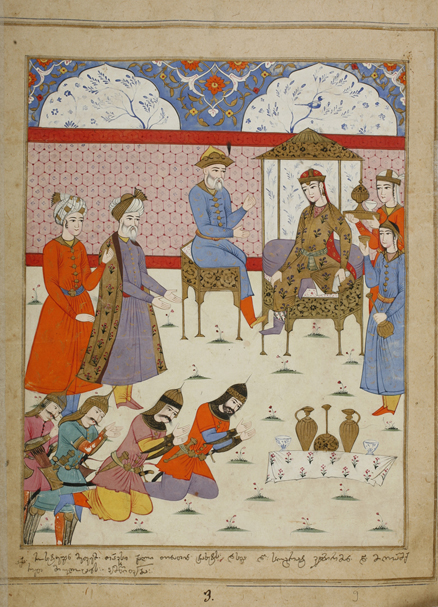
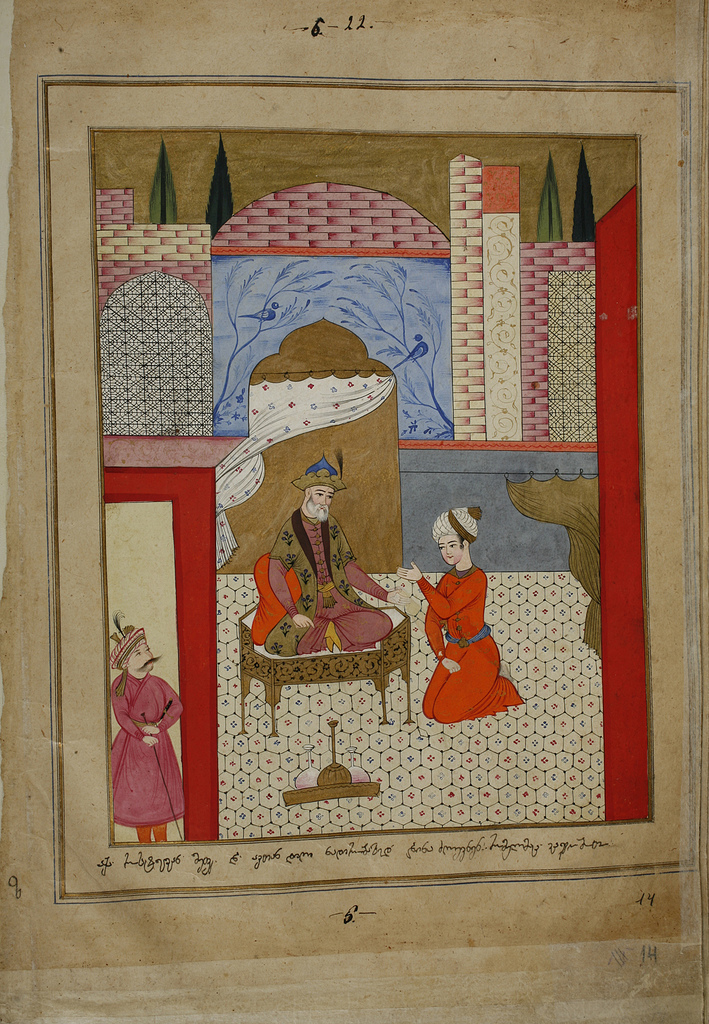
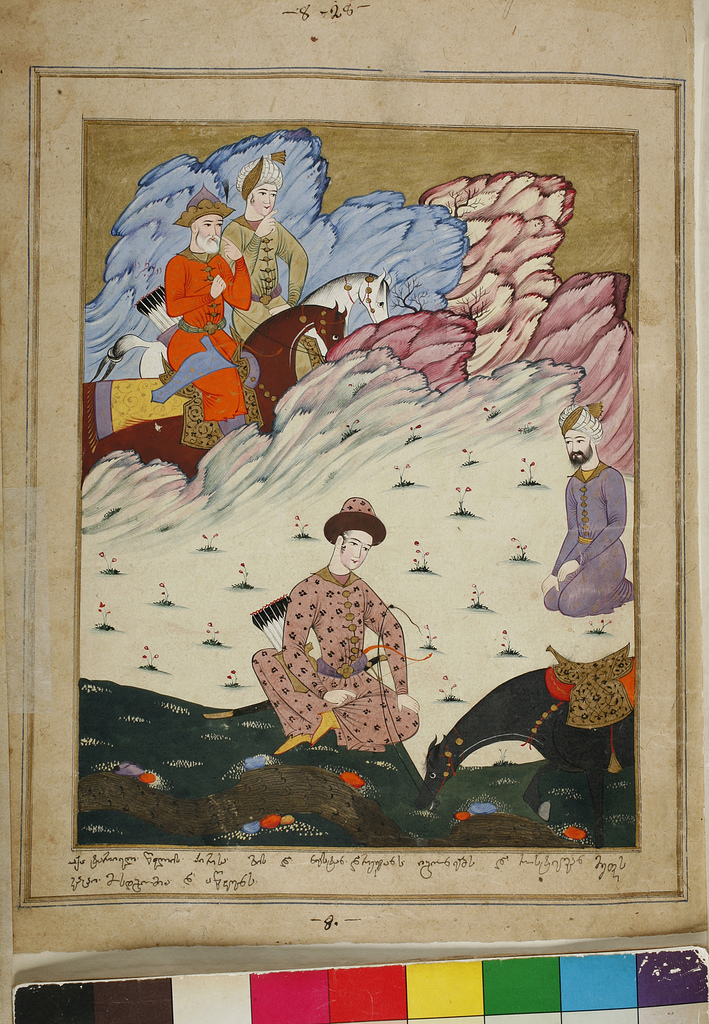
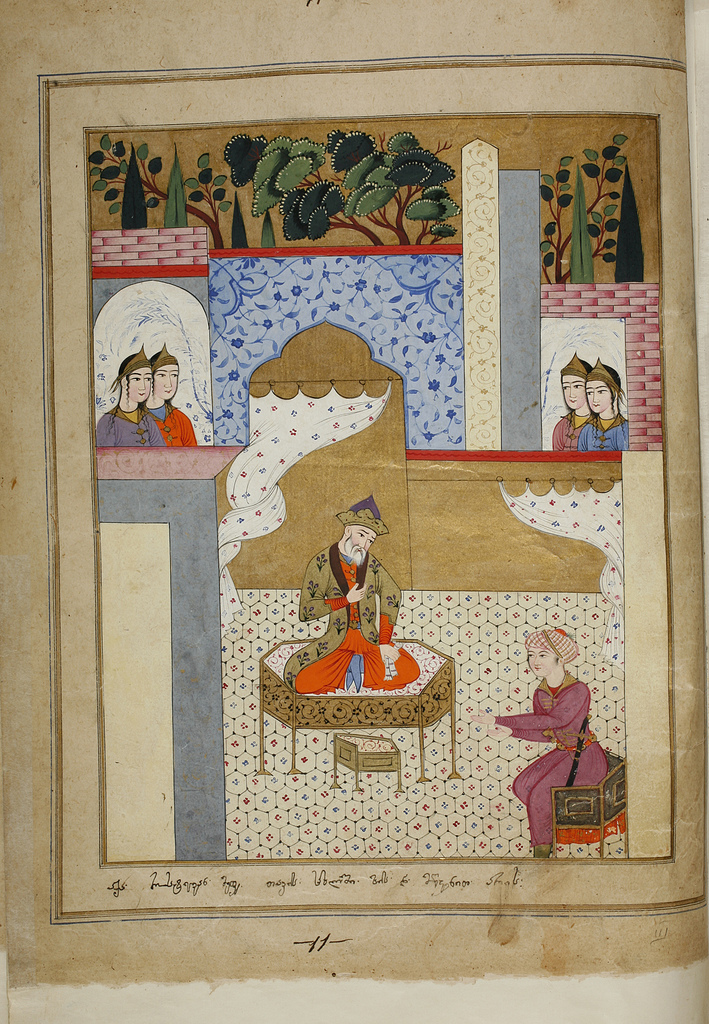
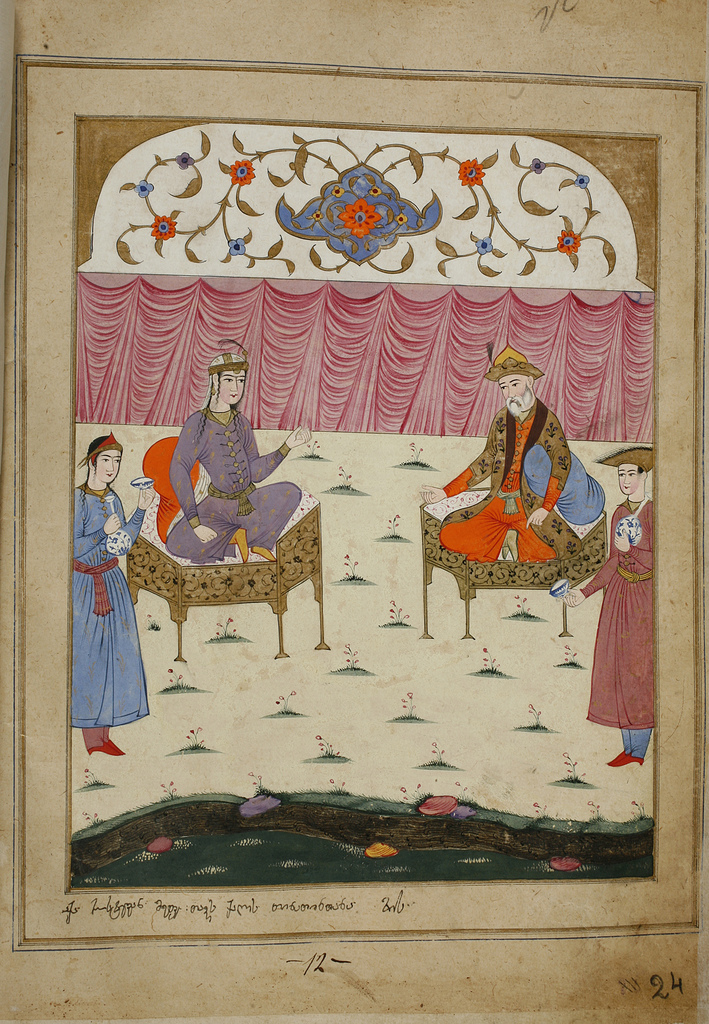
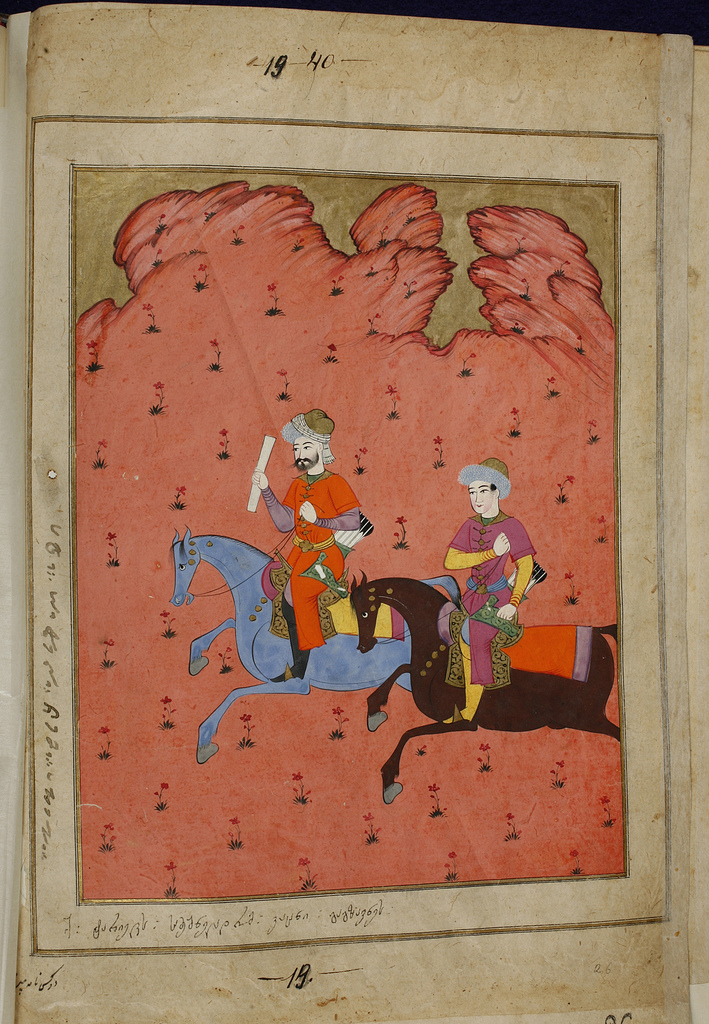
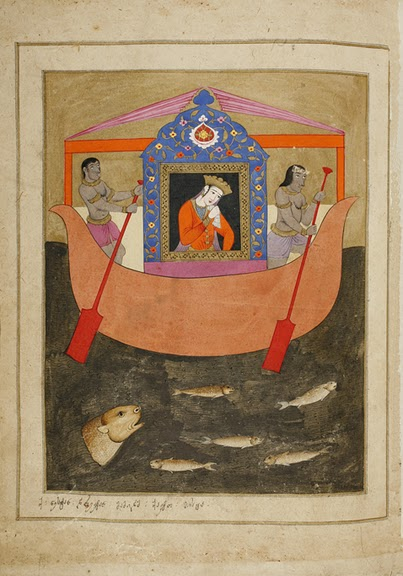
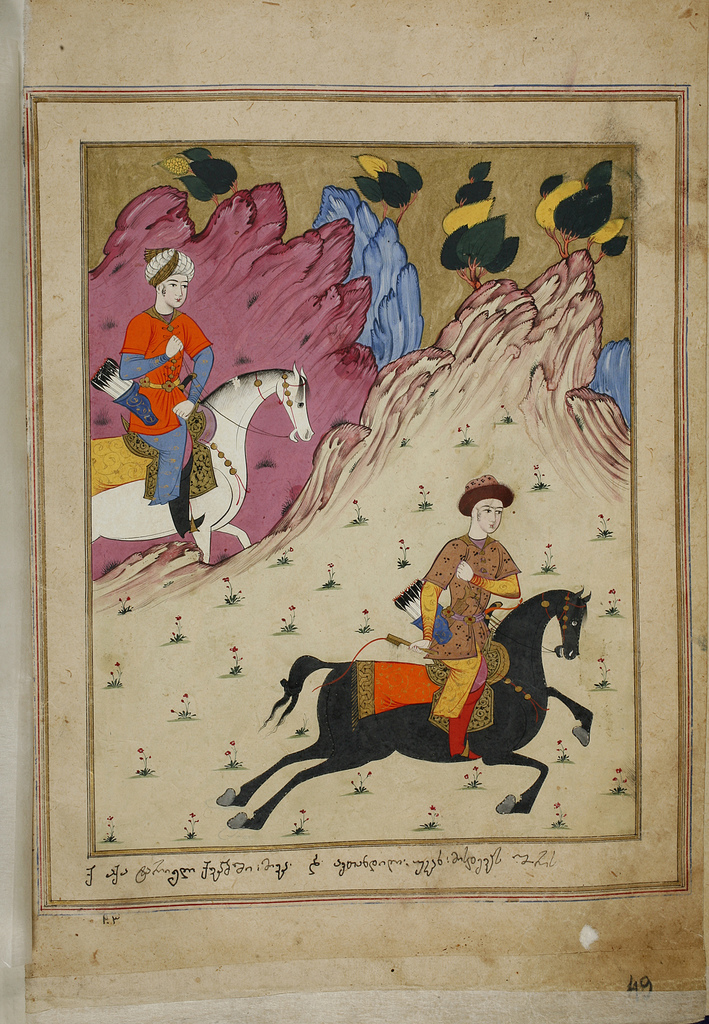
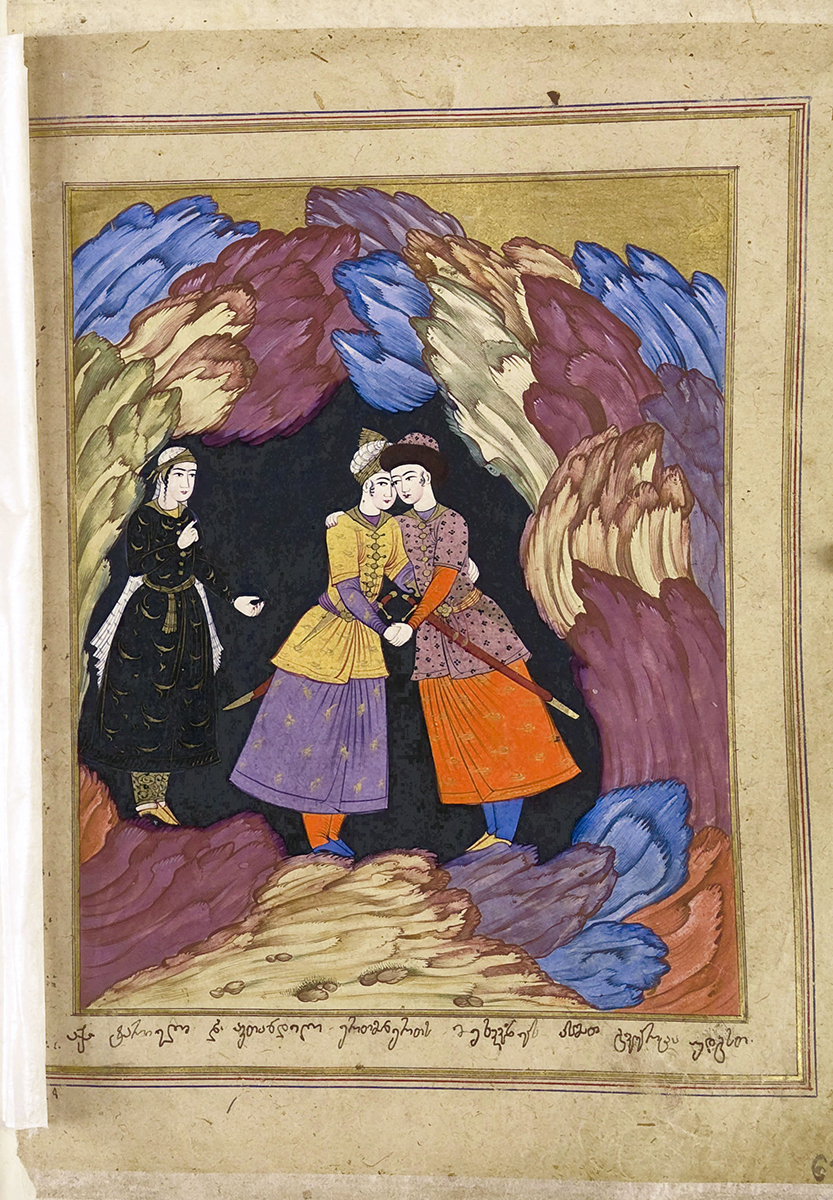

A viták kiapadhatatlan forrását jelenti a fennmaradt – töredékekkel együtt – több mint 160 kézirat. A legkorábbi töredékek 14., 15. és 16. századi feliratok, köztük a Vanisz Kvabebi barlangkolostor híres felirata: két versszak (1300, 1301) Nesztánnak a kadzsok / táltosok börtönéből Tarielhez írott leveléből.
A följegyzett legrégebbi teljes kéziratok a 15–16. században készültek, amelyek közül számos mára már nem lelhető föl.
Az első datált példány Mamuka Tavakalasvili 1646-ból származó, 39 miniatúrával illusztrált másolata. (H-599 jelzetű a Grúz Nemzeti Kéziratközpontban.) Tavakalasvili miniatúrái a hagyományos grúz művészet hatását mutatják. A Párducbőrös illusztrációi mellett látható a megrendelő: II. Levan Dadiani, a mű szerzője: Rusztaveli és a másoló Mamuka Tavakalasvili saját képe is. Rusztavelit bajusszal ábrázolta, de utóbb valaki tintával szakállt is rajzolt a költőnek. Tavakalasvili nagyon képzett művész, kalligráfiáját hangsúlyos díszítés jellemzi. A kutatók megjegyzik, hogy a miniatúra-művész Rusztaveli költeményének illusztrációin a 17. századi Nyugat-Grúziát ábrázolta.

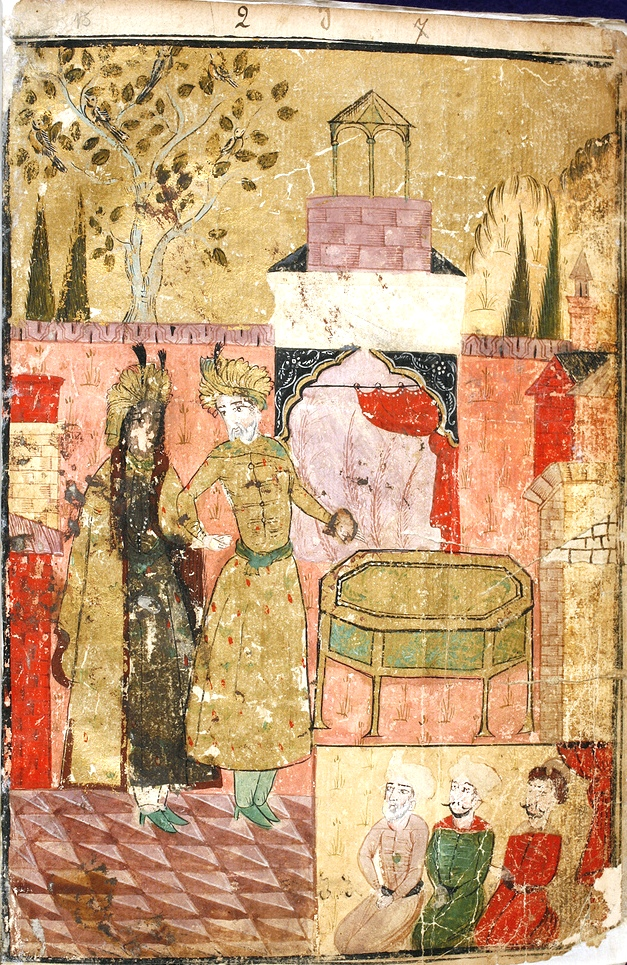
A 7. lap elülső oldala – Tinatin trónra ültetése
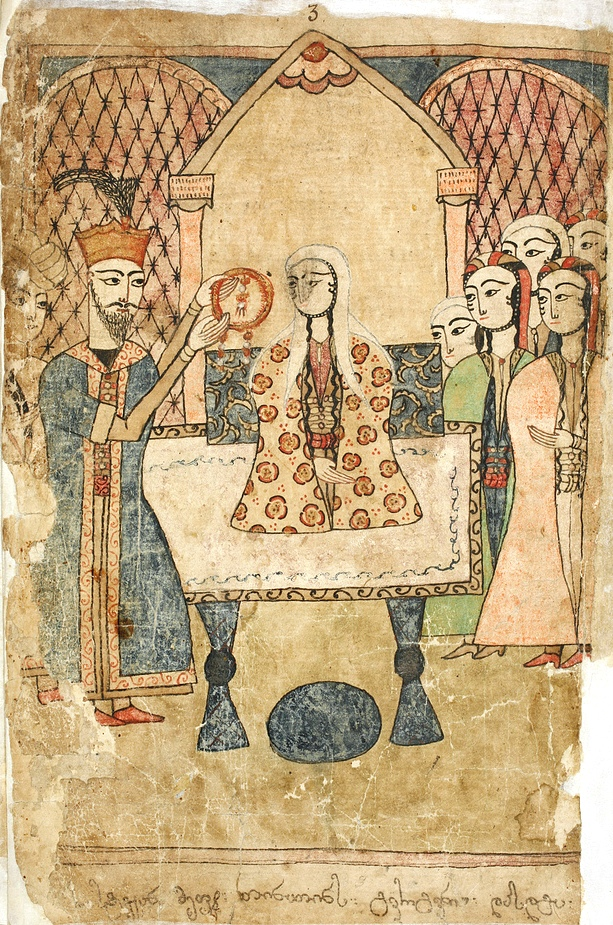
A 8. lap hátoldala – Tinatin, mint uralkodó
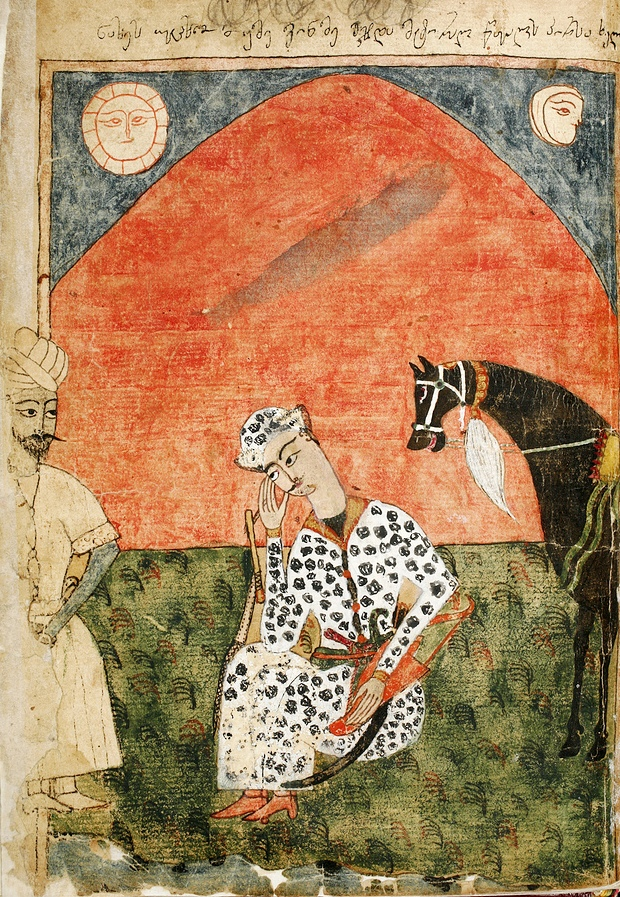
A 15. lap hátoldala – Egy idegen szolgát láttak (Tarielt)
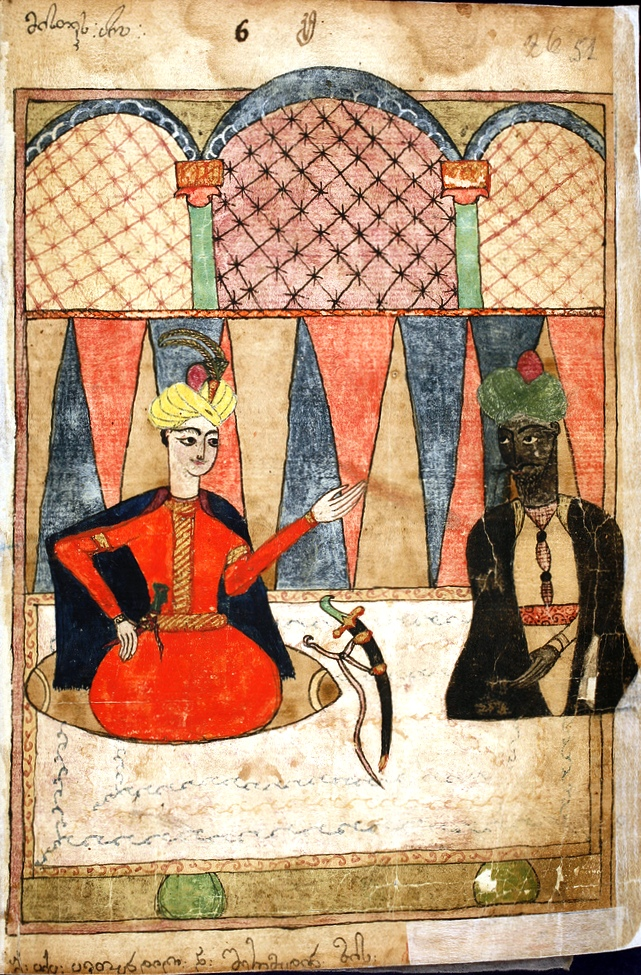
Az 51. lap elülső oldala – Avtandili és Sermadin
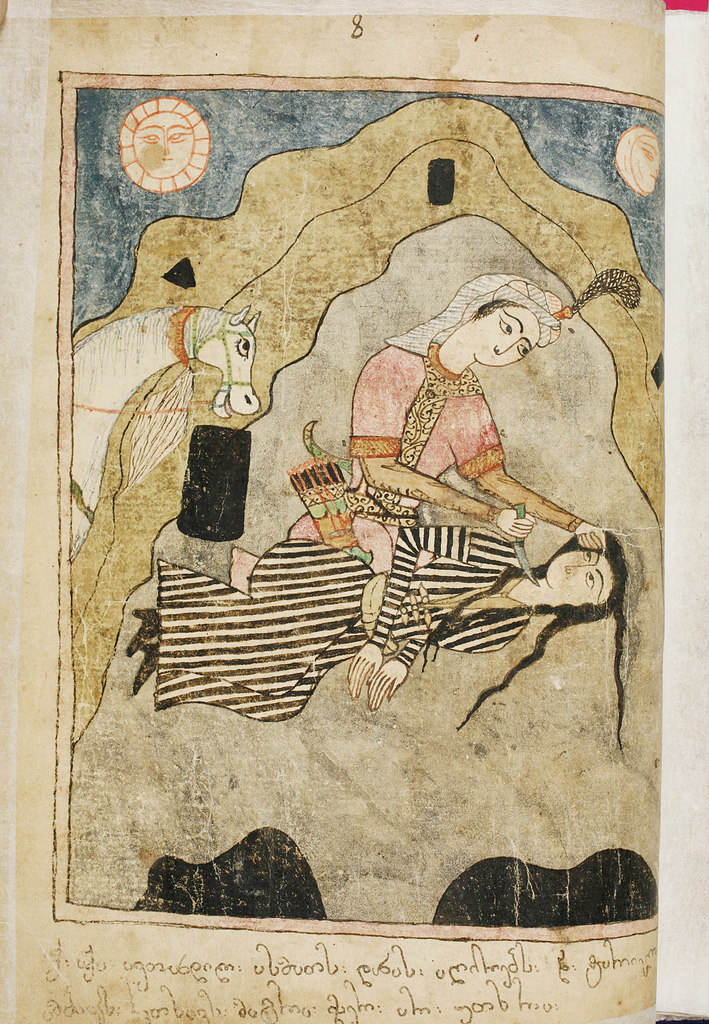
A 76. lap hátoldala – Avtandil késsel fenyegeti Aszmatot
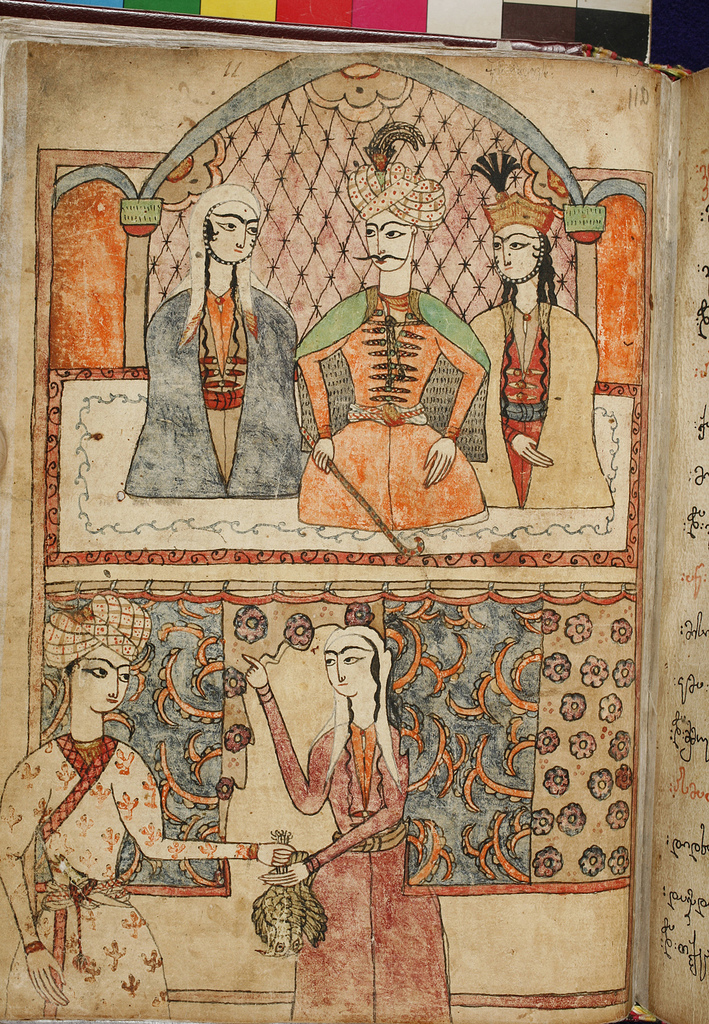
A 110. lap hátoldala
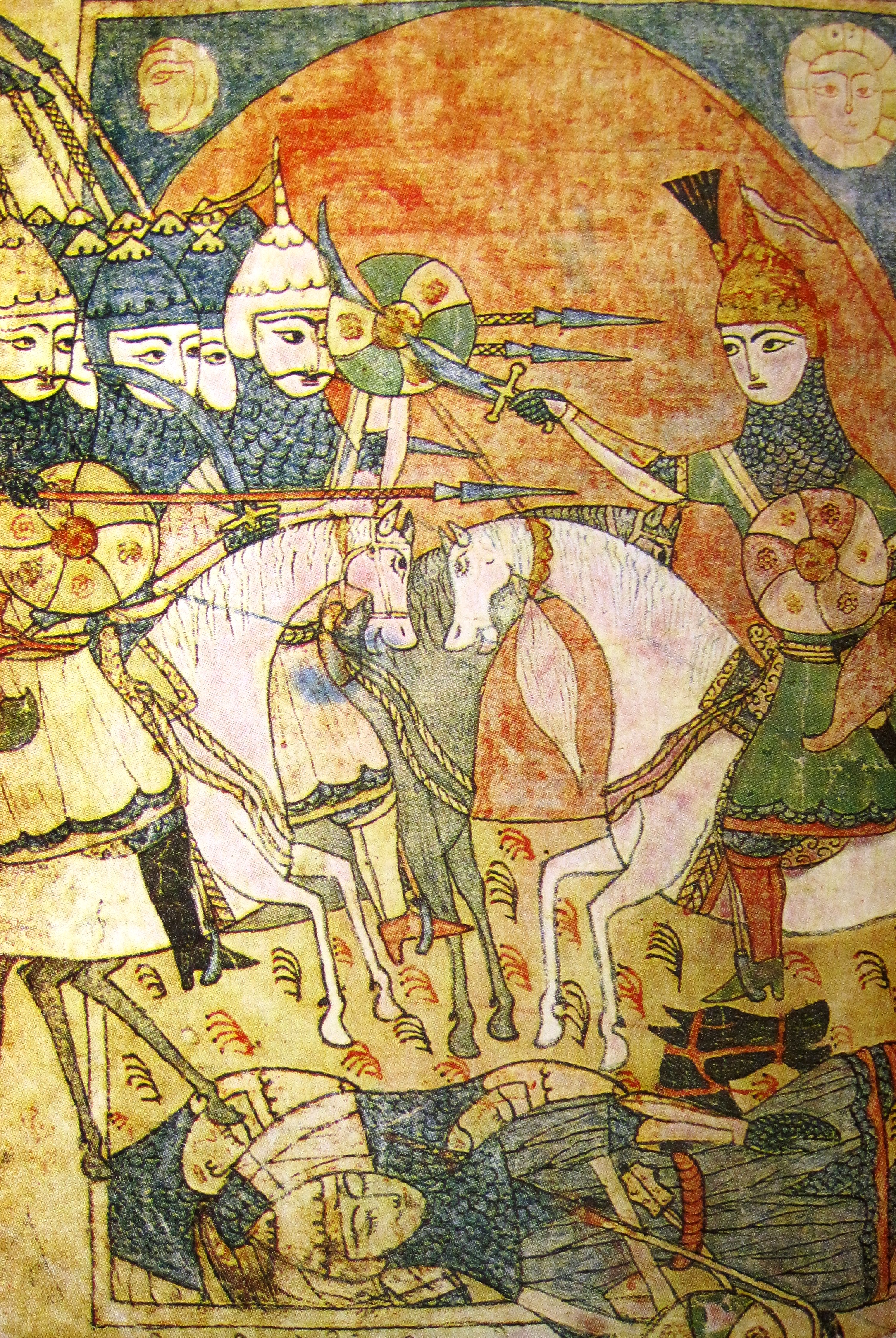
A 137. lap hátoldala – Tariel legyőzi Ramaz királyt
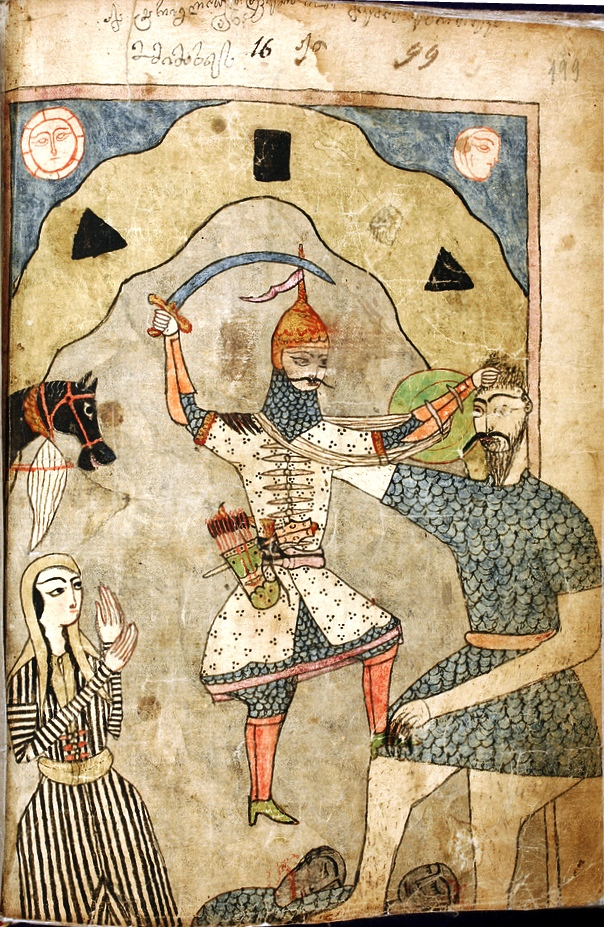
A 199. lap elülső oldala
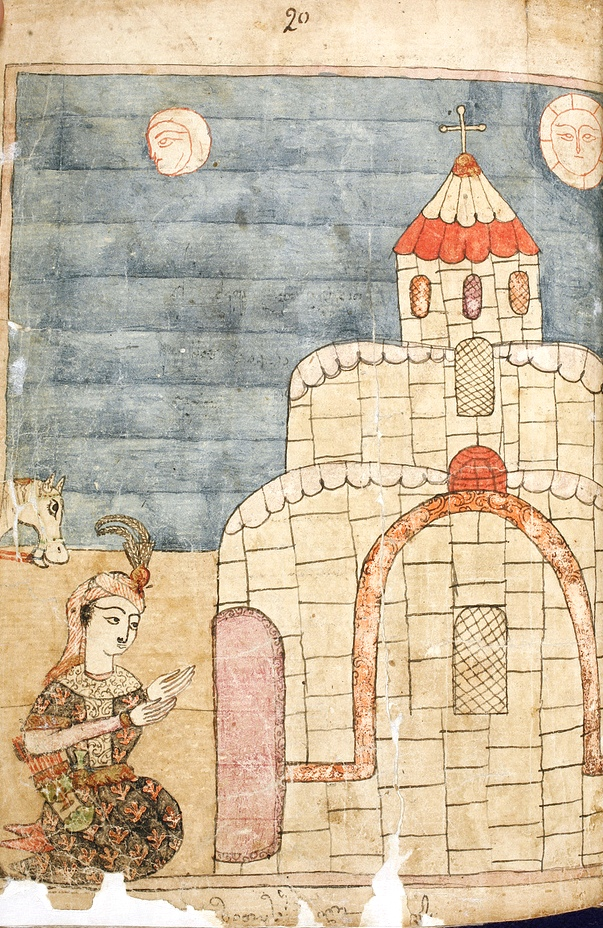
A 248. lap hátoldala – Avtandil fohásza
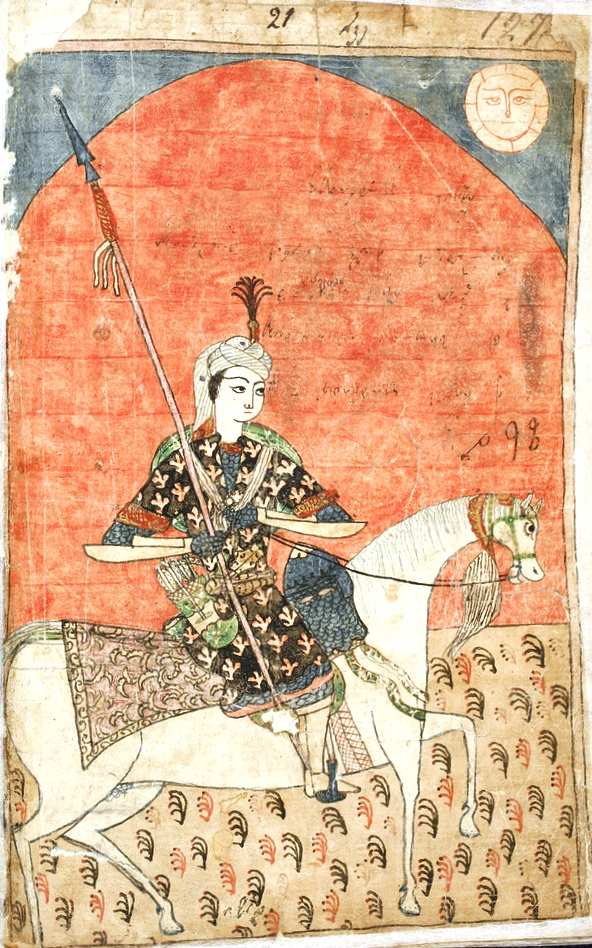
A 256. lap elülső oldala – Avtandil Tariel keresésére indul
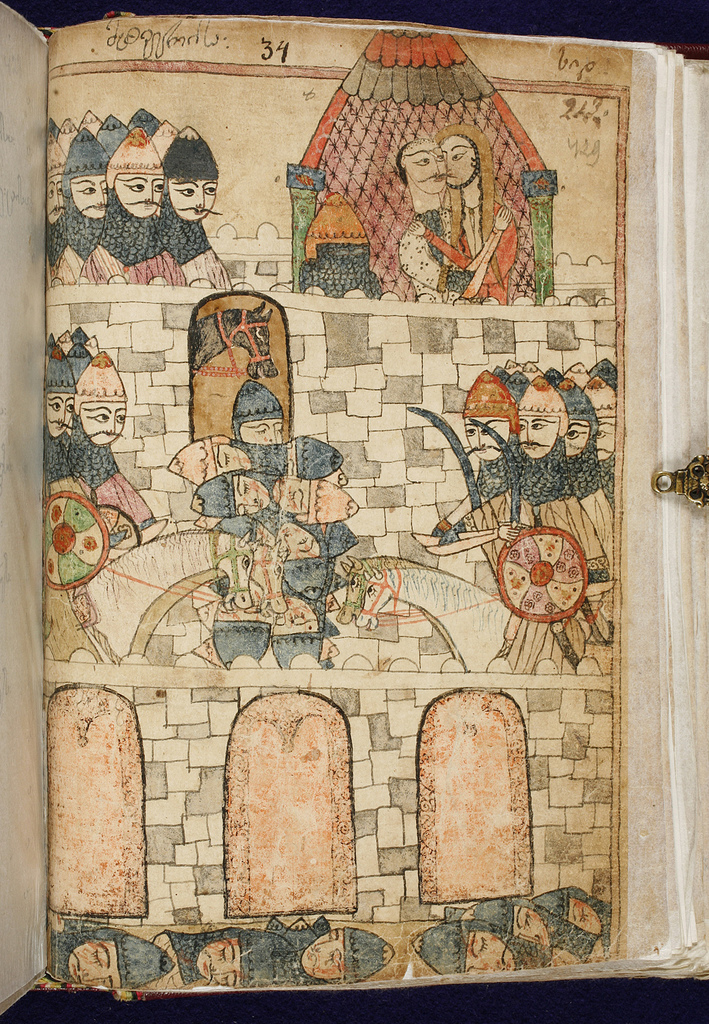
A 429. lap elülső oldala
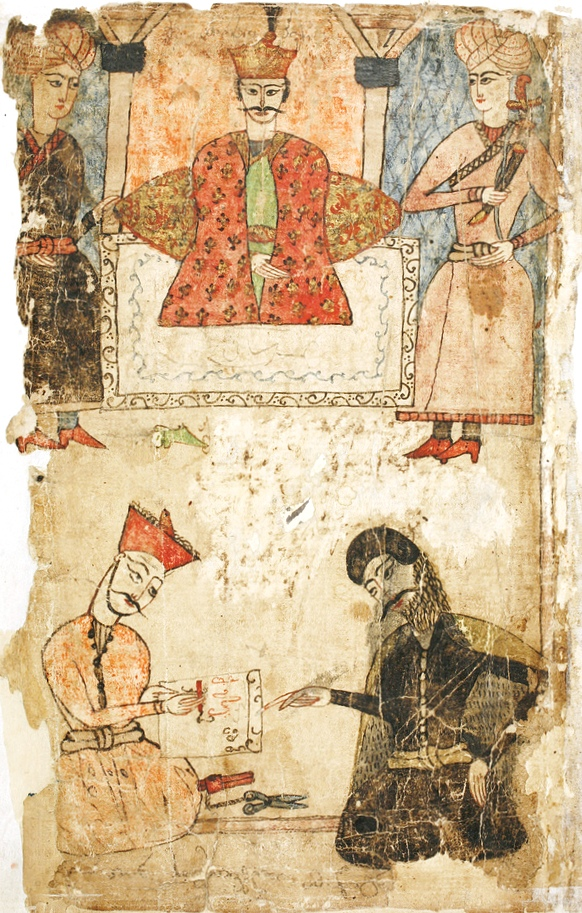
Fent: II. Levan Dadiani portréja – Lent: Rusztaveli diktál Tavakalasvilinek
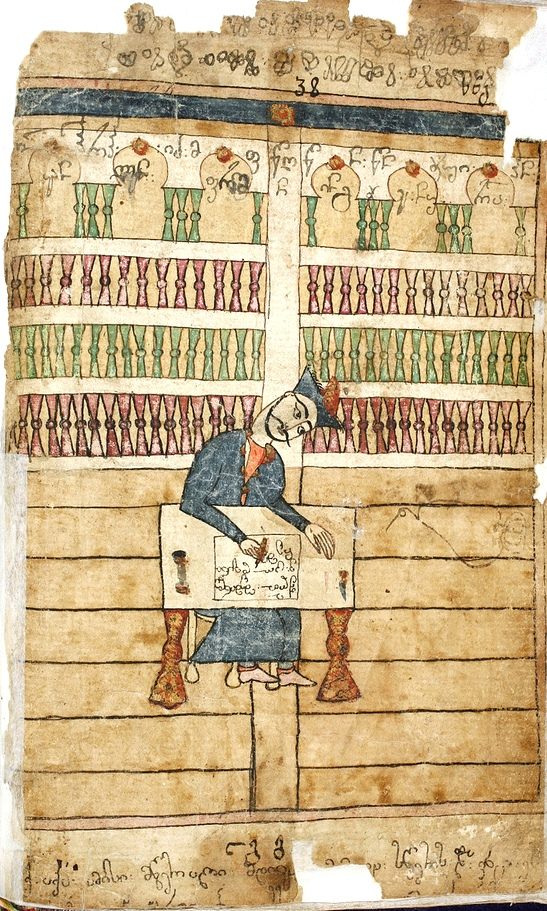
Mamuka Tavakalasvili

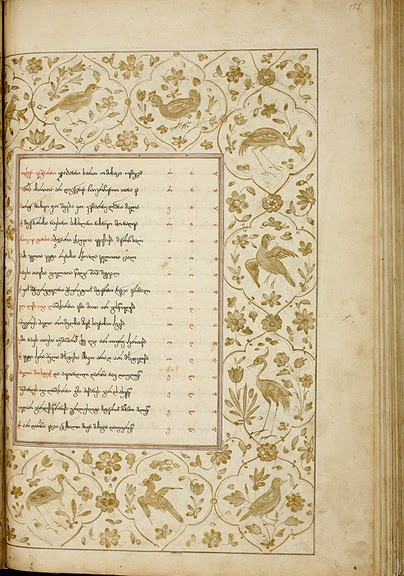
A Begtabeg másolat egy oldala

Az 1660-as évekre tehető, és az egyik legrégebbi a Ioszeb Tbileli tbiliszi metropolita által másolt példány, ami az első tulajdonosa, Zaza Cicisvili után a Zaza Párducbőrös elnevezést kapta. A Q-1082 jelzetű kézirat 1870-ben még 212 lapot számlált, ami azóta 22-vel csökkent. Elképzelhető, hogy ezeken a hiányzó oldalakon illusztrációk voltak, és azok kerültek ki a kéziratból.

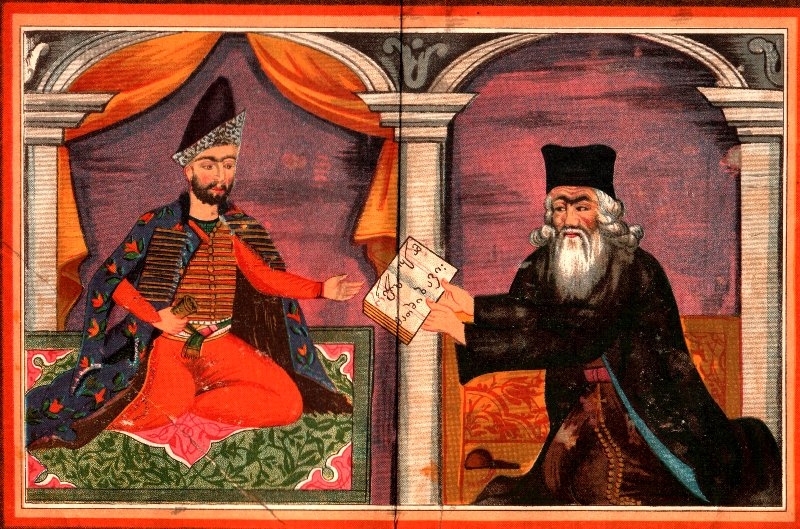
VI. Vahtang király és Szulhan-Szaba Orbeliani

A 17. század második felében készült az ismeretlen művész által 18 teljes oldalas és 3 szövegközi perzsa stílusú miniatúrával illusztrált Tarhan-Mouravi Párducbőrös. A hányattatott sorsú kéziratot a szorult anyagi helyzetbe került Dadianiktól Elene Tarhan-Mouravi vette meg. Az elején hiányos (a 142. versszakkal kezdődő) kézirat jelenleg az Oxfordi Egyetem Bodleian Könyvtárában található.
Szintén a Bodleian Library tulajdonát képezi egy 1690–1699 körül készült, 50 egész oldalas illusztrációt tartalmazó példány is.
A kalligráfia és díszítés terén az egyik legkiválóbbat Begtabeg Avtandil Martirozasvili másolta 1680-ban (Begtabeg-másolat). Ennek minden oldalán, oldalanként különböző aranyozott díszítés keretezi a szöveget.
A Grúz Nemzeti Kéziratközpont őrzi a Párducbőrös Szulhan-Szaba Orbeliani szerzetes (1658–1725) nevéhez kötött kéziratot és az S-5006 jelzetű, 87 perzsa stílusban készült miniatúrával bővelkedő 18. századi másolatot, az ún. Cereteli (Ceretliszeuli) Párducbőröst.

### Betoldások, kiegészítések
A Párducbőrös teljes szövegének egyes versszakait és néhány énekét nem Rusztaveli írta. A hagyományos nyomtatott kiadások a vers ezen részeit általában nem tartalmazzák, bár a mű középkori kéziratai megőrizték őket. A mű folytatói többnyire saját versszakokat szúrtak be, és a vers végéhez új énekeket fűztek, így egészítették ki a történetet. Ilyen a hatavok (kínaiak) története, a hvárezmiek története és a hősök halálának története. Az első arról szól, hogyan támadta meg Indiát a hatav hadsereg, és hogyan mentették meg Tariel és társai a védtelen országot. A hatav történet után a hvárezmiek története következik, ami a hódító hatav hadsereg történetét, a csatát, valamint az Avtandillal és Pridonnal szemben elszenvedett vereségüket meséli el. Ezt a két történetet követi a hősök halálának története, amely Tariel és Avtandil halálát, valamint Pridonnak az elvesztésük fölötti gyászát beszéli el. Az epilógus, de legalábbis egyes versszakai szintén a Párducbőrös történetének folytatóihoz tartoznak.
A Párducbőrös folytatásaiban a teljes fejezetek mellett külön strófák is szerepelnek a vers főszövegében. Így néha ugyanannak a versszaknak két változata jött létre. Például az első ének Roszteván, arab királyt leíró (a magyar fordításokban az első) versszakának létezik más szövegváltozata is.
A prológusban is megtalálhatók később hozzáadott versszakok, ami ezáltal akár 46 versszakra is terjedhet. Ezeket a versszakokat és a kiegészítéseket a középkorban a vers szerves részének tekintették, azonban – mint kiderült – grúz irodalmi körökben jól tudták, hogy ezek utólagos kiegészítések és betoldások. I. Teimuraz közvetlenül megnevezi az egyik ilyen kiegészítőt: Nanucsa. Teimuraz megvetéssel tekint Nanucsára és kigúnyolja, de mint kiderült, az utólagos kiegészítés, betoldás (interpoláció) népszerű volt az akkori társadalomban. Mamuka Tavakalasvili, a 17. század első felének költője ugyanezt a Nanucsát édes szavak szólójának nevezi, és a 12. századi grúz klasszikusok mellé helyezi. Ma már ismeretes, hogy Nanucsa mellett a Párducbőrös néhány további költő – Ioszeb Tbileli, Giorgi Tumanisvili és mások – különböző időpontokban keletkezett saját kiegészítéseit is tartalmazza.
Kaihoszro Csolokasvili, egy 17. századi grúz költő, a Párducbőrös történetének egyik folytatója. Az ő műve az Omainiani (ომაინიანი), a Párducbőrös folytatásának folytatása, ami Omain, a Tariel fia, Szaridan és Avtandil lánya házasságából született új hős történetét meséli el.

## Felépítése és cselekménye

### Címe
A grúz címe (ვეფხისტყაოსანი [vephisztkaoszani]) szó szerint azt jelenti:vephi bőrű. Bizonytalanság mutatkozik abban, hogy a vephi alatt milyen állat értendő: tigris, vagy párduc avagy leopárd. A modern grúz nyelv szerint tigris lenne.
Azonban a kutatók körében inkább a párduc az elfogadottabb. A párducbőr népszerű motívum a perzsa epikus irodalomban, különösen Firdauszí: Sáhnáme, Királyok Könyve című műve nyomán, amit egyes kutatók Rusztaveli egyik lehetséges forrásának tartanak, és amire mindenképpen asszociálhatott a 12–13. századi grúz olvasó. A fordításokban mindhárom állat megjelenik: a tigris is, a párduc is, a leopárd is. A magyarban az előbbi kettő, az utóbbi pl. az oroszban Balmontnál (Витязь в барсовой шкуре).
A grúz címben nem szerepel a lovag, az magából a műből származik, ami a fordításokban hol lovag, hol vitéz, hol egyszerűen csak ember.

### Felépítése
A Párducbőrös három részre tagolható, úgymint prológus (előhang), a fő történet és epilógus (utóhang). A fő történet két, szorosan összefonódó történetből áll: az elsőben Avtandil a párducbőrös lovagot, Tarielt keresi, míg a második Nesztán-Daredzsán, Tariel kedvesének kereséséről szól.

#### Prológus és epilógus
Noha vitatott, hogy a mű prológusa és epilógusa Rusztavelitől származik-e, némi információt nyújt a vers történeti-irodalmi kérdéseiről, valamint magának a szerzőnek a költészetről és a szerelemről vallott nézeteiről. Vitatott eredetisége ellenére mind a prológus, mind az epilógus bizonyos hagyományos elvekre épül, a szövege kompozíciós szempontból összhangban áll a mű fő részével, és következetes a mű egészén át.
A prológus elején a szerző dicséri a mindenhatót, és hozzá fohászkodik (1. és 2. versszak). Miután Istenhez fordult, a világ királyait dicséri (3–5. versszak). Nem tudja, hogyan dicsérje az oroszlánt (3. versszak), ami metaforikusan Tamar királynő férjére, Dávid Szoszlanira utal, akit az epilógusban már a saját nevén említ: Dávid (1668. versszak) A negyedik versszak kifejezetten Tamar királynőről szól:
Dicsérjük Tamara úrnőt, véres könnyet ontva érte! [Weöres 4. versszak 1. sor]
Isten és a Grúz Királyság uralkodóinak dicsérete után a prológusban a szerző magáról beszél. A 6. és 7. versszakban már megemlíti a mű főszereplőjének, Tarielnek a nevét, a 7. és 8. versszakban pedig saját magát kétszer is, Rusztaveliként.
Mindezek után a költészetről és a szerelemről vallott felfogását fejti ki (12–14. versszak): meghatározza azok lényegét, természetét és célját.
Ezt követően a költészet sajátosságairól szól, három kategóriába sorolva azokat (15., 16. és 17. versszak). Rusztaveli kimondatlanul is az elsőbe tartozik. A második kategóriába olyanokat helyez el, akik nem tudnak erős érzelmi hatást gyakorolni az olvasóra. Őket egy tapasztalatlan fiatal vadászhoz hasonlítja, aki még nem ejtett nagy vadat. A harmadik kategóriába azokat teszi, akiknek a művei szórakoztatásra, az idő múlatására szolgálnak – nem tagadva el a könnyű műfajú versek létjogosultságát.
A prológusban a költészet témájához közvetlenül, logikusan, intellektuálisan kapcsolódik a szerelem témája. A továbbiakban határozottan megkülönbözteti az igaz szerelmet és a testi vágyat, a paráznaságot.
A szerelemnek is három fajtáját különbözteti meg. Az első emelkedett, isteni esemény. A második a világi, földi, testi szerelem, emberi érzés (ami szigorúan elkülönül a paráznaságtól). A rajongás harmadik fajtáját, a testi vágyat, megszállottságot teljesen kizárja a szerelem fogalmából, és nyíltan elutasítja:
Megvetem a szív-nélküli vágy baromi szégyenét. [Weöres 23. versszak 4. sor]
Kifejti, hogy művében világi, emberi érzésekről, igaz szerelemről ír, és megadja a jó kedves jellemzőit.
A költő a kurta epilógusban elmondja, hogy a versben elhangzott történet véget ért, szereplői bevégezték e világi életüket. Ebben ismét Grúzia uralkodóit, Tamar királynőt és Dávid Szoszlanit dicséri. Az utolsó versszak megemlíti az akkori kor jelentősebb műveit azok szerzőivel, köztük Rusztavelit a Tariellel.
Ahogy az epilógus első versszakában, úgy az utolsóban is a Rusztaveli név – a prológussal és magyar fordítással ellentétben – az eredetiben harmadik személyben szerepel. Ez az egyik oka annak, hogy a prológus szerzőjének sem Rusztavelit tekintik.

#### A fő rész

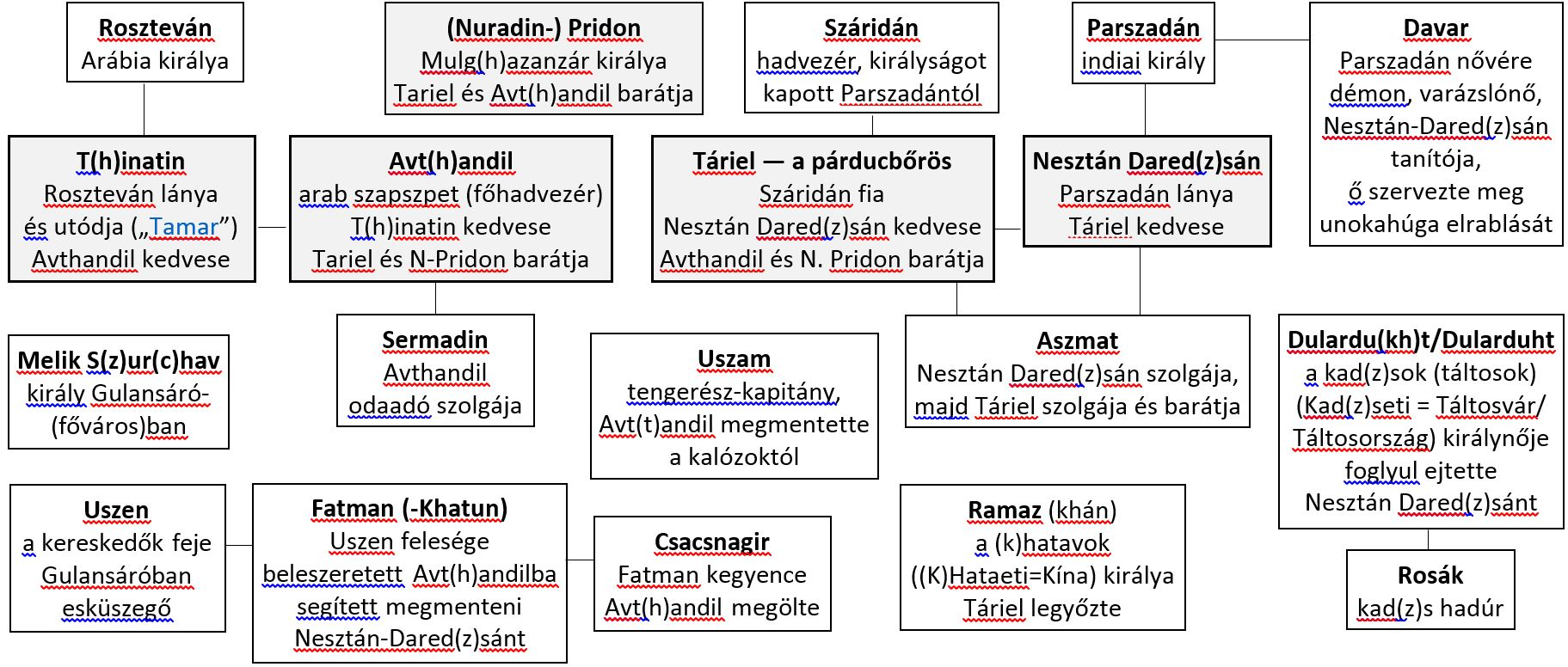
A Párducbőrös szereplői és kapcsolódásaik

##### Szereplők
| Aszmat                          | Nesztán Daredsan/Daredzsan szolgája, majd Táriel szolgája és barátja                                                                      |
| Avthandil/Avtandil              | arab szpaszpet (főhadvezér), Thinatin/Tinatin kedvese, Táriel és (Nuradin-) Pridon barátja                                                |
| Csacsnagir                      | Fatman kegyence; Avthandil/Avtandil megölte                                                                                               |
| Davar                           | Parszadán nővére, démon, varázslónő, Nesztán-Daredsan/Daredzsan tanítója; ő szervezte meg unokahúga elrablását                            |
| Dulardukht/ Dulardukt/Dularduht | Dularduht a kadsok/kadzsok (táltosok) (Kadseti/Kadzseti = Táltosvár/Táltosország) királynője; foglyul ejtette Nesztán Daredsan/Daredzsant |
| Fatman (-Khatun)                | Uszen felesége; beleszeretett Avthandil/Avtandilba; segített megmenteni Nesztán-Daredsan/Daredzsant                                       |
| Melik Surchav/Szurhav           | király Gulansáró-(főváros)ban |
| Nesztán Daredsan/Daredzsan      | Parszadán lánya, Táriel kedvese |
| (Nuradin-) Pridon               | Mulghazanzár/Mulgazanzár királya, Táriel és Avthandil/Avtandil barátja                                                                    |
| Parszadán                       | indiai király, Nesztán Daredsan/Daredzsan apja, Davar fivére                                                                              |
| Ramaz (khán)                    | a khatavok/hatavok (Khataeti/Hataeti=Kína) királya; Táriel legyőzte                                                                       |
| Rosák                           | kads/kadzs hadúr |
| Roszteván                       | Arábia királya, Thinatin/Tinatin apja |
| Száridán                        | hadvezér, királyságot kapott Parszadántól; Táriel apja                                                                                    |
| Sermadin                        | Avthandil/Avtandil odaadó szolgája |
| Táriel – a párducbőrös          | Száridán fia, Nesztán Daredsan/Daredzsan kedvese, Avthandil/Avtandil és N. Pridon barátja                                                 |
| Thinatin/Tinatin                | Roszteván lánya, Avthandil/Avtandil kedvese                                                                                               |
| Uszam                           | tengerész-kapitány, Avthandil/Avtandil megmentette a kalózoktól                                                                           |
| Uszen                           | a kereskedők feje Gulansáróban, esküszegő                                                                                                 |

##### Helyszínek
A költő a mű cselekményét Grúziától földrajzilag távol helyezte: Arábiába (Dél-Arábiáról lehet szó), Indiába, (K)Hataetibe, azaz Kínába, a rejtélyes Mulgazanzárba és Gulansáróba, valamint a kad(z)sok (táltosok/démonok) kitalált országába. Noha Rusztaveli valószínűsíthetően több hadjáratban is részt vett, ezeken a helyszíneken minden bizonnyal nem fordult meg. Viszont a korabeli Grúzia allegorikus ábrázolásai felismerhetők. Például utal a borkultúrára és egy női királyra, aki apja örököse lett.

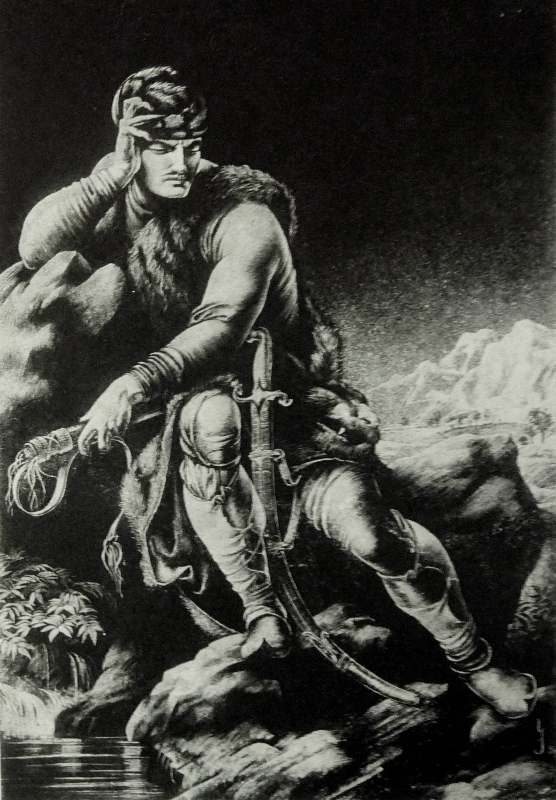
Szergo Kobuladze illusztrációja

A jelzések homályosak, és nem határozzák meg egyértelműen az adott helyszíneket. Ezek a távoli vidékek mégis Grúziát idézik föl. Úgy tűnik, hogy a helyszínek megválasztása elsősorban lakóik nemzeti jellegzetességeire utal: az arabokat racionálisabbnak mutatják be (Roszteván király és Avtandil), kommunikációs és cselekvési képességeik lehetővé teszik a zsákutcákból való kitörést, elmozdulást a holtpontokról. Ezzel szemben az indiaiak érzelmesebbnek és impulzívabbnak tűnnek, akaratlanul is tragédiákat okoznak (Tariel és Nesztán). Ez az ellentét megmutatkozik például a két házasságtörésben is: Avtandil abban a reményben adja meg magát Fatmannak, hogy mihamarabb megtudja: hol keresse Nesztánt; ezzel szemben Tarielt Aszmat iránt egyedül a vágya vezérli.
 
Voltak akik Gulansárót, a Tengerparti ország fővárosát Velencéhez hasonlították. Gulansárót Mulgazanzárból Avtandil – abban az időben, hajóval, és nyilván Afrika megkerülésével (hiszen még nem létezett a Szuezi-csatorna) – 10 hónap alatt érte el. Összehasonlításul: 300 évvel később Vasco da Gamma 8 hónap alatt jutott el Lisszabonból a kenyai Mombasába.
Ez a Tengerparti Ország mintegy tíz hónapi járó, [Vikár, XXIX.ének 5. versszak 1.sor]
Tengerparti országunknak tíz hó alatt érsz végére, [Weöres 1067. versszak 1.sor]

##### Cselekmény
A fő rész cselekményét két viszonylag egyszerű, szorosan összekapcsolódó történet képezi, amit epizódok gazdagítanak, végrendeletek, levelek, párbeszédek, leírások, aforizmák stb. színesítenek. Viták tárgyát képezi, hogy melyik a mű elsődleges témája: a szerelem-e vagy a testvériség, barátság, avagy ezek egyenrangú értéket képviselnek. A két történet két szerelmespárról szól: az arab Tinatin királylányról, királynőről és Avtandil hadvezérről, valamint Nesztán Daredzsán indiai királylányról és Tarielről, a párducbőrös lovagról. Mindkét pár csak a férfi fél különleges hőstettei után házasodhat össze. Avtandilnak meg kell találnia Tarielt, Tarielnek pedig meg kell találnia és ki kell szabadítania Nesztán Daredzsánt. A cselekmény fokozatosan fejlődik ki, bonyolódik, mígnem barátjuk, Nuradin-Pridon, Mulgazanzár uralkodójának segítségével a hősök tetteit végül siker koronázza. Az első történet Arábiában kezdődik. Roszteván király – fiú utódja nem lévén – a lányát, Tinatint emeli trónra, és a kezét a szpaszpet Avtandilnak ígéri. Tinatin és Avtandil kölcsönösen szeretik egymást. Egy vadászat alkalmával a király és Avtandil meglát egy párducbőrbe öltözött síró idegent, Tarielt. A király találkozni szeretne vele, és szolgákat küld érte, akiket Tariel megöl és eltűnik. Roszteván hiába keresteti. Tinatin Avtandilt kéri föl a titokzatos idegen fölkutatására. Közel három év keresés után végre egy barlangban meg is találja a párducbőrös idegent, aki elmeséli neki történetét:
Szerelmét, Nesztánt az apja, Parszadán egy hvárezmi herceghez akarta feleségül adni, akit – megakadályozandó a nem kívánt házasságot, Nesztán kérésére – Táriel megölt. Nesztánt példátlan módon megbüntették: megfosztották szolgáitól, és föltették egy hajóra, ami csak sodródott a tengeren. Tariel a keresésére indult, és ennek során találkozott Nuradin-Phridonnal, Mulgazanzar uralkodójával, aki elmondta neki, hogy Nesztán él, de fogolyként egy távoli hajón. Tariel kétségbeesésében egy barlangba vonult vissza, és Aszmattal, Nesztán szolgájával élt.
Tariel tragikus szerelmi történetének hallatán a meghatott Avtandil fölkínálja testvériségét, barátságát, és megígéri Tarielnek, hogy segít megtalálni a szerelmét, Nesztán-Daredzsánt. Avtandil hazatér Arábiába, Táriel történetét elmeséli Tinatinnak, és Rosztevan király akarata ellenére visszatér újdonsült barátjához.
A második történetben Avtandil elválik Tarieltől, Pridon királyságába megy, de semmi újabbat nem tud meg Nesztán felől. Folytatva a küldetését, Avtandil megérkezik Gulansáróba, a Tengeri Királyság fővárosába. Ott találkozik Fatmannal, Uszen főkereskedő feleségével. Fatman beleszeret Avtandilba, aki – érezve, hogy tud Nesztán hollétéről – hagyja magát elcsábítani. Kiderül, hogy Nesztán a kadzsok foságába került. Avtandil visszatér Pridonhoz és Tarielhez. A három hű barát úgy dönt, hogy Nesztán kiszabadítására háromszáz fős sereggel a kadzsok országába vonul. Miután sikerült kiszabadítani Nesztánt, mindannyian Arábiába mennek, ahol Roszteván király megbocsátja Avtandilnak az engedetlenségét, a király parancsának megszegését. Együtt ülik meg Avtandil lakodalmát Tinatinnal, majd Indiába indulnak, ahol Tariel is feleségül veszi a szerelmét, Nesztánt. Pridon is visszatér a hazájába, és a három barát boldogságban, jólétben és nagylelkűen uralkodik a saját országában.

## Stílusa, alkalmazott művészi eszközök

### Nyelve
A mű nyelve átmenetet képez a – főleg liturgikus irodalmi szövegekből ismert – régi-, és a ma is használatos új grúz nyelv között. A régi és az új grúzra jellemző tulajdonságokat egyaránt hordoz. A Párducbőrös nyelve eltér mind az akkori pre-modern, mind az egyházi grúz nyelvtől; közelebb áll az emberek beszélt nyelvéhez. E különbség miatt hagyományosan párducbőrös grúznak is nevezik. Kartvelológusok szerint a Párducbőrös fontos dokumentum a grúz világi beszéd tanulmányozásához.
A Párducbőrös nyelvére különösen jellemző, hogy ugyanazon szó régi és új formái egyaránt megtalálhatók egymás mellett, csakúgy, mint a keleti és a nyugati dialektus. A párducbőrös grúzra – a régi grúz nyelvvel ellentétben – a szintaktikai újdonságra és az egyszerűségre való törekvés jellemző. Ezen újítások ellenére Rusztaveli nyelve megtartja a régi szabályokat, versében régi és új formák egyaránt megtalálhatók. Ugyanakkor szabadon használja a grúz nyelvet: gyakran alkot új szavakat, neologizmusokat, és gyakran alakít át főneveket igékké. A szokatlan szavak használatát bizonyos esetekben az indokolja, hogy a vers jobban illeszkedjen a ritmushoz és a rímhez, bár a költő gyakran anélkül használ szokatlan szavakat, hogy a szöveg szükségessé tenné azt.
A kutatók megjegyzik, hogy Rusztaveli nyelve annyira közel áll az emberek beszédéhez, hogy könnyen érthető, és nem igényel különösebb magyarázatot. Vannak azonban ritka kivételek, amikor egyes szavak vagy kifejezések értelme bizonytalan, és ezekben még a szakemberek sem tudnak egyetértésre jutni.

### Belső felépítése
Az elbeszélés dinamikus, és kevés benne az ismétlés. A feszültség egyre nő, és a drámai helyzetek természetesen és logikusan követik egymást. A néhány visszaemlékezés (analepszis) nem akasztja meg a narratív szál folytonosságát.
A versben a monológok száma hetvenre tehető, ehhez adódik körülbelül tizenöt levél, amik főként líraiak: a szereplők ott írják le érzéseiket, nem mérlegelik a döntéseiket. Noha ezek a monológok nem viszik előbbre a cselekményt, de ritmust adnak neki. Ezért a költő gyakran a háttérbe húzódik, és a szereplők maguk válnak elbeszélőkké, hogy közvetlenül fejezhessék ki magukat. Ezáltal a vers olyan dramaturgiát kap, olyan lírai és élő alakot ölt, amely lehetővé tette a nyilvános felolvasását vagy a mozgalmas színházi előadásokat.

### Stiláris eszközök
A költő a stiláris eszközök széles skálájával él, és azokat változatosan alkalmazza. Ezek tárházát a természetleírások mellett aforizmák sokaságával egészíti ki.

#### Jelzők
A költő nem fukarkodik a jelzőkkel, rengeteg – akár eredeti – jelző található a műben. Például az I. ének első versszaka, amely az arab királyt írja le, szinte teljes egészében jelzőkből áll:
Vikár Béla fordításában:
Roszteván arab király volt, Isten kegyelméből való,
Délceg, nagylelkű a néphez, kit hatalmas hadával ó,
Igazságos, szelíd, dús, a kormányt bölcsen birtokoló,
Hős a harcban, győzhetetlen, barátjáért élő-haló.
Weöres Sándor fordításában:
Roszteván arab király volt, jósors vitte diadalra,
nemes, nyájas, népét-óvó, szárnya seregek hatalma,
bölcs és higgadt az elméje, igazságos az uralma,
a tanácsban ékes-szóló, harcban gáncs-nélküli dalja.

#### Hasonlatok
A költő úgyszintén számtalan hasonlattal is él. Gyakoriak az olyan eredeti, szemléletes, valósághű hasonlatai, amelyek az adott nemzetiségű, hétköznapi emberek életét ábrázolják. Egyes hasonlatait az expresszivitás jellemzi. Rusztaveli hasonlatai gyakran túlzó jellegűek, bár a mű minden túlzó hasonlatának van valós alapja, és soha nem utal fantasztikus ábrázolásokra, csupán hatni kíván.
Művelt, Nap- és Holddal rokon, ciprustermetű dalia,
Még szakálla sincs, – tudása, értelme az eget víja;… [Vikár I. ének 9. versszak 2–3. sor]
menny fáklyáihoz hasonló, karcsu-törzsű, mint a pálma,
sok-élű kristályhoz illő finom arca ragyogása,… [Weöres 40. versszak 2–3. sor]
vagy
Tetszik neki a fiú, mint rózsatő fülemilének, [Vikár I. ének 51. versszak 3. sor]
mint csalogány a rózsára, kedvvel pillant neveltjére, [Weöres 82. versszak 3. sor]

#### Metaforák
Metaforákban olyannyira bővelkedik a mű, hogy a vers költői nyelvének stílusát gyakran metaforikusnak tekintik. A műben a metafora a gondolat kifejezésének a legfontosabb művészi eszköze. Rusztaveli néhány metaforikus formáját – amiket a versben a leggyakrabban megismétel – különböző összefüggésekben, különböző jelentéssel használja. Ilyenek például: rózsa, nárcisz, nap, hold, gyöngy, kristály stb. A rózsa hol az emberi arcnak csak egy részét, hol az egész arcot fejezi ki. De az alábbi sorban idézett rózsa például gyöngyfogú személyt jelent:
Közepett a rózsa, szebb még mint aranyja s gyöngyfüzére. [Vikár XI. ének 18. versszak 4. sor]
Látsz a rózsán rubint, gyöngyöt, akár két iker-fiút. [Weöres 480. versszak 4. sor]
A kutatók szerint Rusztaveli metaforái segítik a megfelelő képzet kialakítását, és nem szorítják háttérbe a szöveg tartalmát – ellentétben néhány keleti költővel, akik öncélúan alkalmaznak metaforákat.

#### Ismétlések
A műben leíró (epikus) és elbeszélő (narratív) ismétlések egyaránt előfordulnak. Narratív ismétlések ritkán, míg epikusak gyakrabban. Az elbeszélő ismétlés egy példája a 993–999. versszak (Vikárnál: XVII. ének 23–29. versszak), amelyekben az egyik főszereplő, Avtandil röviden elmeséli Nuradin-Pridonnak Tariel történetét. Ezt a történetet az olvasó, mire idáig eljut, már részletesen ismeri, és a történet szerint már Pridon is. Bár a cselekmény szempontjából itt nélkülözhető lenne, a költő mégis megismétli (emlékezteti az olvasót), ezzel is hangsúlyozva annak fontosságát.
A műben különböző epikus ismétlések találhatók. Vannak indíték-gondolati (motívum-intellektuális) és szóbeli-kifejezésmódbeli (verbális-frazeológiai) ismétlések. Indíték-gondolati ismétlés esetén néha az egyik versszak tartalma megismétlődik egy másik versszakban is. Azokat a versszakokat, amelyekben korábbi versszak tartalma köszön vissza, a kutatók egy része hamisnak, későbbi időben keletkezett kiegészítéseknek tekinti.
Nikoloz Mari megjegyezte, hogy az epikus verbális-frazeológiai ismétlések Sota Rusztaveli egyik kedvenc művészi eszköze. Ennek alátámasztására néhány példát is idéz, köztük a vers prológusából a 27. versszak 3. sorát:
შორით ბნედა, შორით კვდომა, შორით დაგვა, შორით ალვა
sorit bneda, sorit kvdoma, sorit dagva, sorit alva,
Több tucat olyan ismétlés található a műben, amelyik valamely szóhoz kapcsolódik. A szavak ismétlése ellenére ezeket nem a szószaporítás (tautológia) jellemzi. Az ismétlés különleges fajtája, amikor a szó különböző formákban többször is megismétlődik. A műben használt ismétlések egyik fajtája a rokonértelmű szavak csoportja. Az ismétlésnek ezen formáit a Párducbőrösben Csicsinadze fedezte föl. Pavle Ingorokva azt állítja, hogy ez a sajátos ismétlés ritkán fordul elő a költészet világában, és ezek afféle verbális alliterációk.

#### Alliterációk
A vokális ismétlés mindkét fajtája jellemző a műben, úgy az alliteráció, mint az asszonánc, bár gyakoribb az alliteráció.
| grúz |  | Vikár Bála fordításában: |
| --- |  | --- |
| სხვა ძე არ ესვა \| მეფესა, ǁ მართ ოდენ მარტო \| ასული, სოფლისა მნათი \| მნათობი, ǁ მზისაცა დასთა \| დასული; მან მისთა მჭვრეტთა \| წაუღის ǁ გული, გონება \| და სული, ბრძენი ხამს მისად \| მაქებრად ǁ და ენა ბევრად \| ასული.                   |  | Fia nem volt \| a királynak, ǁ csak egy lánya, \| napsugára, Világ fénylő \| fényessége, ǁ ütött volt a Nap \| hugára; Csupa ész és \| csupa lélek, ǁ aki látja: \| szíve kára; Sokat tudjon \| a dalművész, ǁ ki őt veszi \| ajakára. |
| átírva |  | Weöres Sándor fordításában: |
| szhva dze ar eszva \| mepesza, ǁ mart oden marto \| aszuli, szoplisza mnati \| mnatobi, ǁ mziszaca daszta \| daszuli; man miszta mcsvretta \| caugisz ǁ guli, goneba \| da szuli, brdzeni hamsz miszad \| makebrad ǁ da ena bevrad \| aszuli. |  | Volt egyetlen szál \| leánya, ǁ senki más ija-fia, tündöklő, mint \| ékes csillag, ǁ a tüzes Nap rokona, aki ránéz: \| esze, szíve, ǁ békessége mind oda, ilyen szépről \| hozzá-méltót ǁ bölcs csak és szent vallana.                 |

#### Természetleírások
A természeti képek viszonylag ritkák a műben. Rusztaveli szinte sehol sem festi le a természetet önmagáért, elszakítva a történettől. Természetleírásai közvetlenül kapcsolódnak a szereplőkhöz, az érzéseikhez és hangulatukhoz: a természet mintegy együttérez a mű szereplőivel, a szomorúságukkal, és ha ők örülnek, velük örül. Ezt a megoldást a későbbi, 19. századi klasszikus grúz irodalom előszeretettel alkalmazta az emberek belső világának leírására.

#### Aforizmák
A Párducbőrös az azt dinamizáló aforizmákban gazdag alkotás; olyannyira hogy ezeket külön kötetben is kiadták. Ezek egyik leggyakrabban előforduló témája az öröm, boldogság és a bánat, szomorúság kettőse. Alekszandre Baramidze véleménye szerint Sota Rusztavelinek, mint aforisztikus költőnek nincs párja a világirodalomban.
Rusztaveli aforizmái inspirálóak és oktató jellegűek. A grúz emberek között széles körben elterjedtek, szállóigévé váltak. Figyelemre méltó, hogy az emberek némi népi bölcsességet is tulajdonítottak Rusztavelinek.
Rusztaveli a bölcs gondolatokat rövid aforizmákon keresztül, általában egyetlen versszakban fogalmazza meg. A versszak első három sorában kidolgozza a gondolatot, a nézőpontot, amit a negyedik sorban – mintegy csattanóként – egy általánosabb érvényű, befejező aforizma követ. Az első három sor gyakran aforisztikus, így akár az egész versszak maga egy aforizma. Azonban ebben az esetben is mindig az utolsó, negyedik sor a meghatározó jelentőségű.
Például: Vikár Béla fordításában [XVIII. ének, 55. versszak]:
Míg ezeket mondja vala, sír, szeméből könyeső fut;
Szól szivéhez: »Légy türelmes, olyan mint egy bölcsességkút.
Türelmünk ha nincs: mi által, hogy győzzük le a kemény bút?
A ki rosszat tűrni nem tud, Istentől örömhöz nem jut.«
Ugyanez a versszak Weöres Sándor fordításában [XXIX. ének, 726. versszak]:
Feljajdul, testét dobálja, képén gyöngyök áradása,
szivéhez szól: „Türelem a bölcsességnek ősforrása,
ha nem tűrök, mit tehetek? ó, sors megpróbáltatása!
Állhatatosság segít csak, égi kegyelem várása.

### Formai eszközök

#### Versforma
A vers formája sairi, az ún. Rusztaveli négysoros, a 16 szótagos sorok közepén sormetszéssel (cezúrával). Rusztaveli ennek a versformának fölülmúlhatatlan mestere. Ő az egyetlen költő a világon, aki ilyen nagyszabású epikus művet alkotott teljes egészében ezen az elven.
A sairi (grúzul: შაირი) két formája létezik: magali (magas vagy rövid) sairi és dabali (alacsony vagy hosszú) sairi.
A szimmetrikus magali sairiban (magas sairi) a sorok négy, négy szótagos részre oszlanak, a második után cezúrával:
xxxx | xxxx ǁ xxxx | xxxx
Az aszimmetrikus dabali sairiban (alacsony sairi) is négy szegmensre oszlik a sor, de ezek öt- és három szótagosak:
xxxxx | xxx ǁ xxxxx | xxx.
Rusztaveli a sairi mindkét formáját használta, akár ritmust váltva egy soron belül is. Például az I. ének 11. (42.) versszakában (félkövérrel a magas magali sairi):
| grúz |  | Vikár Bála fordításában: |
| --- |  | --- |
| რა მეფედ დასმა \| მეფემან ǁ ბრძანა მისისა \| ქალისა, ავთანდილს მიჰხვდა \| სიამე, ǁ ვსება სჭირს მას აქ \| ალისა; თქვა: “ზედა-ზედა \| მომხვდების ǁ ნახვა მის ბროლ-\| ფიქალისა, ნუთუ მით ვპოვო \| წამალი ǁ მე ჩემი, ფერ-\| გამქრქალისა!»                   |  | Mihelyt a király \| kimondta, ǁ hogy király legyen \| leánya, Egy könnyár lett \| Avthandilnak ǁ vonzó szeme. \| Kétség hányja, - Szól: »Most mindig \| látni foglak, ǁ szívem fagyos \| kőmárványa, Igy tán írt lelek \| szivemre: ǁ ki elvette, \| visszaszánja!« |
| átírva |  | Weöres Sándor fordításában: |
| ra meped daszma \| mepeman ǁ brdzana miszisza \| kalisza, avtandilsz mihhvda \| sziame, ǁ vszeba szcsirsz masz ak \| alisza; tkva: “zeda-zeda \| momhvdebisz ǁ nahva misz brol-\| pikalisza, nutu mit vpovo \| camali ǁ me csemi, per-\| gamkrkalisza!» |  | Mikor Roszteván, \| az atya, ǁ trónját leányának adta, Avtandilnak \| felderengett ǁ a reménység \| messzi napja: „Szemem azt az \| ékkő-orcát ǁ most már gyakrabban \| láthatja és képembe \| visszatérhet ǁ a száguldó vér \| patakja.”                           |

Számukat tekintve a költeményben több az alacsony (dabali) sairi, mint a magas (magali). Az alacsony és magas sairik alkalmazására nem határozható meg egyértelmű szabály, bár bizonyos tendenciák érzékelhetők. Például Salva Glonti szerint a magas sairik vidámabb történéseket ábrázolnak, míg az alacsony sairik többnyire szomorú képeket.

#### Rím
A sorok rímképlete: A A A A, azaz bokorrím, amiknek a monotonitását a vers ritmusváltásai oldják, jambikus hímrímek (éles, bukó) és trocheus nőrímek (tompa, ereszkedő) váltakozásával.
Elmondható, hogy a hím- és nőrímek alkalmazásában is kimutatható egyfajta tendencia: események elbeszélésekor, a fordulatos, pergő részeknél gyakoribb a lüktetőbb hímrím, míg a leírásokban, az elmélkedő részeknél a lassúbb nőrím.
Rusztavelinél a rím általában olyannyira pontos, hogy nemcsak a magánhangzók, hanem a mássalhangzók is megegyeznek. A magas sairik esetében nem ritka a perzsa költészetben megtalálható ún. madzsama rím, amikor is homonimákkal játszva egy egész szó szerepel a rímben. Például az I. ének 2. (33.) versszakában.

## A szerző világlátása

### A korabeli grúz társadalom normái
A mű a maga teljességében leképezi a korszak grúz társadalmát, az úgynevezett patronkmoba intézményét. Ennek a társadalmi hierarchiának az alján a szolga (kma) állt. Ezt a társadalmi berendezkedést a költő elítélte. A patronkmoba, a szuverenitás-vazallusság rendszere kettős felelősségre épül, ahol meghatározó az ún. feudális lépcső. A mű fő- és ideális hősei – Tariel és Avtandil – a hűséges és tiszteletteljes kma (კმა) megtestesítői, vazallusok, akik pártfogójuk önzetlen szolgái, művelt és derék, megfontolt udvaroncok, bátor és önzetlen lovagok (მოკმე mokme).
A költő idealizálja a vazallusnak a király – a legfőbb patrónus – iránti odaadását és kötelességeit. A király közvetlen vazallusainak, az udvaroncoknak és más nemeseknek is megvannak a maguk vazallus-nemesei (például Tarielnek Aszmat, Avtandilnak Sermadin). Így a versben ábrázolt közösségeket átszövik a szuverén-vazallus kapcsolatok.
Rusztaveli lelkes szószólója a humanista monarchia intézményének, amely a szuverén-vazallus kapcsolatokon és a dinasztikus legitimizmuson alapszik. A vers egyik központi motívuma a lovagiasság, a katonai vitézség és a bátorság kultusza. A költő által idealizált hőslovag odaadó és önzetlen a barátságban és a társadalomban egyaránt. A barátság és a bajtársiasság a lovagi jogállam alapja; a szolidaritás és az önfeláldozás Rusztaveli dédelgetett ideálja. A lovagok érdektelenül és önzetlenül védik meg a kereskedőket a kalózoktól és rablóktól, a nők iránt a legnagyobb tisztelettel viseltetnek, pártfogolják és segítik a rászorulókat, az özvegyeket és árvákat.
A műben nagy értéket képvisel a nagylelkűség. Így szól Roszteván aforizmatikus tanácsa a frissen megkoronázott lányának, Tinatinnak:
Nagylelkűség a királyban: éden ciprusfája, szent az.
Nagy lélekkel mindenkit, még álnokot is hozzád hajtasz;
Tarts jól egy világot; dús vagy, dús lenni ha nem óhajtasz.
Tied, amit széjjelosztasz; amit nem, mind kárba ment az! [Vikár I. ének 19. versszak]
Aloé díszítsen édent, okosság a vezetőket:
bőkezűség, nagylelkűség leigáz gonosztevőket;
enni kell, de kuporgatott fölösleg csak nyűggé nőhet.
Amit adsz: fut vissza hozzád; amit nem adsz: elfut tőled. [Weöres 50.versszak]
A költő egységes irgalmasságot hirdet, nagyoknak és kicsinyeknek egyaránt:
Fényét ím a nap virágra, hinti épúgy szerény fűre:
Te se fogd kegyelmed szűkre, se dicső-, se alrendűre; [Vikár I. ének 18. versszak 1–2. sor]
Száraz fűre és rózsára egyformán száll a Nap fénye:
folyvást adakozva gondolj a gazdagra és szegényre, [Weöres 49.versszak 1–2. sor]
A nők iránti csodálat és a nemek közötti egyenlőség is fölbukkan a műben:
Oroszlánnak sarja is az [égi], hím-e vagy nő, egyre mén ki. [Vikár I. ének 8. versszak 4. sor]
Mindegy, hím- vagy nő-oroszlán: mind felséges sarjadék. [Weöres 39.versszak 4. sor]
Ez nem is meglepő egy olyan országban, amelyben nem ritkán nőket hatalommal társítottak, és két nőt is kiemelt tisztelet övez: Szent Ninot aki a 4. században térítette kereszténységre Grúziát, és Szűz Máriát, akinek az oltalmába helyezték az országot.
Ez a nőkultusz áll a hátterében annak, hogy a költő határozottan elítéli a kényszerházasságot, és a házastárs szabad megválasztása mellett áll ki, Nesztán pedig egy nemes nő mintaképe, aki az értelmet a szenvedély fölé helyezi. Az önző érzésektől mentes szerelmet megéneklő költő szenvedélyesen elítéli a szívtelenséget és a féktelen testi vágyakat.
Figyelemre méltó, hogy a patronkmoba-kapcsolatok formái Rusztaveli szerelmeiben is benne rejlenek. A szeretett nő a maga helyzetében a legfőbb patrónus-szuverén, míg a szerelmes lovag a leghűségesebb vazallus-szolga (kma).
A művet áthatja a hazaszeretet, a hazafiság. A költő azt vallja, hogy az államot erős és autokratikus központi hatalomnak kell vezetnie, ugyanakkor a szuverén uralkodóknak igazságosan és körültekintően kell kormányozniuk.

### Vallási vonatkozások
A Párducbőrös helyenként pogány mű benyomását kelti. A versbe valóban nincs beillesztve ima, és nem jelennek meg utalások sem Jézusra, sem Szűz Máriára, sem a Szentháromságra; csak egyetlen Pál-levél szerepel a műben, bár számos utalás van az evangéliumokra és az Ószövetségre (az Édenkert tízszer fordul elő, és utalások találhatók az Eufráteszre, Gibeonra és Lévire).
Ennek ellenére a mű erkölcsi kerete keresztény, egyértelmű kettősséggel a jó isten és a zord, kiábrándító világ között. Ez a kereszténység azonban nem fanatikus. Rusztaveli többször hivatkozik a Koránra, jelezve, hogy a karakterek többsége muszlim. Noha az iszlámra, Mohamed prófétára, Mekkára és a Koránra vonatkozó utalások nem különösebben jóindulatúak, nem sérti az iszlámot, és bizonyos ismereteket mutatnak erről a vallásról. Az iszlámot a kereszténység allegóriájaként használja, mivel a vers által népszerűsített értékek többsége keresztény eredetű. Megemlíti a tizenkét (Weöresnél négy) apostolt, és azt, hogy ők miként terjesztik a jóindulat és a szeretet filozófiáját.
Olvastad, hogy megszólták a szeretet apostolait;
Hogyan mondták, olvasgatták, emlegették szép tanait:
»A szeretet fölmagasztal« valamennyi erre tanít.
Nem hiszed Te – hogy hinné más, aki semmihöz se konyit? [Vikár XXI. ének 4. versszak]
Ismered: a szeretetről négy apostol hogyan írt:
mint hirdetik, magasztalják! Élj tanításuk szerint.
— A szerelem égbe-ragad — e himnuszt énekli mind;
ha ezekre nem tekintesz: rád a néped mint tekint? [Weöres 791.versszak]

## Fogadtatása, kritikája
A Párducbőröst – a mindenkori nagy jelentősége ellenére – a középkorban elsősorban a grúz papság bírálta. Sőt – egyes kutatók úgy vélik, hogy – üldözték, és a kéziratos könyveket gyakran elégették. Szerintük ennek az volt a valódi oka, hogy Rusztaveli humanista szemlélete és életerővel átitatott költészete ingerelte, irritálta a konzervatív társadalmat, és gyakorta felháborodást váltott ki. Viktor Nozadze szerint a papság a művet azért kritizálta, mert VI. Vahtang az első grúz nyomdában, saját költségén, egy világi művet nyomtatott ki – a Párducbőröst, ami a papság köreiben dühöt váltott ki. A kutató ugyanakkor úgy véli, hogy a Párducbőrös csak egy szűk szerzetesi kör ellenzésével találkozott.
A 15–18. századi grúz papság arra az álláspontra helyezkedett, hogy a vers perzsa, és nem ismeri el a Szentháromságot, az oszthatatlan egységet, vagyis keresztényellenes mű.
Nem határolható be, mikor kezdődött Rusztaveli és művének üldözése Grúziában. Van egy hagyományos nézet, miszerint Rusztavelit még életében kitaszították a hazájából, azonban ez a változat nem megalapozott, és tudományosan nem bizonyított. Alekszandre Baramidze úgy véli, hogy a Párducbőrös üldözésének Grúzia mongol uralma után kellett kezdődnie, amikor a grúzok fokozatosan új eszmerendszert kezdtek kialakítani.
VI. Vahtang megpróbálta megvédeni a Párducbőröst. A vers tartalmát allegorikus-misztikus szemszögből magyarázta, de magyarázata (ahogy a király nevezi: fordítás) nem működött; éppen ellenkezőleg, elmélyítette a Párducbőrös hívei és ellenzői közötti ellentétet. VI. Vahtang magyarázatát Timote Gabasvili (1703–1764) érsek elítélte.
Létezik egy olyan vélemény, miszerint a 18. század második felében megpróbálták megsemmisíteni a VI. Vahtang által kiadott Párducbőrös példányait. Platon Ioszeliani (1810 –1875) szerint Timote Gabasvili I. Anton katolikosz-pátriárka (Teimuraz Bagrationi, 1720 –1788) álláspontjára helyezkedett, aki számos, Vahtang nyomdájában nyomtatott könyvet juttatott a Párducbőrös sorsára és dobott a Kura folyóba. Zakaria Csicsinadze ugyanezt ismétli meg 1909-ben. Több kutató hitelesnek tartja ezeket az információkat, bár olyan vélemény is létezik, hogy ezek csupán vádak Anton katolikosz ellen.
Gaioz Imedasvili megjegyzi, hogy a Párducbőrös üldözése csak egyfajta kreatív kritika volt Grúziában, és ennek a kritikának a fizikai megnyilvánulásai nem igazoltak. Viktor Nozadze szerint arra sincs bizonyíték, hogy Anton katolikosz és Timote Gabasvili érsek elítélte volna a Párducbőröst annak keresztényellenes vagy eretnek jellege miatt, ugyanakkor nem tagadja, hogy a papság szűk körei elítélték Rusztaveli művét, de úgy véli, hogy nem őket kell hibáztatni ezért.
Igaz, hogy a Párducbőrös üldözése és kritikája főként a papsághoz köthető, de a papság köreiben számos védelmezője is akad, köztük olyanok is, akik saját kezűleg másolták a vers teljes szövegét. Ilyen volt Szulhan-Szaba Orbeliani szerzetes vagy Ioszeb Tbileli metropolita. Az 1888-as Kartvelisvili kiadás szövegét összeállító bizottság munkájában is részt vett egy püspök is.

## Jelentősége, hatása
A Párducbőrösnek a középkorban és később is nagy szerepe volt a grúz nemzet, különösen a grúz irodalom identitásában; továbbra is a grúzok egyik kedvenc könyve maradt.
A mű nagy jelentősége abban is megmutatkozik, hogy gyakran a grúzok második Bibliájaként emlegették. (Lásd még a cselekmény helyszíneinél a Mulgazanzárhoz fűzött megjegyzést.) A Párducbőrös évszázadokon át a grúz menyasszonyok hozományának része volt, és az esküvői ünnepségen Rusztaveli-verseket énekeltek. Sok grúz, nemcsak egyes énekeit, hanem az egész verset is fejből tudta. A háborúk alatt a harcoló grúzokat gyakran lelkesítették Rusztaveli aforizmákkal. A Kartlisz Csovbera (Kartli Krónika – ქართლის ცხოვრება) elbeszél egy olyan történetet, amely szerint 1699-ben egy kis grúz sereg – miután a parancsnok a Párducbőrös egy aforizmájával buzdította harcosait – legyőzte a perzsák nagy seregét. (A grúzok legendásan bátran és rendíthetetlen hősiességgel tudnak harcolni. Idősebb Alexandre Dumas-nak így jellemezte őket egy orosz: Látni kell a grúzokat harcolni. Akkor nem hétköznapi emberek, hanem titánok, akik képesek az eget is megtámadni!)
A Párducbőrös jelentősége megmutatkozik mind a középkori, mind az újkori, mind a modern grúz irodalomban is. A 15–18. századi grúz költők Rusztaveli művéből merítettek ihletet. E korszak grúz költészetében a Párducbőröst ideális műnek, a költészet viszonyítási alappontjának tekintették. A költők a verseikben gyakran bocsánatot kértek Rusztavelitől, amiért a Párducbőrös után másféle verseket mertek írni.
A Párducbőrös jelentősége különösen megnőtt a 16. században, amikor Grúzia perzsa befolyás alatt állt, és Perzsia a perzsa nyelv és irodalom elterjesztésére törekedett Grúziában. Új, perzsa stílusú áramlatok jelentek meg a grúz költészetben, amelyek nagy népszerűségnek örvendtek. Számos perzsa művet fordítottak grúzra. Ebben az időszakban I. Teimuraz király a perzsa nyelv és irodalom egyik támogatója volt. Ilyen körülmények között a Párducbőrös a nemzeti irodalom védelmezőinek fő eszközévé vált: Rusztaveli művét szembeállították a perzsa költészettel, és ezzel igyekeztek megmutatni a grúz irodalom magasabbrendűségét az idegennel szemben.
Másrészről, a perzsa uralom alatt a Párducbőrös, mint a hősiesség példájának a jelentősége is megnőtt: a szabadságukat vesztett grúzok számára a Párducbőrös bátorítást adott a hősiességre és az értelmes életre.
A Párducbőrös a 19–20. században sem veszítette el jelentőségét. Épp ellenkezőleg: ebben az időszakban nőtt meg az oktatási jelentősége. Az orosz fennhatóság alatt a Párducbőrös volt a nemzeti felszabadító mozgalom egyik emlékműve, ami a grúz nemzet magas kulturális szintjét, a szabadsághoz és a nemzeti függetlenséghez való jogát volt hivatott igazolni.
A Párducbőrös hatása a modern grúz irodalomban is érezhető. Közülük Ilia Csavcsavadze (1837–1907), Akaki Cereteli (1840–1915), Vazsa-Psavela (1861–1915), Nikoloz Baratasvili (1818–1845) és Rafiel Erisztavi (1821–1900) számos verse magyarul is olvasható Vikár Béla fordításában, Rab Zsuzsa tolmácsolásában pedig Baratasvili és Erisztavi mellett további 30 grúz költő versei is, valamint ízelítő a pogánykorig visszanyúló grúz népköltészetből.
A Párducbőröst világszínvonalú irodalmi műnek tekintik. Jelentősége miatt a világ számos nyelvére lefordították, és 2013 óta a világemlékezet része.

## Feldolgozások
Zichy Mihálytól (Vikár Béla révén) tudjuk, hogy az 1870-es évek végén Grúziában színpadra vitték a Párducbőröst:
Baratoff hercegnő felkért, hogy az egyedüli egy, unícum, régi gruzin regéből, a »párduczbőr«, élőképeket állítsak fel valami jótékony célra [...] fel is állítottam a színházban tíz élőképet, úgyszólván próba nélkül.
A mű megfilmesítésére nem került sor, bár filmváltozatait 1911 óta próbálták elkészíteni.
Van egy forgatókönyvünk a „Párducbőrösre”, és nagyon kívánatos, hogy azt egy német cég állítsa színpadra (amely a Nibelungot rendezte). Világszerte fontos lesz, és bármennyibe is kerül, a megrendezése azonnal megtérül és rengeteg jövedelmet hoz ... Van egy német fordítás is. – írta Salva Dadiani felesége egy ismerősének.
A Párducbőrös első forgatókönyve 1911-ben készült. Egy francia filmes cég felajánlotta Salva Dadianinak, hogy írja meg a forgatókönyvet. Dadiani meg is írta, ami tetszett a cégnek. Dadianinak segítenie is kellett volna a rendezőt, és konzultálnia kellett volna vele, de ez a kezdeményezés az első világháború miatt meghiúsult.
A Párducbőrös megfilmesítésének gondolata az 1920-as évek közepén merült föl ismét. Az ötlet ezúttal Salva Eliava-tól, a Grúz SzSzK Államtanácsának elnökétől származott. El is küldték Germane Gogitidzét Németországba, hogy találkozzon Fritz Langgal, a Nibelung-ének 1924-ben készült kétrészes némafilm-változatának rendezőjével. Maga Gogitidze szkeptikus volt a mű megfilmesítésének gondolatával kapcsolatban. Gogitidze röviden összefoglalta Langnak, miről szól a mű. A rendező beleegyezett a film elkészítésébe, de a becsült költségek hatalmas összegre rúgtak, amit Gogitidze – aki nem hitt ebben az elképzelésben, amint később az emlékirataiban leírta – szándékosan még el is túlzott.
1935-1937-ben a Rusztaveli Jubileumi Bizottság pályázatot hirdetett a legjobb forgatókönyvre. Próbaképpen Kadzseti (ქაჯეთი) címmel Kote Mikaberidze a saját forgatókönyve alapján forgatott is egy rövidfilmet Nesztán-Daredzsán kiszabadításáról. A rövidfilm gyenge-közepesre sikerült, ami után a grúz rendezők nem tértek vissza a mű megfilmesítésének gondolatához.
Ha nem is a Párducbőrös megfilmesítése, de az arra való utalások vissza-visszatérő fontos eleme az örmény származású Szergej Paradzsanov (Szargisz Paradzsanian) 1984-ben készült, A szurámi vár legendája című (a mi, Déva várát építő Kőműves Kelemenünk grúz párja) filmjében.
A cár mögött egy párducbőrt látunk, amely utalás a grúzok nemzeti eposzára, Sota Rusztaveli A párducbőrbe bújt lovag című művére. A párduc motívuma többször visszatér a film folyamán, hol állatbőr, hol kitömött állat formájában. ... a rendező fontosnak tartotta, hogy beemelje a filmbe a grúz kultúra szellemi örökségét hordozó alapvető nyelvemléket, ... A jelenetben a kis bábuk mellett kitömött párducok, illetve párducbőrök ... ismét Rusztaveli A párducbőrbe bújt lovag című nemzeti eposzát idézik meg. … A kis bábukon keresztül Zuráb a grúz történelem és kultúra központi alakjaival ismerkedik meg.... A rendező elképzelhetetlen érzékenységgel szövi bele filmjébe a grúz történelem és kultúra elemeit. Többek között Sota Rusztaveli A párducbőrös lovag című művét, például azzal, hogy a muszlim kereskedő városnak Paradzsanov a Gulansáró nevet adja – amely, ... Rusztaveli művében szereplő elképzelt város neve...
Alekszi Macsavariani zeneszerző 1973-ban kétfelvonásos balettként adaptálta az eposzt (egyik legjelentősebb műve). A zenemű első előadására 1982-ben Moszkvában került sor a szerző vezényletével, a balett bemutatójára 1985-ben, a leningrádi Kirov színházban Oleg Vinogradov koreográfiájával és a szerző fiának, Vahtang Macsavarianinak a vezényletével.

## Nyomtatott kiadások, fordítások

### Nyomtatott kiadások grúzul

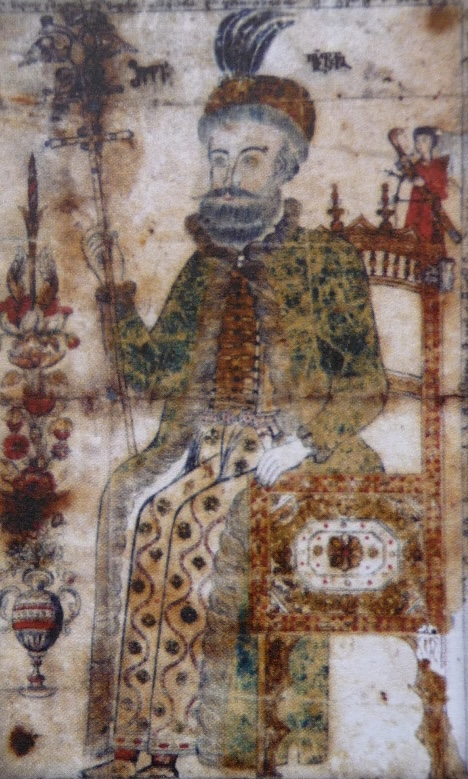
VI. Vahtang (miniatúra, 1700-as évek)

A mű csak grúz nyelven több mint ötven, közel száz kiadást számlál.
Először 1712-ben nyomtatták ki VI. Vahtang szerkesztésében és kommentárjával. Ez lett a király által 1709-ben létrehozott első grúz nyomdában készült, a grúz ábécé betűivel nyomtatott első világi könyv. Ez ma Vahtang kiadás néven ismert. A Vahtang kiadás szövege egyes kéziratokhoz képest rövidebb. Vahtang főleg a vers utolsó fejezeteit távolította el a szövegből, amiket a korábbi másolók, értelmezők kiegészítésének tartott. Korábban a kutatók egy része a Vahtang kiadást kritikai kiadásnak tartotta, míg egy másik részük néhány – mára már elveszett – régi kézirat változatlan szövegének. A nyelvész, néprajzkutató Akaki Sanidze (1887–1987) rusztvelológus utóbb bebizonyította, hogy Vahtang kritikával kezelte a művet, ezért a versnek csak azt a részét tette közzé, amelyet egyértelműen Sota Rusztaveli szövegének tartott.

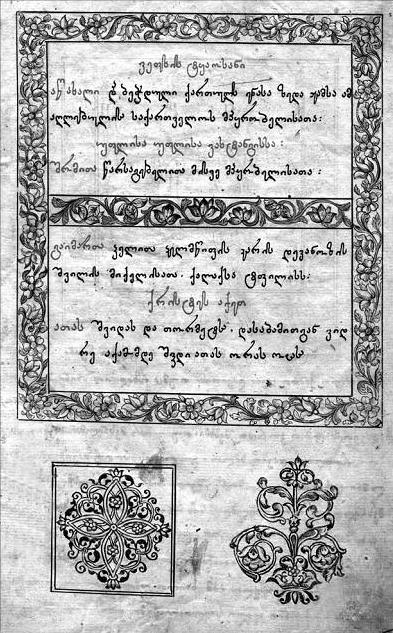
A Vahtang kiadás címoldala
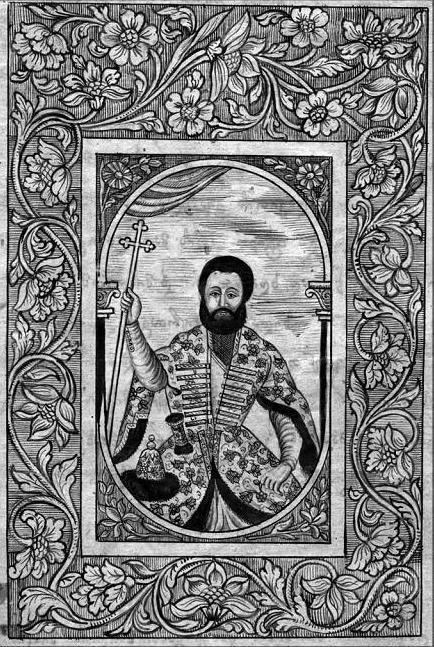
VI. Vahtang
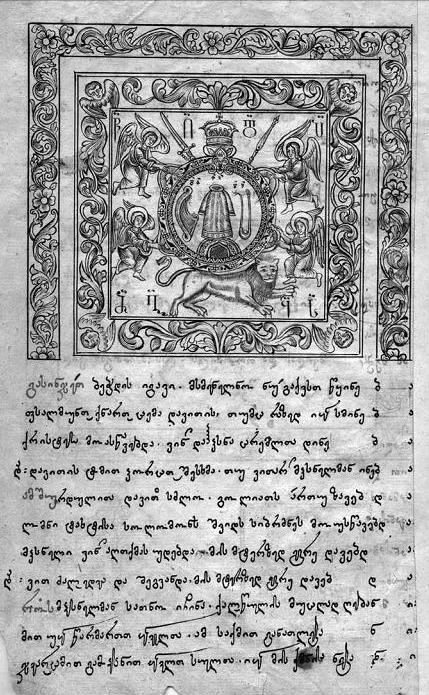
A Bagrationi dinasztia címere

A Párducbőröst másodszor 1841-ben, Szentpéterváron nyomtatták ki Marie-Félicité Brosset, Zakaria Palavandisvili és Davit Csubinasvili szerkesztésében. Ez a kiadás Brosset kiadás néven ismert. A Vahtang- és a Brosset kiadás képezik a Párducbőrös rövid kiadásainak alapját. A későbbi kiadások – néhány kivételtől eltekintve – főként ezekre támaszkodnak.
1888-ban Giorgi Kartvelisvili jelentette meg a Párducbőrös díszkiadását Zichy Mihály illusztrációival (Kartvelisvili-kiadás). A műnek ez az első tudományos igényű kiadása. A könyv kiadását Kartvelisvili finanszírozta, és az összes példányt a Grúzok írástudását elősegítő társaságnak adományozta. Ebből készült a mű első magyar fordítása, Zichy Mihály képeivel illusztrálva – ahogy a második magyar fordítás is az ő képeivel jelent meg.
Grúzia Nemzeti Parlament Könyvtára megadja a könyv bibliográfiai adatait, ismertetőjében pedig – egyebek mellett – ez áll:
A Párducbőrös 1888. évi Kartvelisvili kiadása az egyik legfontosabb a többi fontos kiadás között.
1880-ban Ilia Csavcsavadze vezetésével és 13 taggal egy bizottságot hoztak létre, amely meghatározta a Párducbőrös szövegét. Ők javasolták az illusztrációk elkészítésére Zichy Mihályt.
Zichyt ez a megbízás érdekelte, és meg akart ismerkedni a vers tartalmával. Iona Meunargia fordította le a verset Miurei, valamint Bertha és Arthur Suttner segítségével. Mihai Zichy ingyen festette a képeket a könyvhöz, 27 illusztrációt készített, ebből egy színes. ... A könyv címe Grigol Tatisvili, az első grúz metsző-xilográfus munkája, aki régi grúz kéziratokat és vártemplomi díszítéseket használt a betűk és a díszítések készítéséhez.

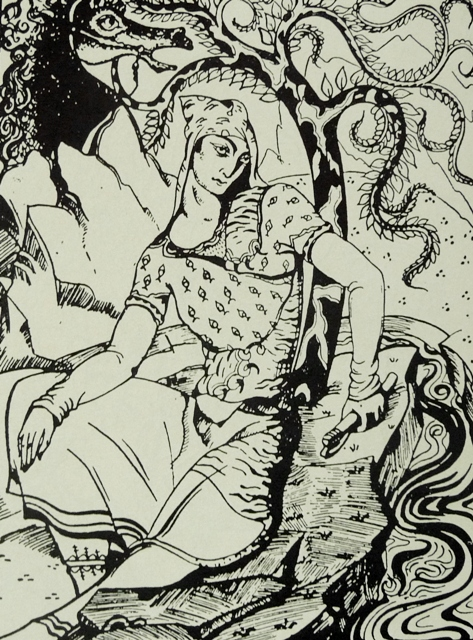
Lado Gudiasvili illusztrációja

A vers hosszú változata a 20. században többször is megjelent; először 1937-ben, a Párducbőrös 750. évfordulója alkalmából, amit néhány kisebb kiigazítás után publikáltak. A jubileumi kiadás rajzait Lado Gudiasvili (1896–1980), Tamar Abakelia, Irakli Toidze és Szergo Kobuladze (1909–1978) készítette. Szergo Kobuladze ebben az időszakban készült munkáit a Párducbőrös egyik legjobb illusztrációjának tartják. Lado Gudiasvili munkásságában jelentős helyet foglalnak el a könyvillusztrációi, így a Párducbőrösé is.
A mű miniatűr változatát 1943-ban adták ki Berlinben grúz hazafiak (Zurab Kapanadze?). A Párducbőrösnek ezt a világi bibliának nevezett kiadását a grúz katonák a zsebükben hordták a második világháború idején. A miniatűr kiadást mindössze két illusztráció díszíti – Tamar királynő és Sota Rusztaveli portréja.
2011-ben megjelent a Párducbőrös új kiadása, amit Davit Macsavariani illusztrációi díszítenek. A 31 kép klasszikus, hagyományos formában készült, így közelítve Zichy Mihály munkásságához.

### Fordítások
A Párducbőröst több mint 50 nyelvre fordították le, amik 300-nál is több kiadásban jelentek meg. A fordítás egyes nyelveken részleges, de a többségük teljes. Több fordítás prózai.
Az első ismert fordítás 1802-ből való; Jevgenyij Bolhovityinov készítette el az első ének szó szerinti orosz fordítását. 1828-ban Marie-Félicité Brosset Franciaországban tette ismertté a művet az első részleges francia prózai fordítással.
A 19. században teljes fordítás jelent meg: lengyelül (Kazimierz Łapczyński, 1863), németül (Arthur Leist, 1889 – ld. Vikár fordítást) és oroszul (Konsztantyin Balmont, 1895 – ld. Vikár fordítást).
A teljes művet a 20. században még négyen fordították oroszra: az ukrán Pantelejmon Petrenko (1938, Konsztantyin Csicsinadze közreműködésével), Giorgi Cagareli (1937), Salva Nucubidze (1941 – ld. Weöres fordítást) és Nyikolaj Zabolockij (1957). I. Z. Fedjucsek az 5 orosz fordítás közül Balmont, Petrenko és Zabolockij fordításait elemezve azt állapította meg, hogy Zabolockij fordítása a legolvashatóbb és a legjobb, ugyanakkor Grúziában Pantelejmon Petrenko fordítása a legnépszerűbb, mert az ő fordítását tekintik az eredetihez legközelebb állónak.
2015-ben a mű egy alapos bevezető tanulmánnyal ellátott, legteljesebb, kétnyelvű – grúzul és Arcsil Halvasi fordításában oroszul – kritikai kiadása jelent meg. Figyelemre méltó, hogy ez az orosz hosszú kiadásoknál megszokott 1673 versszaknál is többet, 2230-at tartalmaz, és további, a szövegből kihagyott 96-ot, valamint olyan énekeket is, amik a magyar fordításokban nem olvashatók.
Az orosz költők közül Jevgenyij Jevtusenko is fordított belőle.
1912-ben, 3 évvel a készítője, Marjory Scott Wardrop halála után jelent meg az első angol prózai fordítás, ami a kutatók szerint a leginkább megközelíti az eredeti tartalmát.
Említésre méltó Lyn Coffin 2015-ben megjelent angol költői fordítása, amely ötvözi a mű irodalmi értékeit a tudományos pontossággal. Nemcsak a vers tartalmát adja vissza hűen, hanem az eposz sairi költői szerkezetét is megőrzi.
A Párducbőröst Grúziában a további kartvél – láz, szván és mingrél – nyelvekre is lefordították.
Két 20. századi lengyel fordítás készült. 1960-ban jelent meg Igor Sikiryckié Zabolockij orosz fordításából – annak is az 1950-es, fiataloknak szóló kiadása alapján –, 1976-ben pedig Jerzy Zagórskié (1907–1984) a – Rusztaveli születésének 800. évfordulója alkalmából a Grúz Tudományos Akadémia által 1966-ban kiadott – Vahtang-féle grúzból.

### Magyar fordítások és a Zichy-illusztrációk
Rusztaveli eposzával 1912-ben találkozhattak először a magyar olvasók. Vikár Béla saját fordításában tette közzé a Párducbőrös lovag első két énekét a Budapesti Szemle 152. kötetében. Itt részletesen leírja a fordítás keletkezésének történetét is, ami kivonatosan a következő. Az eposzra Zichy Mihály hívta föl a figyelmét 1889-ben, amikor Vikár látogatást tett nála Lachtán. 1909-ben (a Kalevala kiadásának évében) kezdte tanulmányozni a grúz nyelvet, mert a megjelent orosz fordításnak [a Balmont-féle, 1895-ben megjelent fordításról lehet szó] nem vehettem semmi hasznát. Ez t. i. nem Rusztaveli műve, hanem az állítólagos fordítónak saját költőietlen férczelménye. Valóságos szentségtörés magának a műfordításnak fogalma és Rusztaveli emléke ellen.
De az Arthur Leist készítette német fordítással sem volt elégedett, mert ez sem alakilag, sem tartalmilag nem követi elég híven az eredetit. Inkább szabad fordításnak mondható. Már a czime sem felel meg az eredetinek; mert abban nem tigrisről, hanem párduczról van szó.

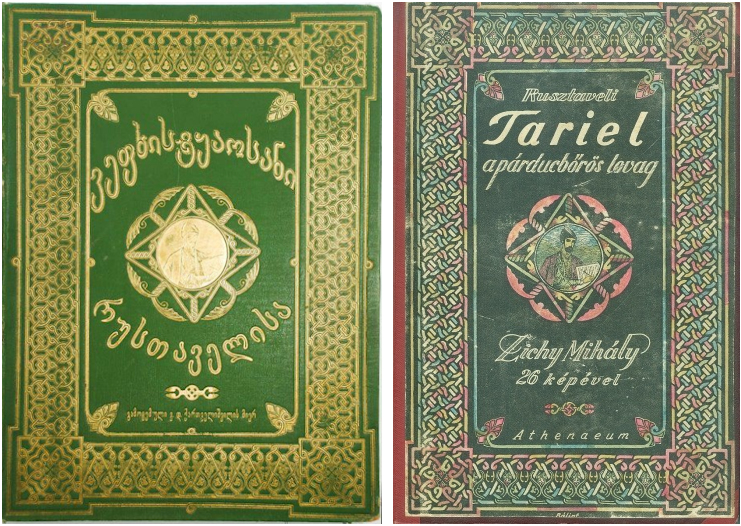
A párducbőrös lovag 1888-as grúz és 1917-es magyar kiadásának borítója

Ezen a ponton hivatkozik Csubinov grúz-orosz szótárára is: «Veplichvis Tkaosani» szó szerint : a párduczbőrös (ember).
Az általa tanulmányozott kortárs grúz nyelvtan sem bizonyult elegendőnek, mert a mai gruz nyelv, melyet az említett grammatika főkép tárgyal, meglehetősen elüt attól, melylyel a XII. évszázadban működött Rusztaveli él.
Végül úgy döntött: Rusztaveli szülőföldjéről rendelek magam mellé segítőt. Ez sikerült is. Az illető (Ciklari György) egy fiatal író, a ki maga is több európai nyelvben jártas, és akivel a grúz újtestamentum, majd népköltési hagyományok után magát Rusztavelit olvasták együtt. Ezt követően készítette el az eposnak, a mely összesen 46 [47] kisebb-nagyobb énekre terjed, teljes szóhű fordítását.
Vikár Béla teljes fordítását Tariel a párdusbőrös lovag címmel 1917-ben az Athenaeum adta ki. Vikár a fordítását – ami prológust és epilógust nem tartalmaz – a Zichy Mihály illusztrálta 1888-as grúz Kartvelisvili kiadás alapján készítette, és ugyanazzal a 26 fekete-fehér Zichy-illusztrációval jelent meg (az első, színes kép kivételével), mint az eredeti. Ennek előszavában részben azt ismétli meg, amit 1912-ben a Budapesti Szemlében írt.
Vikár fordítását elsőként, még 1917-ben Simonyi Zsigmond méltatta, míg 1919-ben Babits bevallottan olvasatlanul ítélkezett fölötte. Ezekben a megnyilvánulásokban két stílusirányzat, régies-népies és újító, tágabban pedig Kelet és Nyugat ütközik össze. Ami az egyik szemében a fordítás erénye, ugyanazért a másik kipellengérezi. Babits fölindultságában odáig ment, hogy Zichy Mihályt az orosz udvar piktora titulussal illette.

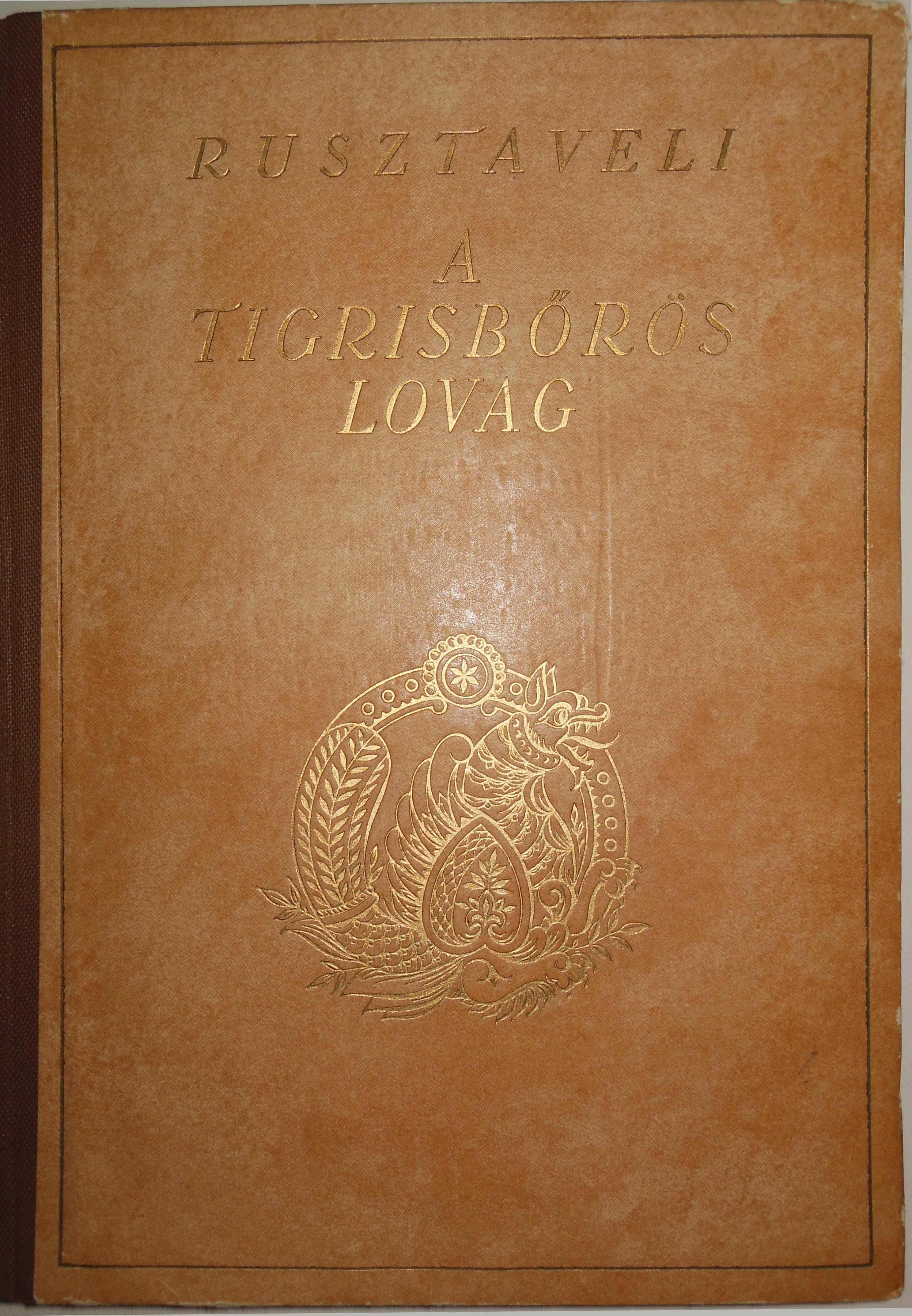
A tigrisbőrös lovag (1954) borítója

Halála előtt, 1945 júniusában Vikár Béla a Magyar Népművelési Minisztériumnak írt egy levelet, amelyben kérte, hogy másodszor is adják ki Rusztaveli eposzát. Megtörtént. De immár nem az ő fordításában.
Az 1954-ben az Új Magyar Könyvkiadónál A tigrisbőrös lovag címmel megjelent Weöres Sándor fordítás – ugyancsak a Zichy illusztrációkkal – teljesen kiszorította Vikár Tarieljét. Weöres az addigra már 4 orosz közül a Nucubidze-féle tigrisbőrös (Витязь в тигровой шкуре) fordítás magyar nyersfordítását ültette át versbe. Ez 64 éneket, valamint prológust és epilógust is tartalmaz, összesen 1671 számozott versszakkal, amiből 31 az előhang, 5 az utóhang. A 64 énekből 62 a maga 1568 versszakával nagyjából a Vikár-fordítás 47 éneke részben más tagolásban, részben egyes énekekbe betoldott egy vagy több további versszakkal. A két utolsó ének 67 versszaka először vált olvashatóvá magyarul. A könyv a végén magyarázó név- és szójegyzéket tartalmaz, és egy ismertetőt Sota Rusztaveliről, a korszakról, magáról a műről, és végül röviden a két magyar fordításról. A Zichy Mihályról szóló összefoglaló pedig azzal magyarázza a Zichy illusztrációk párducbőrös ábrázolását, hogy a rajzokat eredetileg egy 10 élőképből álló színpadi jelenet számára készítette. – nem említve a több évszázad alatt keletkezett kéziratok miniatúráit.
| A Vikár és a Weöres fordítás énekei | |                        |                        |                        |  |          |                                                                           |                      |                      |                      |
| ének                                | Vikár Béla: Tariel a párducbőrös lovag Athenaeum irodalmi és nyomdai r. t., Budapest, 1917           | versszak (számozatlan) | versszak (számozatlan) | versszak (számozatlan) |  | ének     | Weöres Sándor: A tigrisbőrös lovag Új Magyar Könyvkiadó, Budapest, 1954   | versszak (számozott) | versszak (számozott) | versszak (számozott) |
|                                     | | -tól                   | -ig                    | db                     |  |          |                                                                           | -tól                 | -ig                  | db                   |
|                                     | |                        |                        |                        |  |          | Előhang                                                                   | 1                    | 31                   | 31                   |
| I.                                  | Első történet. Roszteván arab királyról.                                                             | 1                      | 52                     | 52                     |  | I.       | Rege Roszteván királyról                                                  | 32                   | 71                   | 40                   |
|                                     | |                        |                        |                        |  | II.      | Roszteván és Avtandil vadászaton                                          | 72                   | 83                   | 12                   |
| II.                                 | Az arab király látomása: a párducbőrös lovag.                                                        | 53                     | 132                    | 80                     |  | III.     | Az arab király találkozása a tigrisbőrös lovaggal                         | 84                   | 119                  | 36                   |
|                                     | |                        |                        |                        |  | IV.      | Tinatin kéri Avtandilt: keresné meg a tigrisbőrös lovagot                 | 120                  | 164                  | 45                   |
| III.                                | Avthandil levele hadi népéhez.                                                                       | 133                    | 144                    | 12                     |  | V.       | Avtandil levele katonáihoz                                                | 165                  | 176                  | 12                   |
| IV.                                 | Avthandil elutazik, hogy feltalálja Tarielt.                                                         | 145                    | 268                    | 124                    |  | VI.      | Avtandil útra kerekedik, hogy a tigrisbőrös lovagra leljen                | 177                  | 229                  | 53                   |
|                                     | |                        |                        |                        |  | VII.     | Avtandil és Aszmat a barlangban                                           | 230                  | 279                  | 50                   |
|                                     | |                        |                        |                        |  | VIII.    | Tariel és Avtandil találkozása                                            | 280                  | 309                  | 30                   |
| V.                                  | Tariel elbeszéli történetét Avthandil előtt.                                                         | 269                    | 296                    | 28                     |  | IX.      | Tariel elmondja életét Avtandilnak                                        | 310                  | 339                  | 30                   |
| VI.                                 | Tariel első szerelmének története.                                                                   | 297                    | 331                    | 35                     |  | X.       | Tariel szerelmének története                                              | 340                  | 375                  | 36                   |
| VII.                                | Nesztán Daredsán levele, kit először íra kedvesének                                                  | 332                    | 335                    | 4                      |  | XI.      | Nesztán-Daredzsán első levele imádójához                                  | 376                  | 380                  | 5                    |
| VIII.                               | Tariel első levele barátnéjához                                                                      | 336                    | 341                    | 6                      |  | XII.     | Tariel levele imádottjához                                                | 381                  | 386                  | 6                    |
| IX.                                 | Tariel levele, kit a kínaiakhoz íra és emberével külde.                                              | 342                    | 355                    | 14                     |  | XIII.    | Tariel levele a Hatavokhoz                                                | 387                  | 390                  | 4                    |
|                                     | |                        |                        |                        |  | XIV.     | Nesztán Daredzsán hivatja Tarielt                                         | 391                  | 399                  | 9                    |
| X.                                  | A kínai király levele, írva feleletül Tarielnek.                                                     | 356                    | 416                    | 61                     |  | XV.      | A Hatavok válasza Tarielnek                                               | 400                  | 405                  | 6                    |
|                                     | |                        |                        |                        |  | XVI.     | Tariel együttléte Nesztán-Daredzsánnal                                    | 406                  | 419                  | 14                   |
|                                     | |                        |                        |                        |  | XVII.    | Tariel hadjárata Hataeti ellen és a nagy csata                            | 420                  | 462                  | 43                   |
| XI.                                 | Tariel levelet ír az ind királynak, miután legyőzte a kínaiakat.                                     | 417                    | 445                    | 29                     |  | XVIII.   | Tariel levele az Ind császárhoz és győzelmes hazatérése                   | 463                  | 489                  | 27                   |
| XII.                                | Nesztán Daredsán levele, akit kedvesének írt.                                                        | 446                    | 455                    | 10                     |  | XIX.     | Nesztán-Daredzsán üzenete imádójának                                      | 490                  | 496                  | 7                    |
| XIII.                               | Tariel levele, akit kedvesének írt feleletül.                                                        | 456                    | 519                    | 64                     |  | XX.      | Tariel panasza és őrjöngése                                               | 497                  | 502                  | 6                    |
|                                     | |                        |                        |                        |  | XXI.     | Tariel válasza imádottjának                                               | 503                  | 506                  | 4                    |
|                                     | |                        |                        |                        |  | XXII.    | Tanácskozás Nesztán-Daredzsán férjhezadásáról                             | 507                  | 516                  | 10                   |
|                                     | |                        |                        |                        |  | XXIII.   | Tariel beszélgetése Nesztán-Daredzsánnal és elhatározásuk                 | 517                  | 547                  | 31                   |
|                                     | |                        |                        |                        |  | XXIV.    | A Kvarezmi sah-fi megérkezése Indiába és halála Tariel kezétől            | 548                  | 566                  | 19                   |
| XIV.                                | Tariel megtudja Nesztán Daredsán eltünését.                                                          | 520                    | 542                    | 23                     |  | XXV.     | Tariel megtudja Nesztán-Daredzsán eltűnését                               | 567                  | 590                  | 24                   |
| XV.                                 | Nuradin Pridon története, akivel Tariel a tenger partján találkozott.                                | 543                    | 564                    | 22                     |  | XXVI.    | Tariel megismerkedése Nuradin-Pridonnal                                   | 591                  | 612                  | 22                   |
| XVI.                                | Tariel segítségével Pridon legyőzi ellenségeit.                                                      | 565                    | 573                    | 9                      |  | XXVII.   | Tariel segítsége Nuradin-Pridonnak                                        | 613                  | 621                  | 9                    |
| XVII.                               | Pridon elmond valamit Tarielnek Nesztán Daredsánról.                                                 | 574                    | 622                    | 49                     |  | XXVIII.  | Pridon elbeszélése Nesztán-Daredzsánról                                   | 622                  | 671                  | 50                   |
| XVIII.                              | Történet Avthandil visszatértéről az arab udvarhoz és elbeszélése Tarielről.                         | 623                    | 678                    | 56                     |  | XXIX.    | Avtandil visszatérése Arábiába                                            | 672                  | 727                  | 56                   |
| XIX.                                | Avthandil távozása Roszteván királytól; beszélgetése a vezérrel s kérése.                            | 679                    | 723                    | 45                     |  | XXX.     | Avtandil a nagyvezérrel engedélyt kéret Rosztevántól távozásra            | 728                  | 773                  | 46                   |
| XX.                                 | Avthandil távozóban beszélget Sermadinnal.                                                           | 724                    | 737                    | 14                     |  | XXXI.    | Avtandil beszélgetése Sermadinnal                                         | 774                  | 787                  | 14                   |
| XXI.                                | Avthandil végrendelete, Roszteván királyhoz, titkos távozása előtt.                                  | 738                    | 758                    | 21                     |  | XXXII.   | Avtandil végrendelete Roszteván királynak                                 | 788                  | 810                  | 23                   |
| XXII.                               | Avthandil imádsága elutazása előtt és titkos szökése.                                                | 759                    | 763                    | 5                      |  | XXXIII.  | Avtandil imája                                                            | 811                  | 814                  | 4                    |
| XXIII.                              | Roszteván király értesül Avthandil eltávozásáról.                                                    | 764                    | 779                    | 16                     |  | XXXIV.   | Roszteván megtudja Avtandil titkos távozását                              | 815                  | 831                  | 17                   |
| XXIV.                               | Avthandil második találkozása Tariellel.                                                             | 780                    | 862                    | 83                     |  | XXXV.    | Avtandil útrakél, hogy másodszor találkozzék Tariellel                    | 832                  | 867                  | 36                   |
|                                     | |                        |                        |                        |  | XXXVI.   | Avtandil rátalál az eszét vesztett Tarielre                               | 868                  | 907                  | 40                   |
|                                     | |                        |                        |                        |  | XXXVII.  | Tariel elbeszéli: miként ölte meg az oroszlánt és a tigrist               | 908                  | 917                  | 10                   |
| XXV.                                | Tariel és Avthandil visszatér a barlanghoz és találkozik Aszmattal.                                  | 863                    | 899                    | 37                     |  | XXXVIII. | Tariel és Avtandil megérkeznek a barlanghoz és találkoznak Aszmattal      | 918                  | 952                  | 35                   |
| XXVI.                               | Avthandil utazása Mulghazanzárba, Pridon látogatására.                                               | 900                    | 916                    | 17                     |  | XXXIX.   | Avtandil utazása Pridon meglátogatására és himnusza a hét bolygóhoz       | 953                  | 970                  | 18                   |
| XXVII.                              | Avthandil meglátogatja Pridont, miután elhagyta Tarielt.                                             | 917                    | 972                    | 56                     |  | XL.      | Avtandil Pridonnál                                                        | 971                  | 1026                 | 56                   |
| XXVIII.                             | Avthandil távozik Pridontól, hogy Nesztán Daredsánt keresse.                                         | 973                    | 1007                   | 35                     |  | XLI.     | Avtandil elindul Nesztán-Daredzsánt keresni és csatlakozik egy karavánhoz | 1027                 | 1062                 | 36                   |
| XXIX.                               | Avthandil megérkezik Gulansáróba, miután partraszállott volt.                                        | 1008                   | 1022                   | 15                     |  | XLII.    | Avtandil megérkezik Gulánsáróba                                           | 1063                 | 1082                 | 20                   |
| XXX.                                | Avthandil látogatása Fatmannál. Miként fogadja Fatman s miként örül.                                 | 1023                   | 1027                   | 5                      |  |          |                                                                           |                      |                      |                      |
| XXXI.                               | Fatman beleszeret Avthandilba és levelet ír hozzá.                                                   | 1028                   | 1031                   | 4                      |  | XLIII.   | Fatma szerelme Avtandil iránt                                             | 1083                 | 1085                 | 3                    |
| XXXII.                              | Fatman levele Avthandilhoz, szerelméről írott.                                                       | 1032                   | 1041                   | 10                     |  | XLIV.    | Fatma szerelmes levele Avtandilhoz                                        | 1086                 | 1096                 | 11                   |
| XXXIII.                             | Avthandil levele, kit Fatmannak íra feleletűl.                                                       | 1042                   | 1061                   | 20                     |  | XLV.     | Avtandil válasza Fatmához                                                 | 1097                 | 1122                 | 26                   |
| XXXIV.                              | Itt Avthandil megöli Csacsnagirt és két őrét.                                                        | 1062                   | 1067                   | 6                      |  |          |                                                                           |                      |                      |                      |
| XXXV.                               | Fatman elbeszélése Nesztán Daredsánról Avthandil előtt.                                              | 1068                   | 1159                   | 92                     |  | XLVI.    | Fatma elbeszélése Nesztán-Daredzsán sorsáról                              | 1123                 | 1214                 | 92                   |
| XXXVI.                              | Történet arról: hogyan ejtették foglyul a táltosok Nesztán Daredsánt; elbeszéli Fatman Avthandilnak. | 1160                   | 1216                   | 57                     |  | XLVII.   | Fatma elbeszéli: miként jutott Nesztán-Daredzsán a kadzsok rabságába      | 1215                 | 1271                 | 57                   |
| XXXVII.                             | Fatman levele, Nesztán Daredsánnak írott.                                                            | 1217                   | 1230                   | 14                     |  | XLVIII.  | Fatma levele Nesztán-Daredzsánhoz                                         | 1272                 | 1286                 | 15                   |
| XXXVIII.                            | Nesztán Daredsán levele, Fatman részére írott.                                                       | 1231                   | 1237                   | 7                      |  | XLIX.    | Nesztán-Daredzsán válasza Fatmához                                        | 1287                 | 1293                 | 7                    |
| XXXIX.                              | Nesztán Daredsán levele, a kedvesének írott.                                                         | 1238                   | 1262                   | 25                     |  | L.       | Nesztán-Daredzsán levele szerelmeséhez                                    | 1294                 | 1319                 | 26                   |
| XL.                                 | Avthandil levele, Pridonhoz írott.                                                                   | 1263                   | 1271                   | 9                      |  | LI.      | Avtandil levele Pridonhoz                                                 | 1320                 | 1328                 | 9                    |
| XLI.                                | Avthandil távozása Gulansárból és találkozása Tariellel.                                             | 1272                   | 1318                   | 47                     |  | LII.     | Avtandil távozik Gulánsáróból és megérkezik Tarielhez                     | 1329                 | 1375                 | 47                   |
| XLII.                               | Tariel és Avthandil elutazik Pridonhoz.                                                              | 1319                   | 1337                   | 19                     |  | LIII.    | Tariel és Avtandil megérkeznek Pridonhoz                                  | 1376                 | 1394                 | 19                   |
| XLIII.                              | Pridon, Avthandil és Tariel hadi tanácsot ül Táltosvár falai előtt.                                  | 1338                   | 1372                   | 35                     |  | LIV.     | Nuradin-Pridon tanácsa                                                    | 1395                 | 1398                 | 4                    |
|                                     | |                        |                        |                        |  | LV.      | Avtandil tanácsa                                                          | 1399                 | 1403                 | 5                    |
|                                     | |                        |                        |                        |  | LVI.     | Tariel tanácsa                                                            | 1404                 | 1410                 | 7                    |
|                                     | |                        |                        |                        |  | LVII.    | A kadzsok várának ostroma és Nesztán-Daredzsán megszabadítása             | 1411                 | 1429                 | 19                   |
| XLIV.                               | Tariel megérkezése a tengerparti királyhoz és Pridonhoz.                                             | 1373                   | 1407                   | 35                     |  | LVIII.   | Tariel megérkezik a tenger királyához                                     | 1430                 | 1464                 | 35                   |
| XLV.                                | Tariel és Nesztán Daredsán menyekzője Pridonnál.                                                     | 1408                   | 1436                   | 29                     |  | LVIX.    | Tariel és Nesztán-Daredzsán lakodalma Pridon várában                      | 1465                 | 1493                 | 29                   |
| XLVI.                               | Tariel másodszor tér meg a barlanghoz és elosztja a kincseket.                                       | 1437                   | 1493                   | 57                     |  | LX.      | A három lovag megérkezik a barlanghoz, majd tovább utazik Arábiába        | 1494                 | 1550                 | 57                   |
| XLVII.                              | Avthandil és Thinathin menyekzője az arab királynál.                                                 | 1494                   | 1545                   | 52                     |  | LXI.     | Avtandil és Tinatin mennyekzője az arab királynál                         | 1551                 | 1580                 | 30                   |
|                                     | |                        |                        |                        |  | LXII.    | Tariel hirül veszi az ind császár halálát                                 | 1581                 | 1599                 | 19                   |
|                                     | |                        |                        |                        |  | LXIII.   | Tariel megérkezik Indiába és legyőzi a hatavokat                          | 1600                 | 1635                 | 36                   |
|                                     | |                        |                        |                        |  | LXIV.    | Tariel és Nesztán-Daredzsán koronázása                                    | 1636                 | 1666                 | 31                   |
|                                     | |                        |                        |                        |  |          | Utóhang                                                                   | 1667                 | 1671                 | 5                    |

A mindkét magyar fordításban megtalálható, eredetileg a mű 1888. évi grúz kiadásához készült Zichy-illusztrációk történetét Vikár Béla adja elő az 1912-ben megjelent fordítás-mutatványa bevezetőjében. Eszerint Zichynek a 70-es évek utóján készült 10 színpadi élőképét határtalan lelkesedéssel fogadta a grúz közönség. Ez érlelhette meg a georgiai művészet- és irodalom-barátok között a Párduczbőrös lovagnak Zichy által való illustrálása eszméjét. Néhány évvel később, 1881-ben, amikor Zichy – III. Sándor cárral együtt – ismét Tifliszben járt, egy küldöttség kérte ki a cártól a híres művészét az ő híres költeményük illusztrálására. A cár nem emelt kifogást, Zichy pedig kijelentette, hogy a legnagyobb örömmel tesz eleget a nemes georgiai nép óhajának. Hónapokat töltött a czár engedelmével Georgiában. Oroszra fordították neki az epos tartalmát s buzgón támogatták őt tanulmányaiban, melyeket véghetetlen szorgalommal a helyszínén folytatott.

Giorgi Servasidze, mint Tariel (fénykép; Kutaiszi, 1882) – a II. ének 1. versszakához

Zichy illusztrációinak modelljei grúz történelmi családok (Cereteli, Dadiani, Gurieli, Servasidze) tagjai és a korabeli értelmiség személyiségei közül kerültek ki.
- Rusztaveli – Mamia Gurieli(wd) költő
- Tamar királynő – Nino Cereteli – Davit Szimon Cereteli lánya, Bidzina Csolokasvili felesége
- Tariel – Giorgi Servasidze(wd) – Abházia hercege, költő
- Nesztán és Davar – Keto Cereteli Dadiani
- Tinatin – Matrona Kvariani-Kutateladze
- Roszteván király – Kaihoszro Kadzsaia
- Parszadán király – Dzsambakur Gurieli
- Pridon – Dzsaba Gurieli
- Aszmat – Konsztantine Dzsaparidze lánya Kato, Tifo Nakasidze felesége
- Fatman – Mariam Mirianasvili-Tumanisvili

Noha Zichy csak 14 képre kapott megbízást, 34 rajzot készített, amelyek közül a kiadói bizottság 27-et választott ki. Az illusztrációk eredetije utóbb több külföldi kiállításon – és állítólag 1912-13 körül Budapesten is – láthatók voltak. Zichy a Rusztaveli-illusztrációit a grúz népnek adományozta, elutasítva minden fizetséget. Ezeket a Salva Amiranasvili nevét viselő Grúz Állami Művészeti Múzeum őrzi.

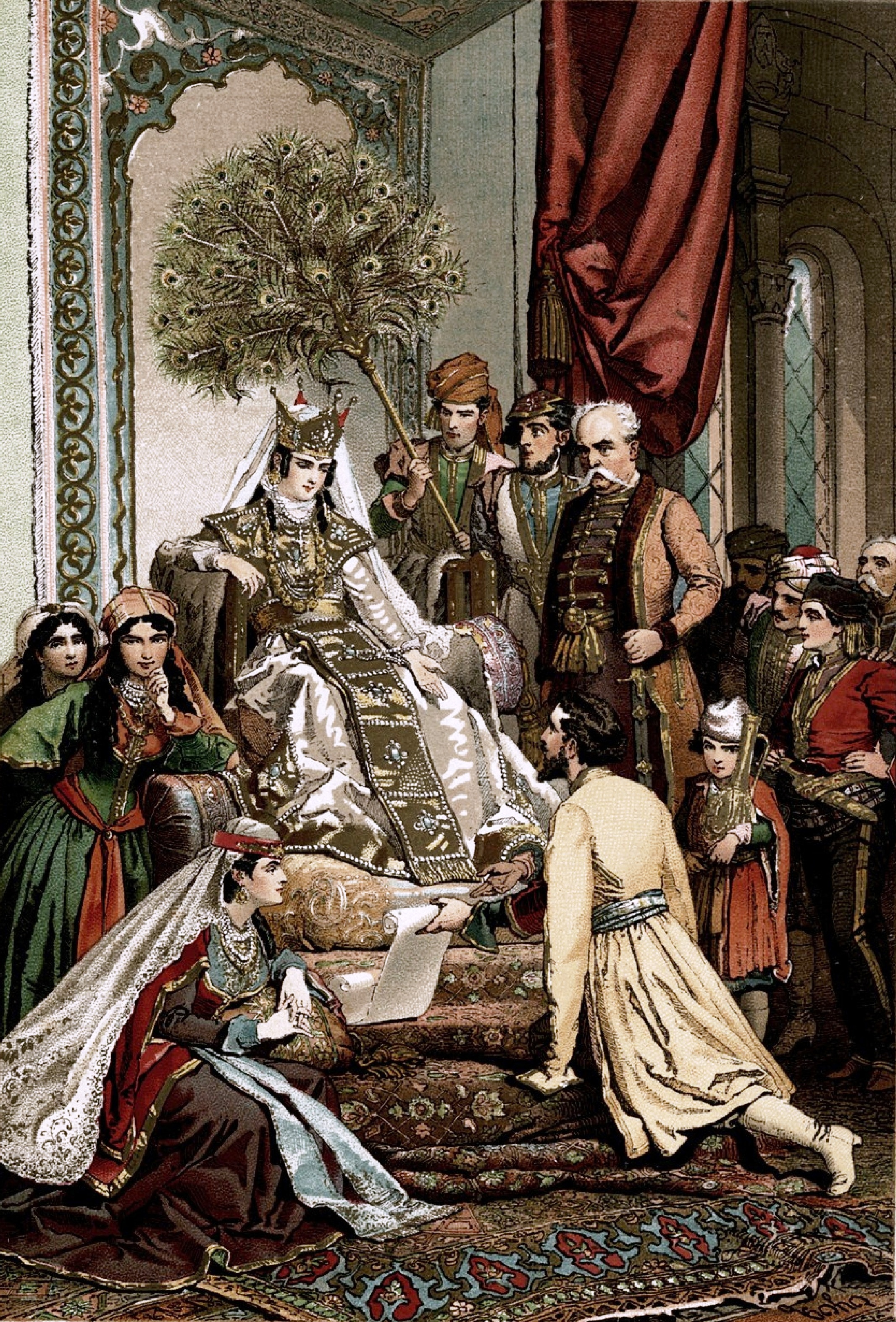
Rusztaveli Tamar királynőnek ajánlja művét
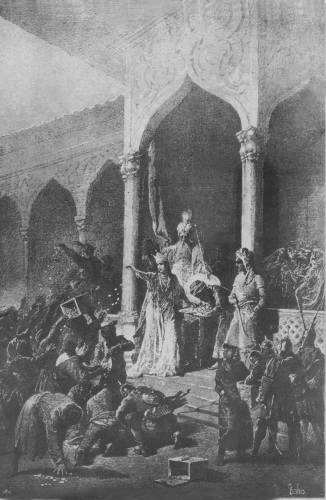
„Égből áradó esővel ez a bőkezűség rokon...” (V.B.I./24.; W.S. 55.)
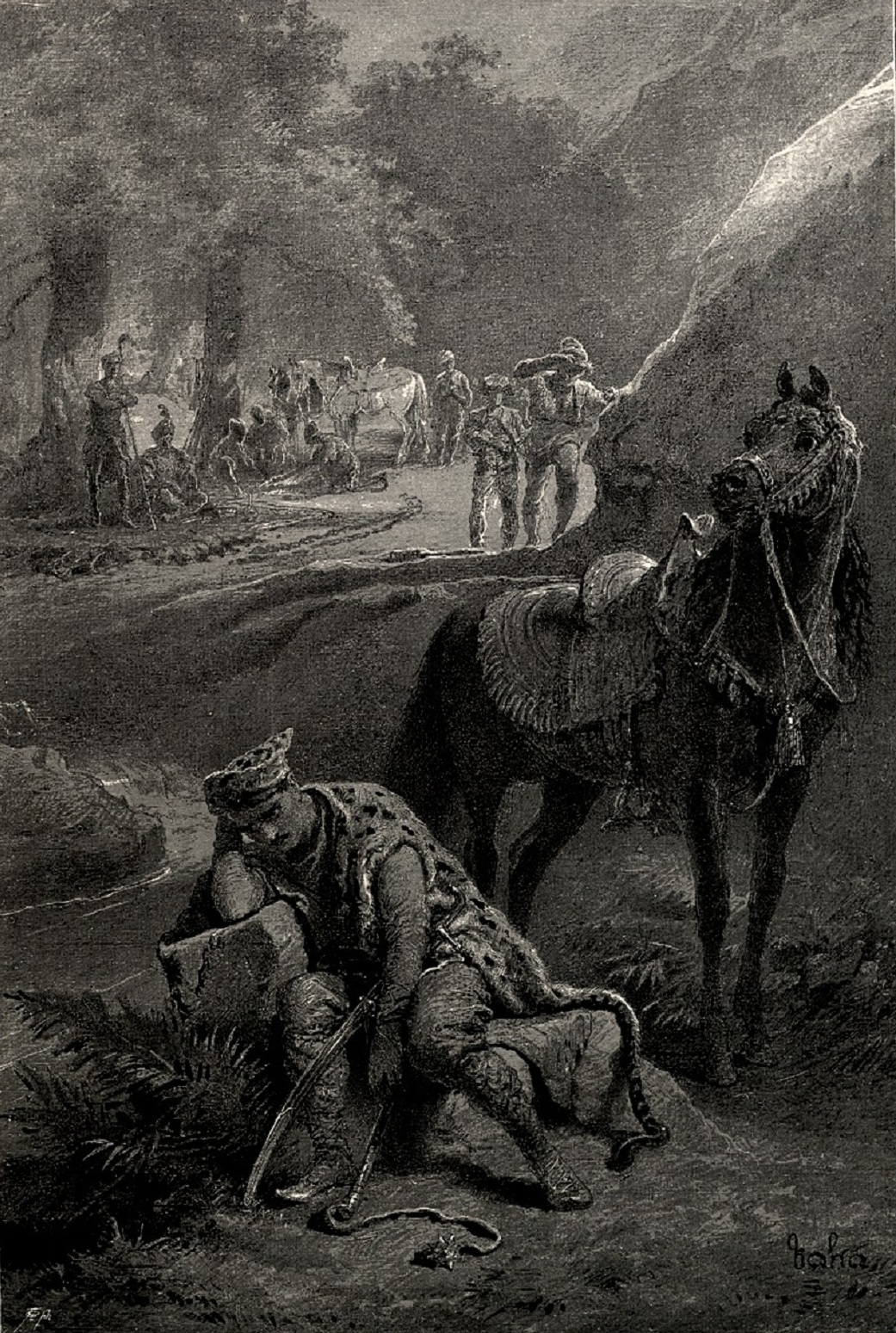
„Meglátnak egy ifjút: ült a folyó partján és zokogott...” (V.B. II./1; W.S. 84.)
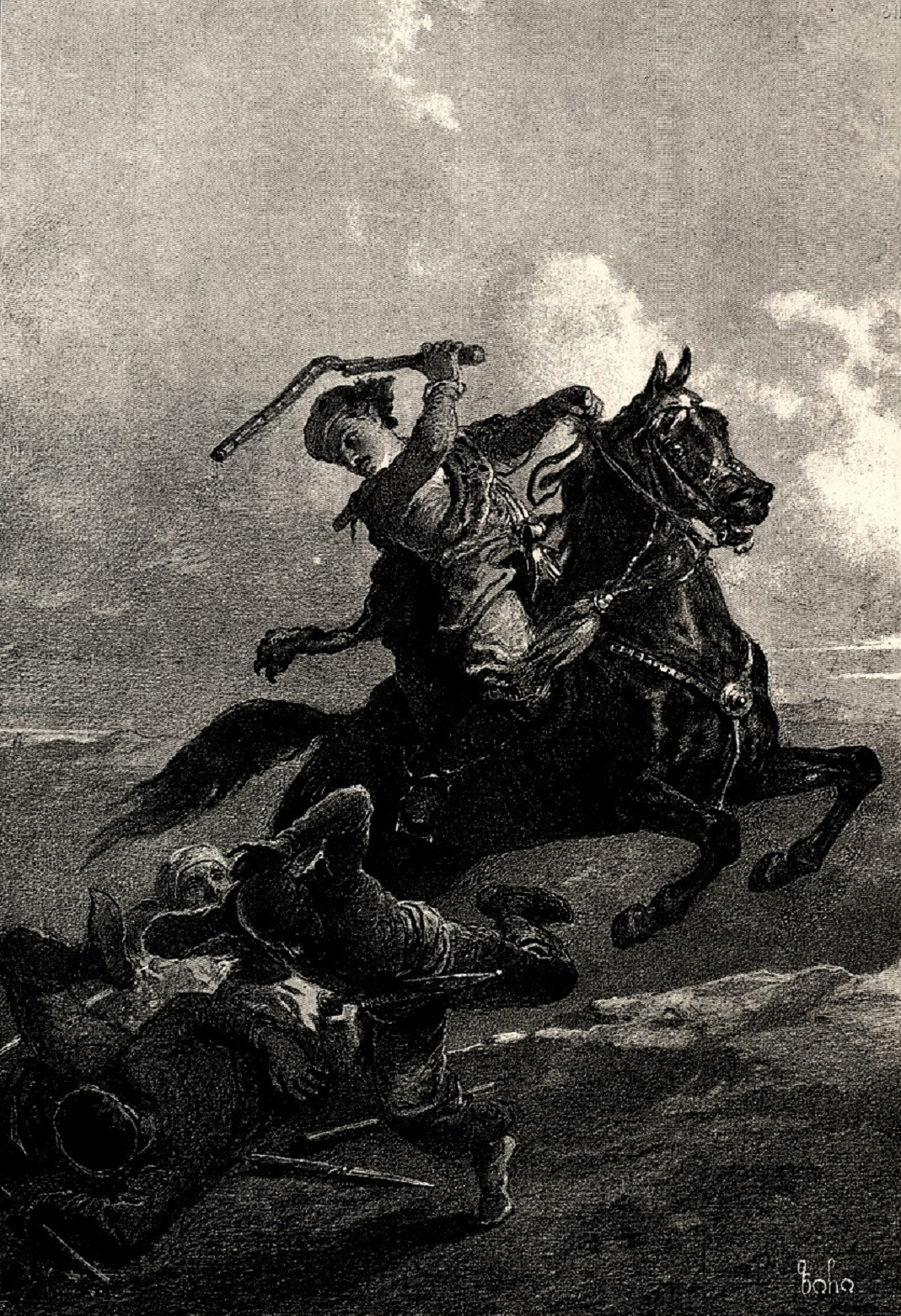
„Egyiket eléri, vége, ily kar ellen már ki víhat?...” (V.B. II./11.; W.S. 94.)
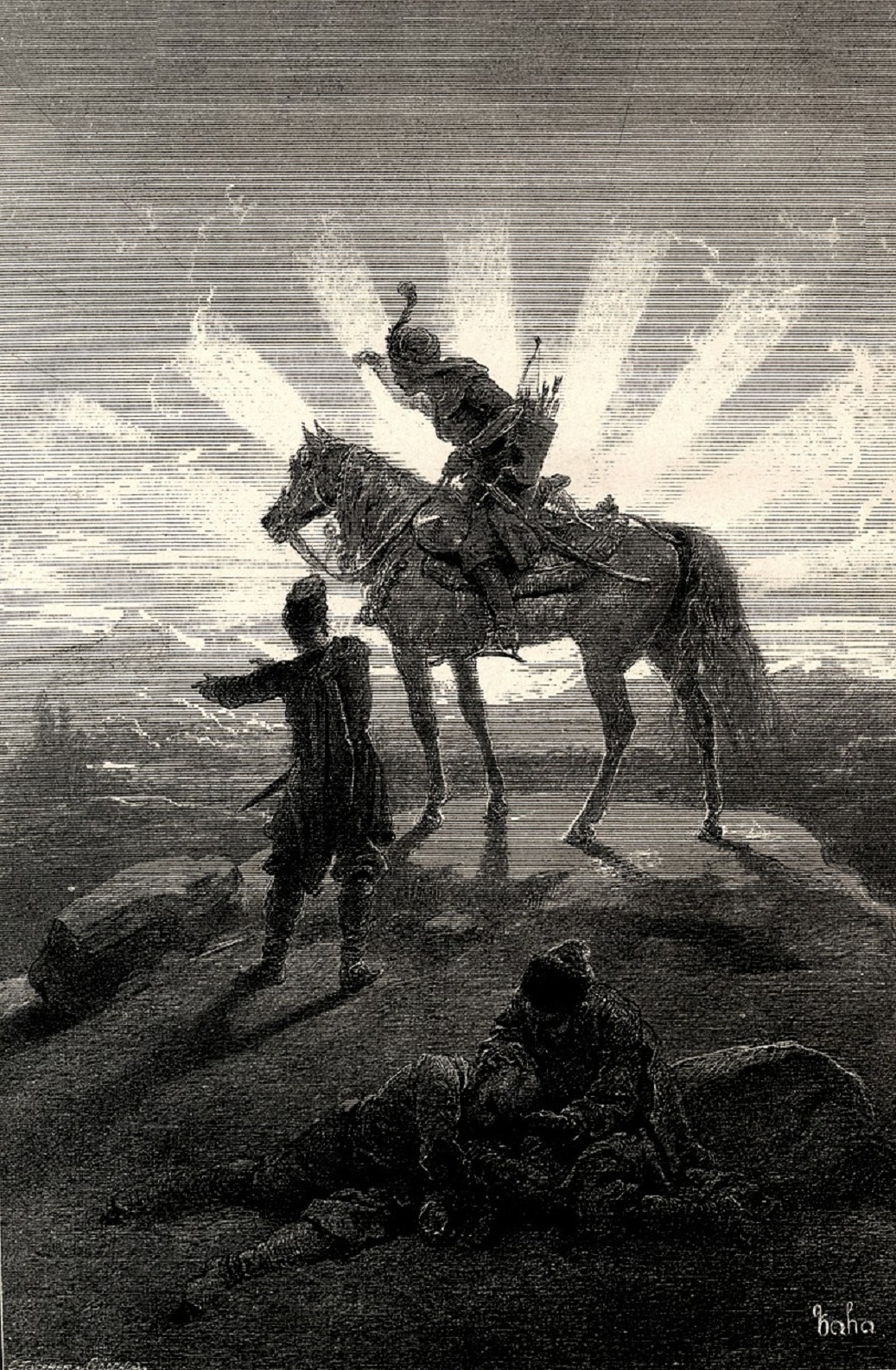
„Mutogatják Avthandilnak messze, sírnak, nincs már remény...” (V.B. IV./32.; W.S. 210.)
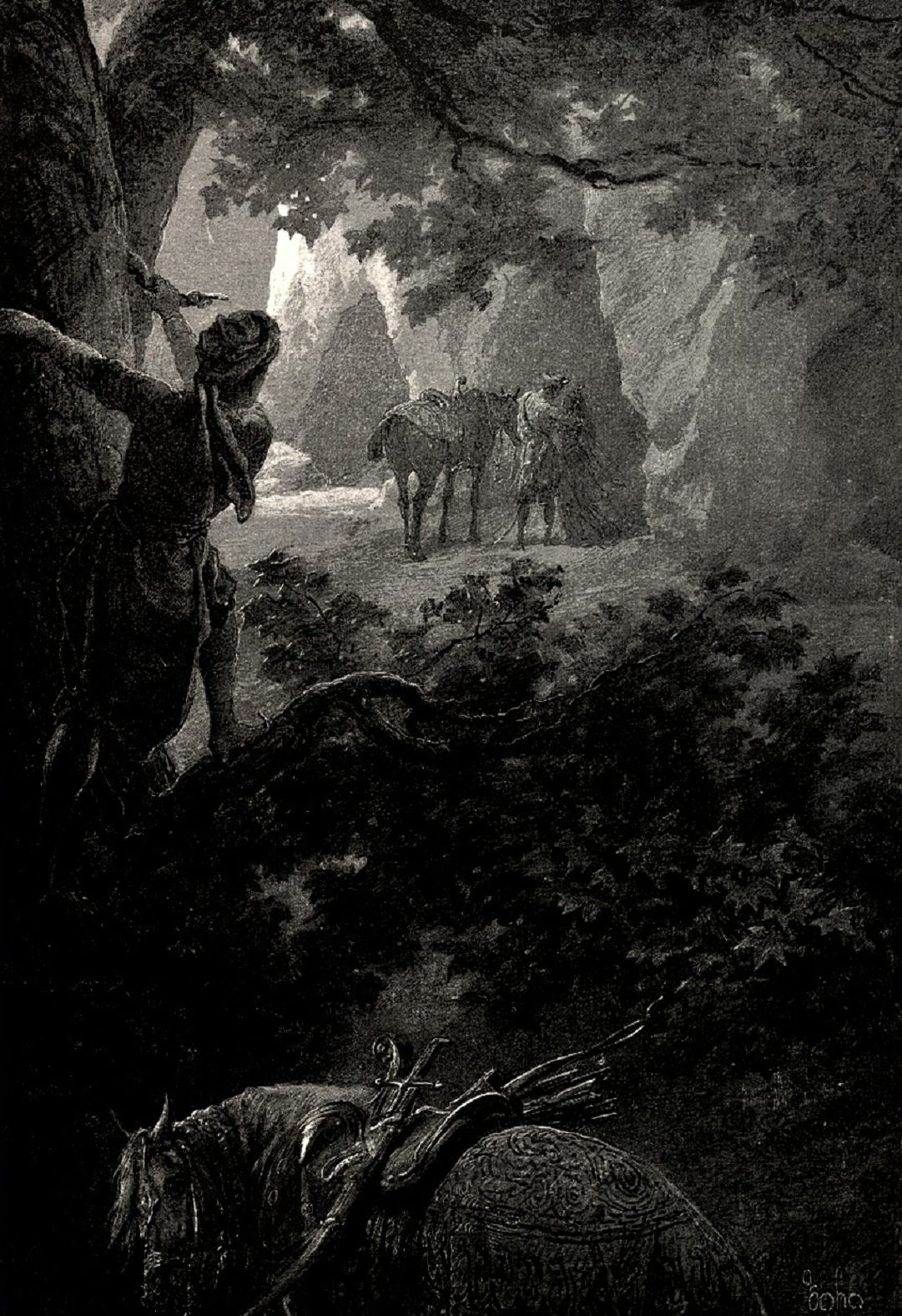
„Nagy fennszóval siratoz, a köny szeméből mint gyöngysor hull...” (V.B. IV./43.; W.S. 221.)
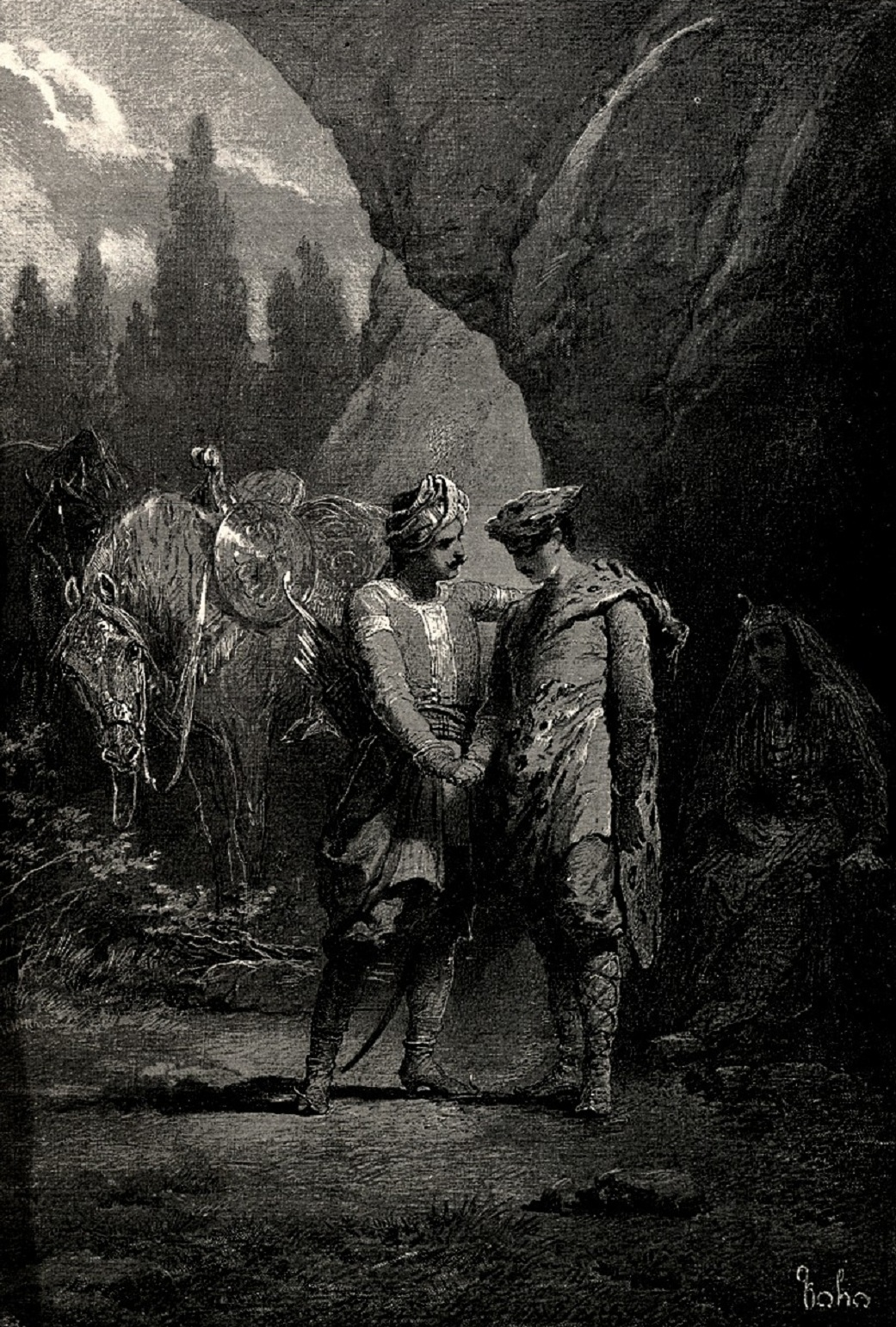
„Megfordulván, itt az ifju karját adja Avthandilnak” (V.B. IV./102.; W.S. 283.)
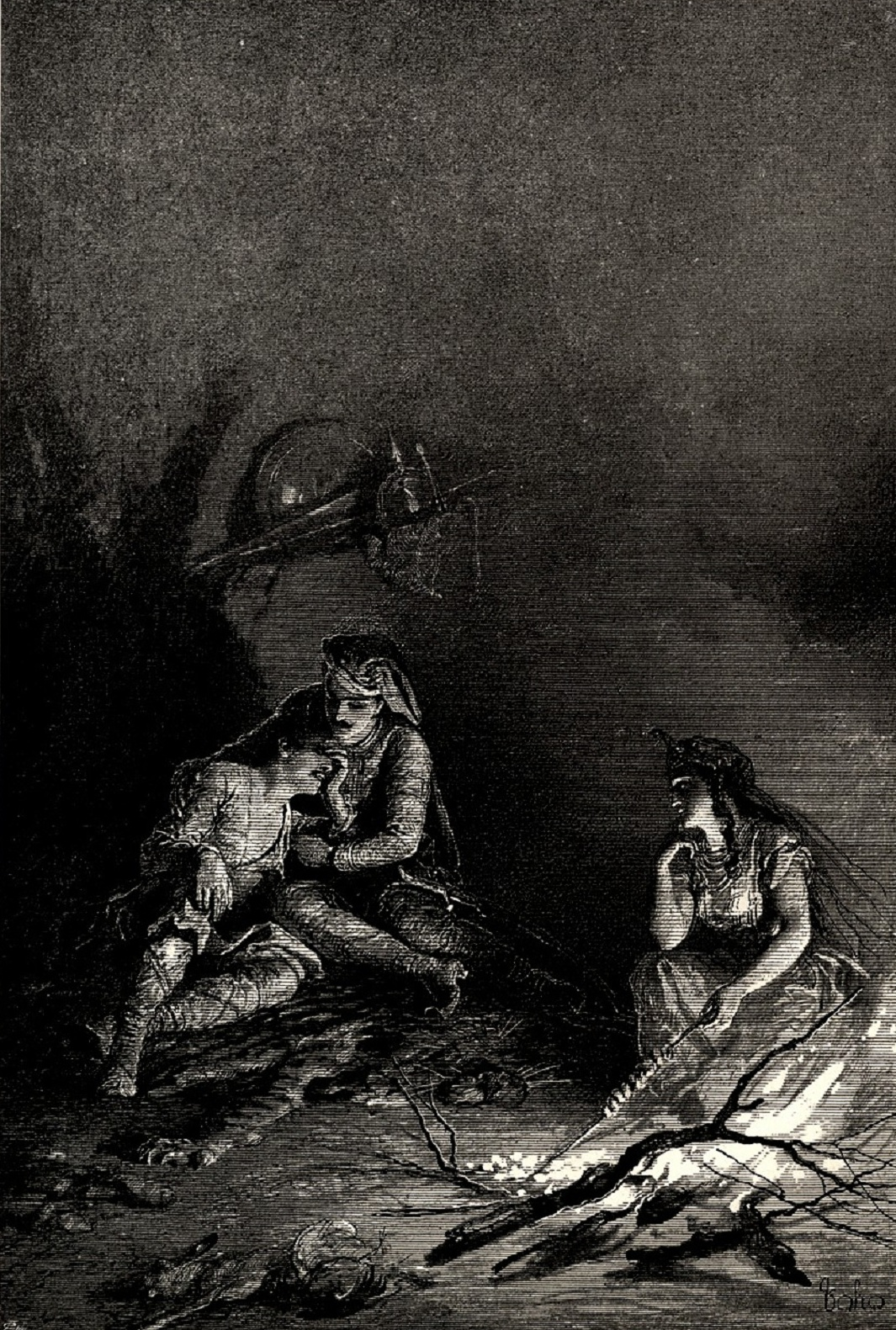
„Végre fölsóhajt, kiált, és forró köny hull szemeibül” (V.B. IV./123.; W.S. 308.)
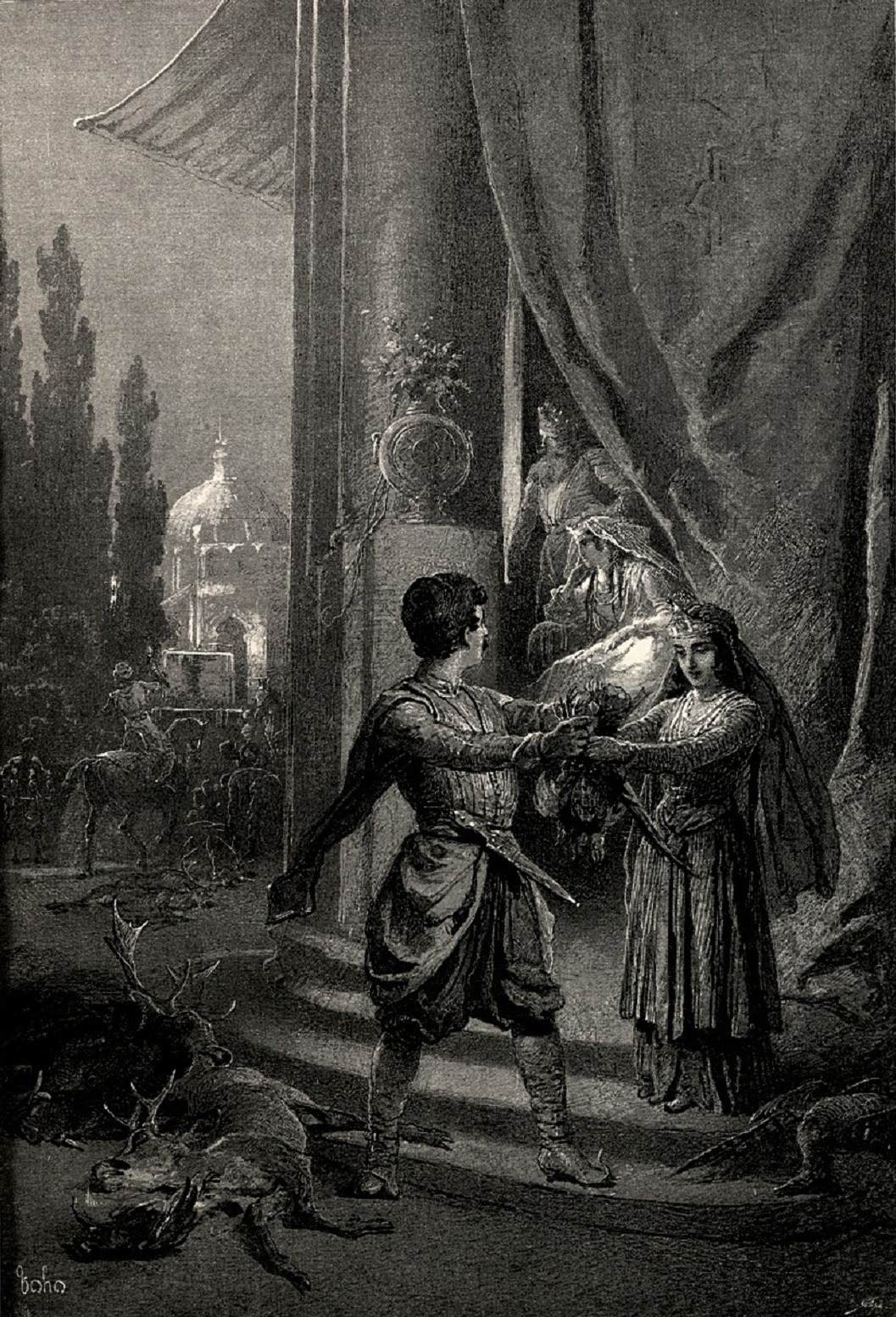
„...Megláttam a lányt, és tűz lett mind szivem, mind agyam itt bent.” (V.B. VI./5.; W.S. 344.)
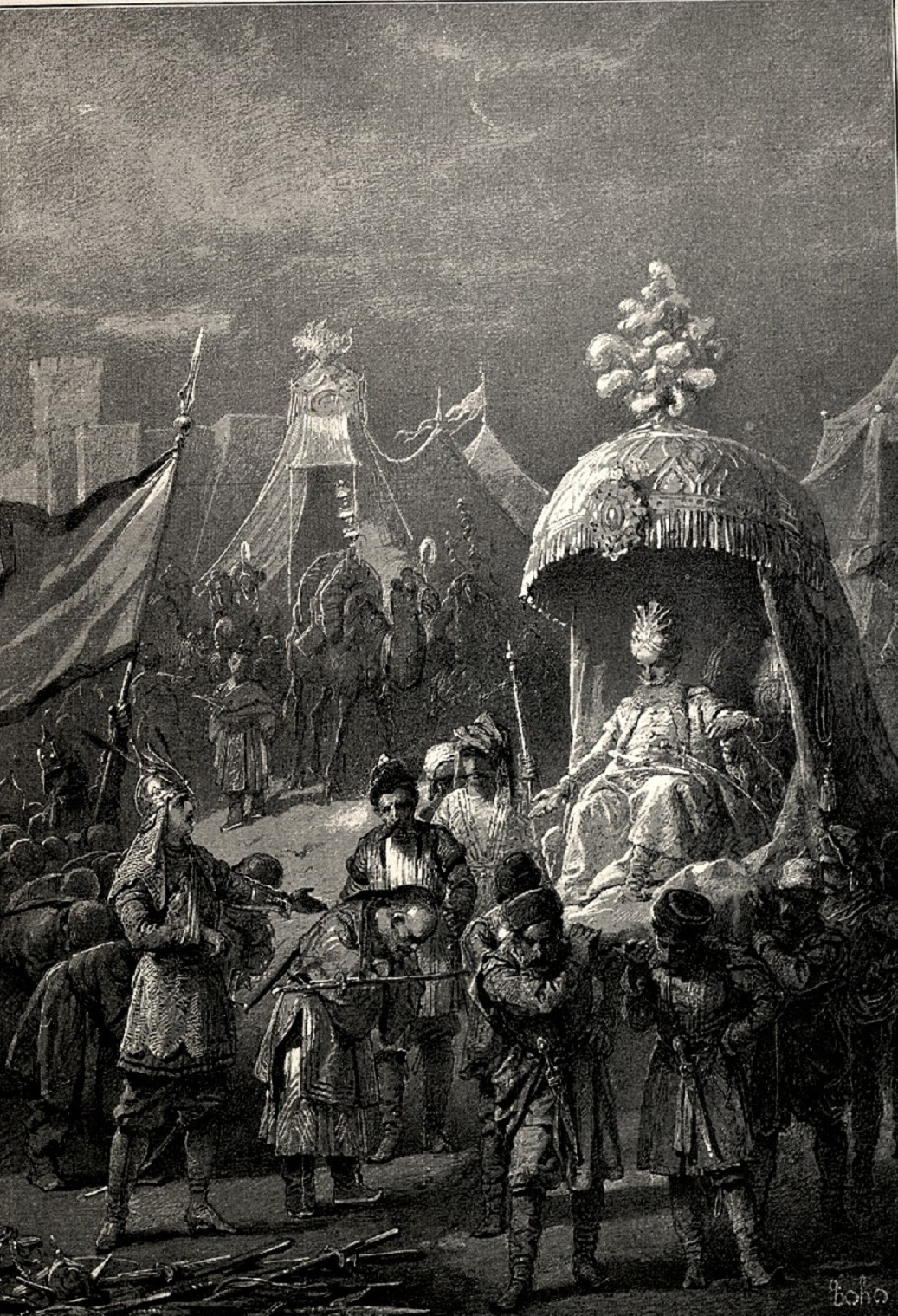
„Ramaz királyt rabbilincsen magam vezetém elébe.” (V.B. XI./6.; W.S. 468.)
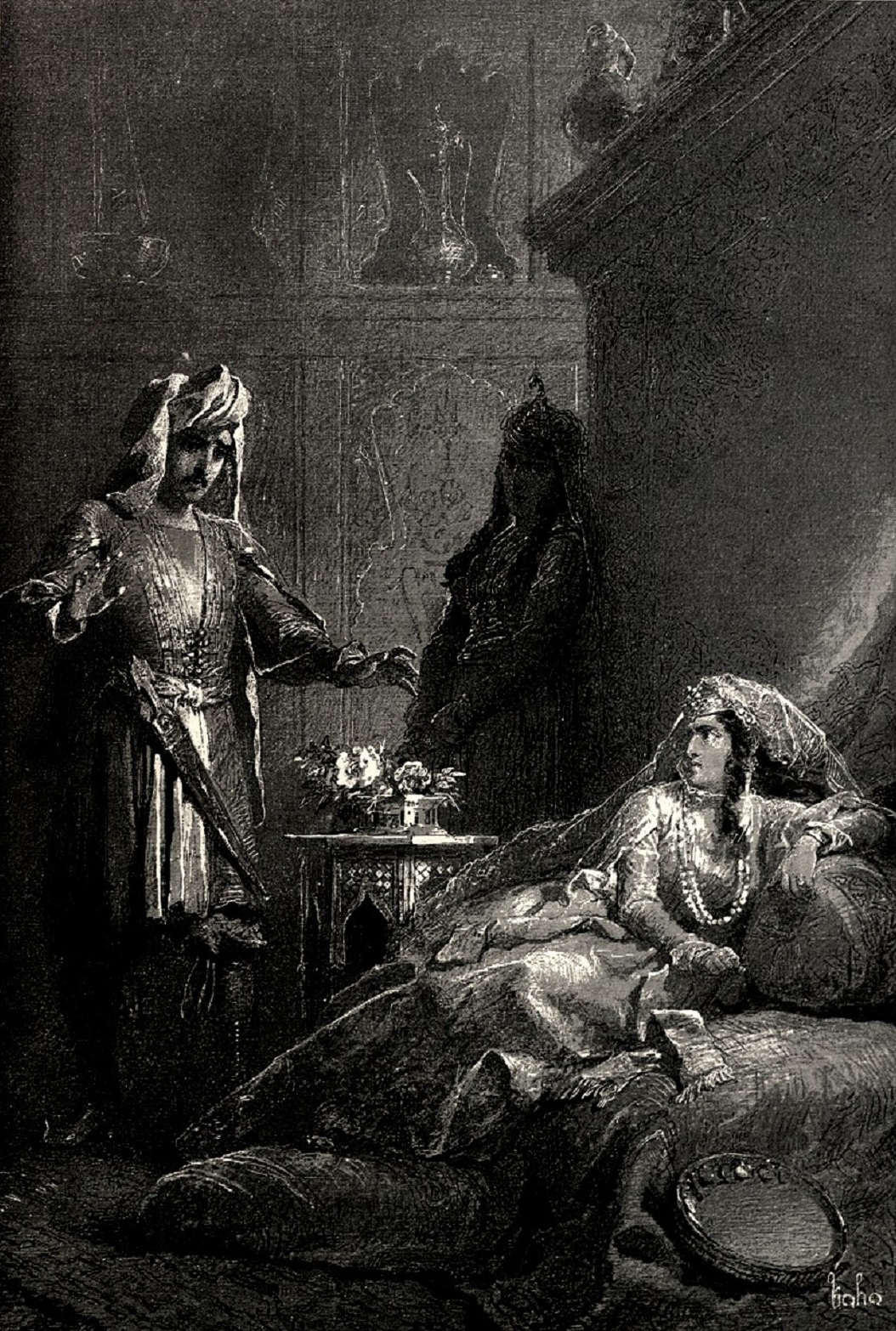
„Igen, mint kövön a párduc napsütésben, úgy hevert itt...” (V.B. XIII./20.; W.S. 522.)
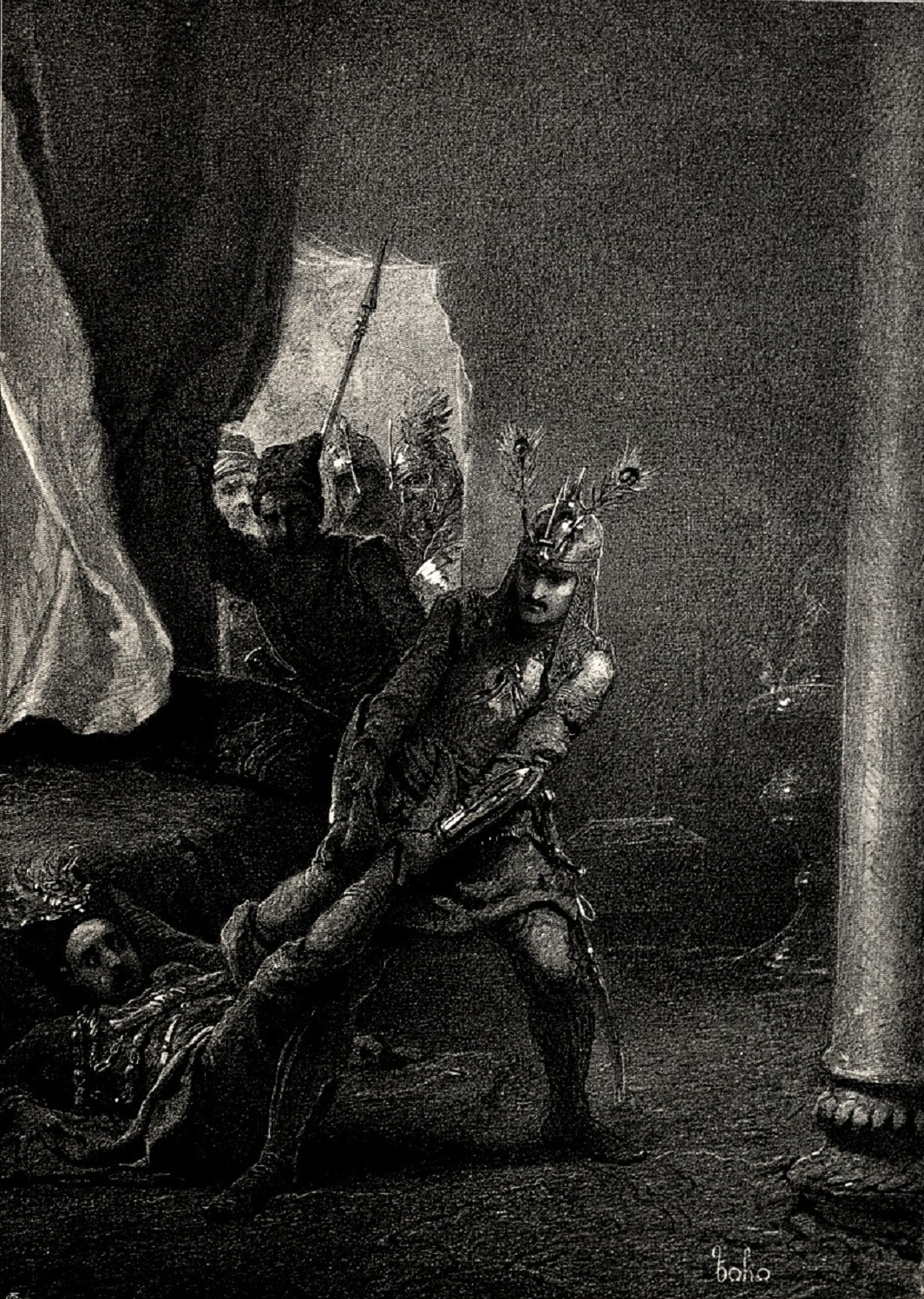
„... Lábán fogom meg a vőt s egy oszlophoz fejivel vágom.” (V.B. XIII./56.; W.S. 558.)
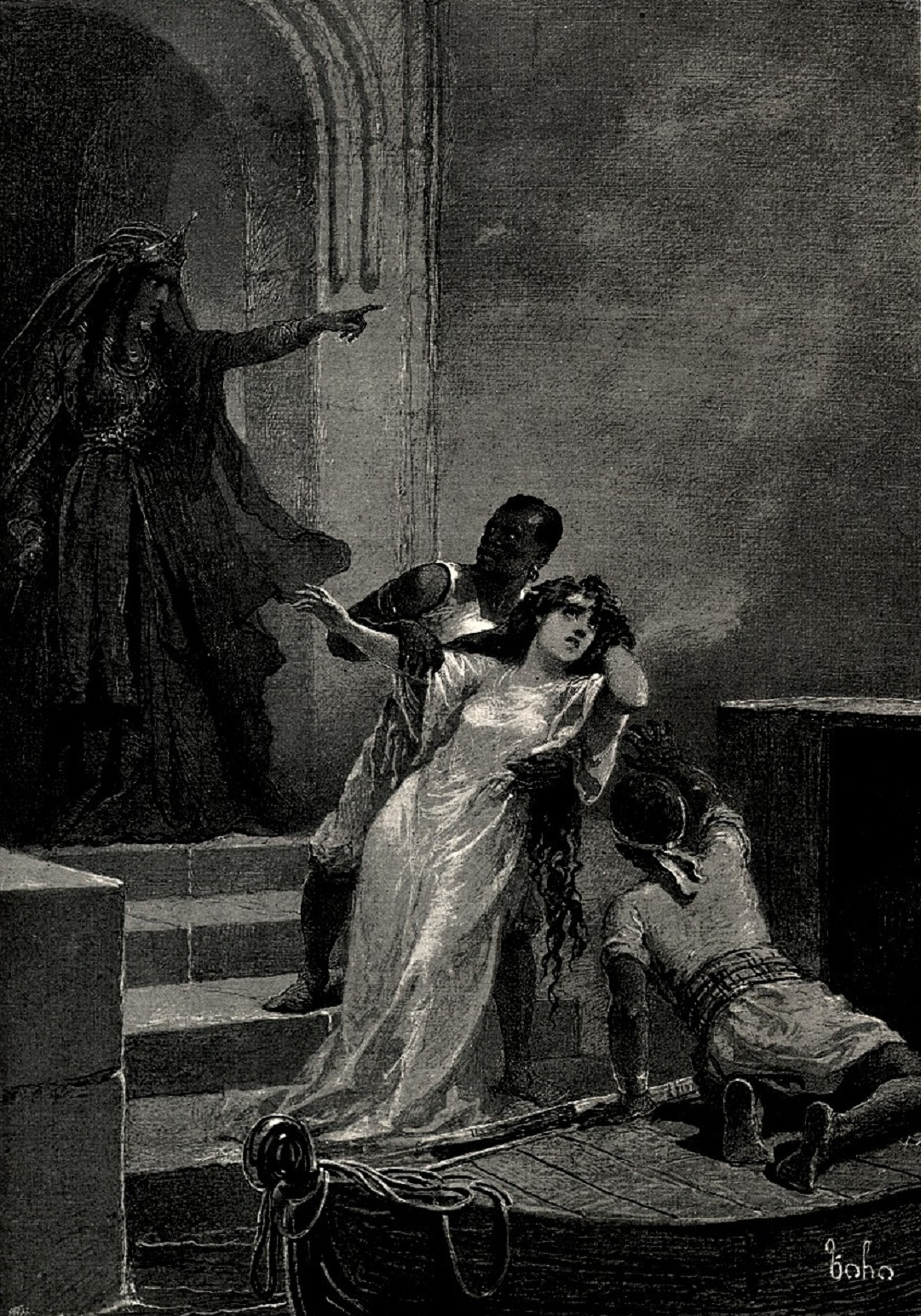
„... Megjelent két szerecsen rab, ördögé volt a pofája;” (V.B. XIV./14.; W.S. 580.)
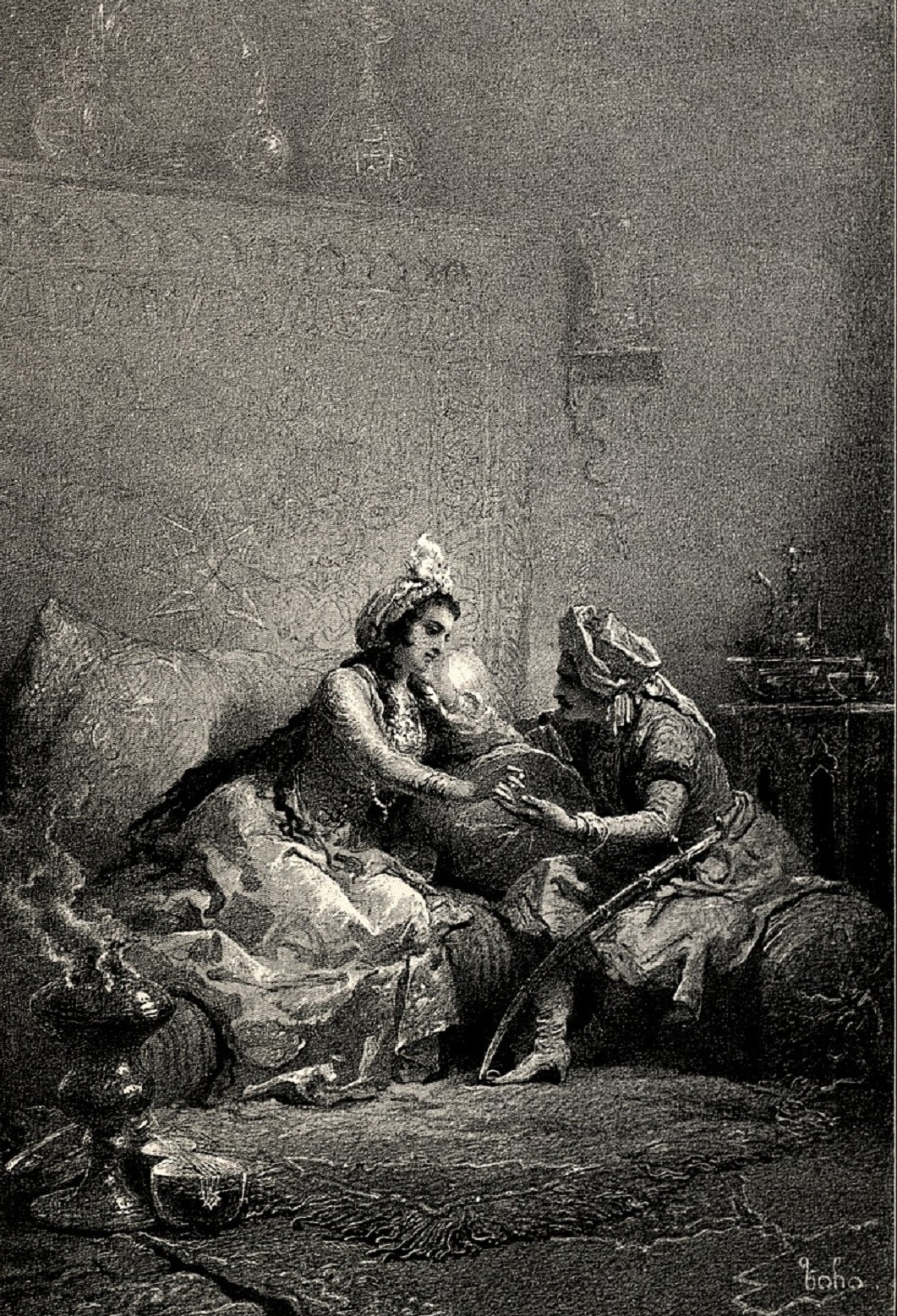
„Leülteté boldog ifját, hellyel kínálván előtte...” (V.B. XVIII./24.; W.S. 695.)
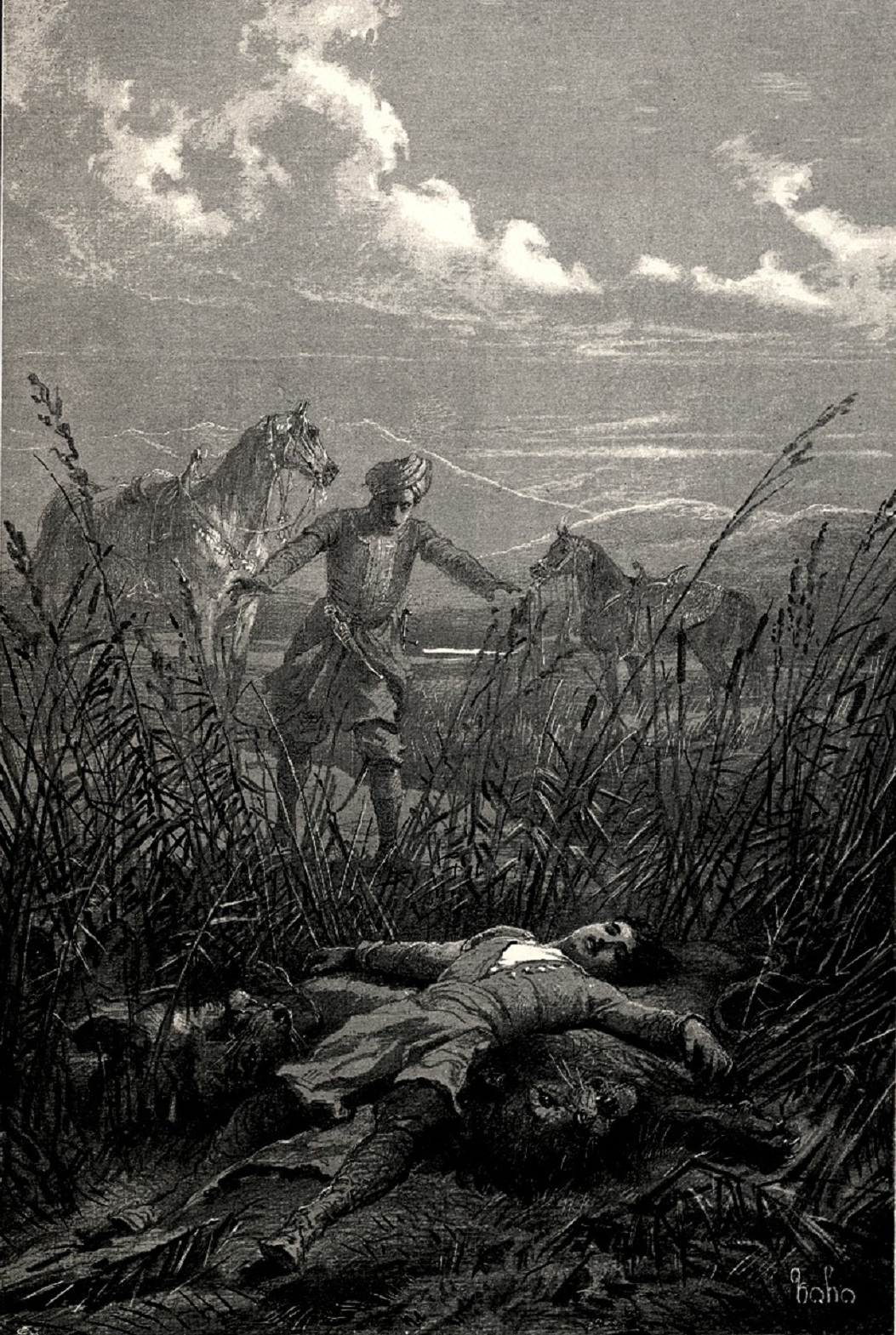
„Jobbfelől egy holt oroszlán és a kard van, vérrel födött...” (V.B. XXIV./39.; W.S. 871.)
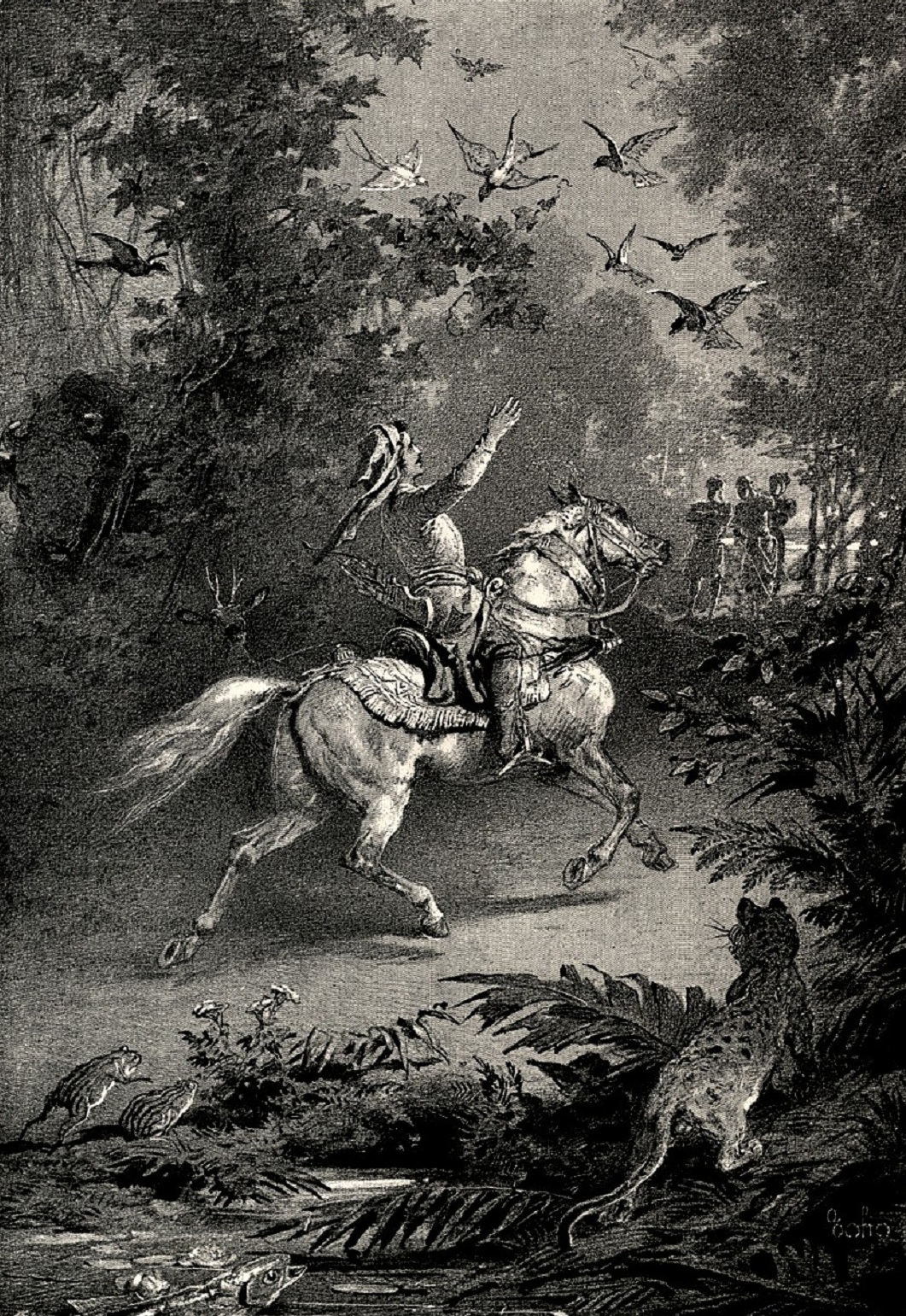
„Eléjönnek mind a vadak, ezt az éneket hogy hallják...” (V.B. XXVI./17.; W.S. 969.)
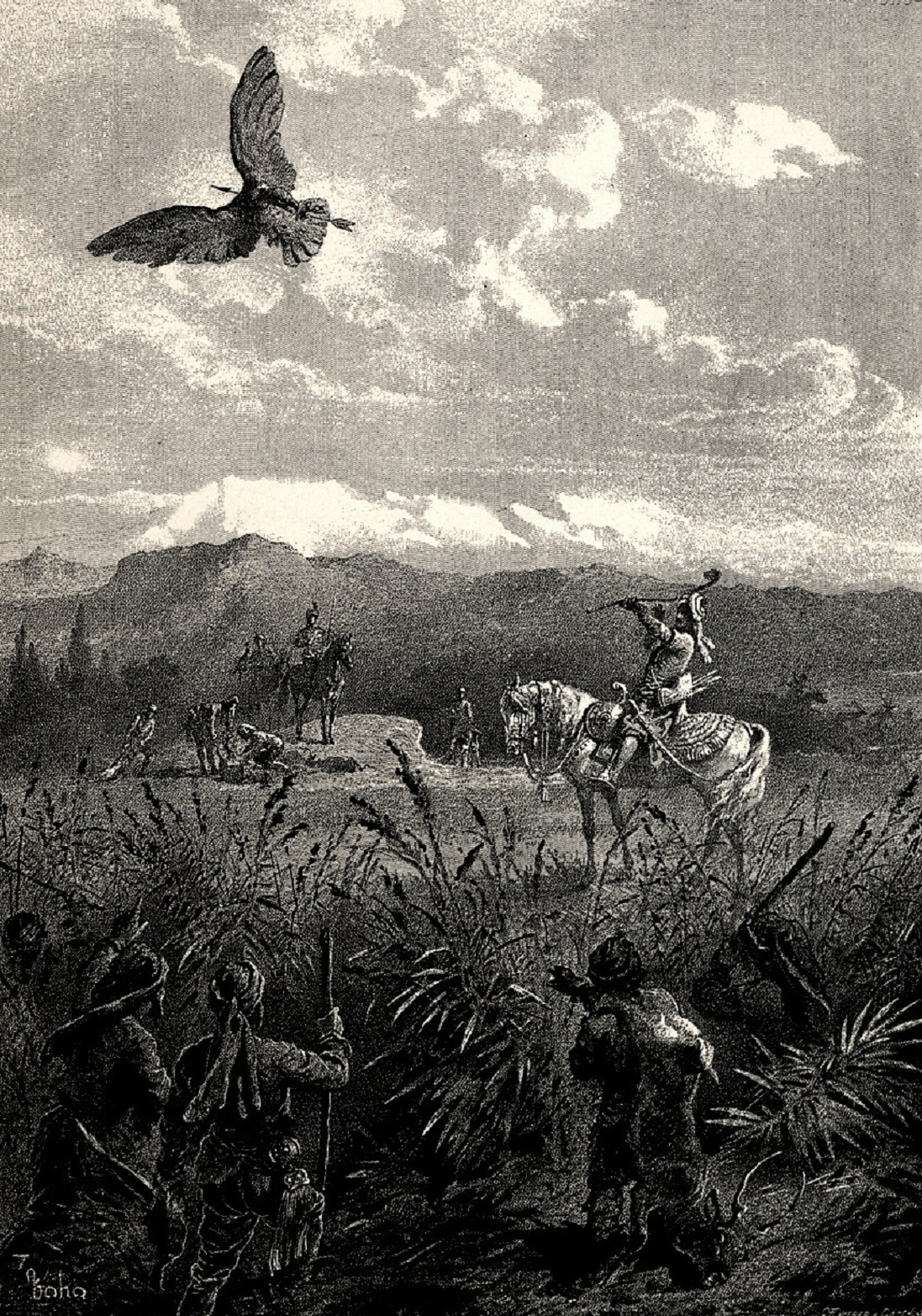
„Hirtelen a had fölött egy sasnak tűn föl megjelente...” (V.B. XXVII./12.; W.S. 982.)
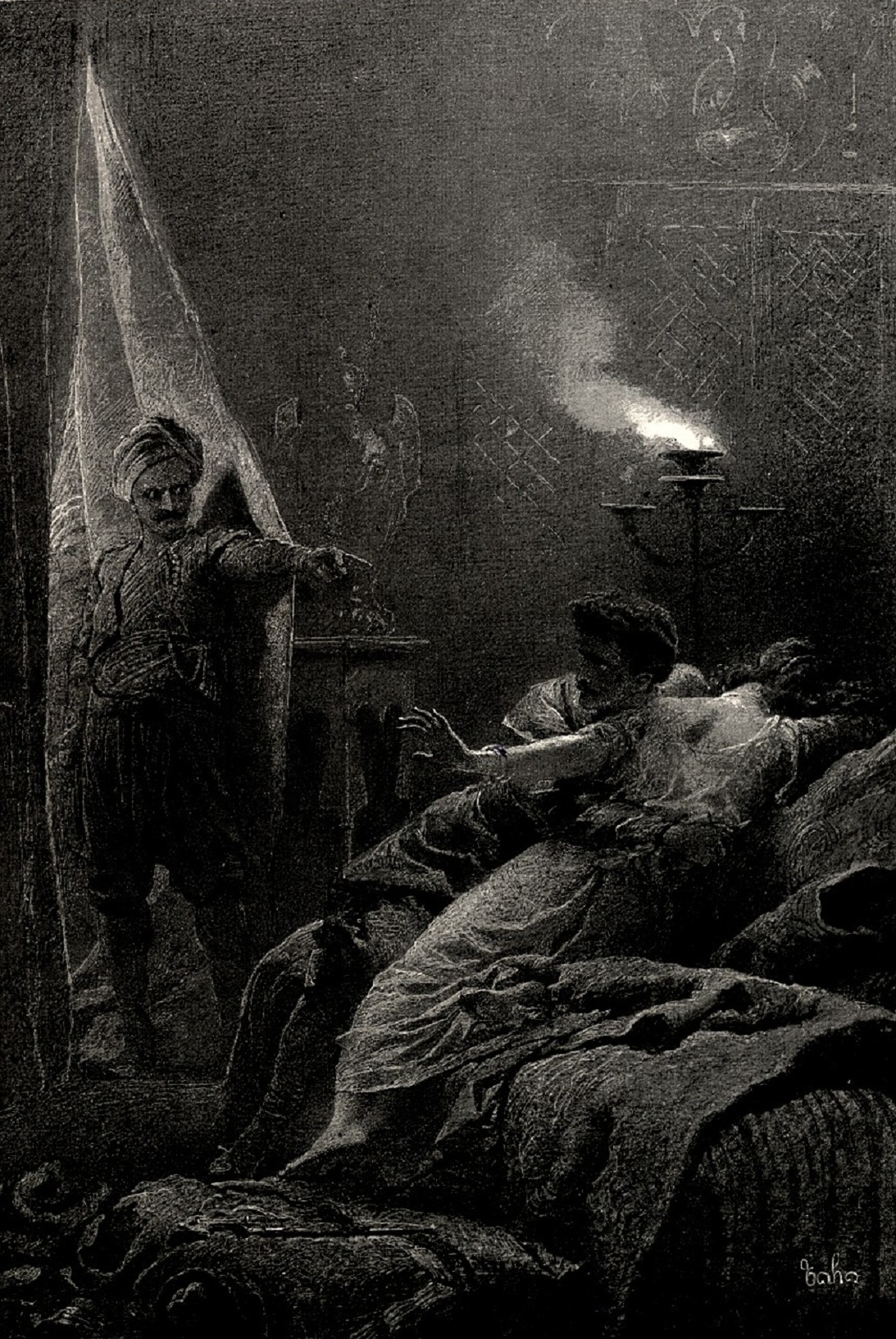
„Igy teszel rima, cemende, csúffá! Rajtam ezt miveled!...” (V.B. XXXIII./7.; W.S. 1103.)
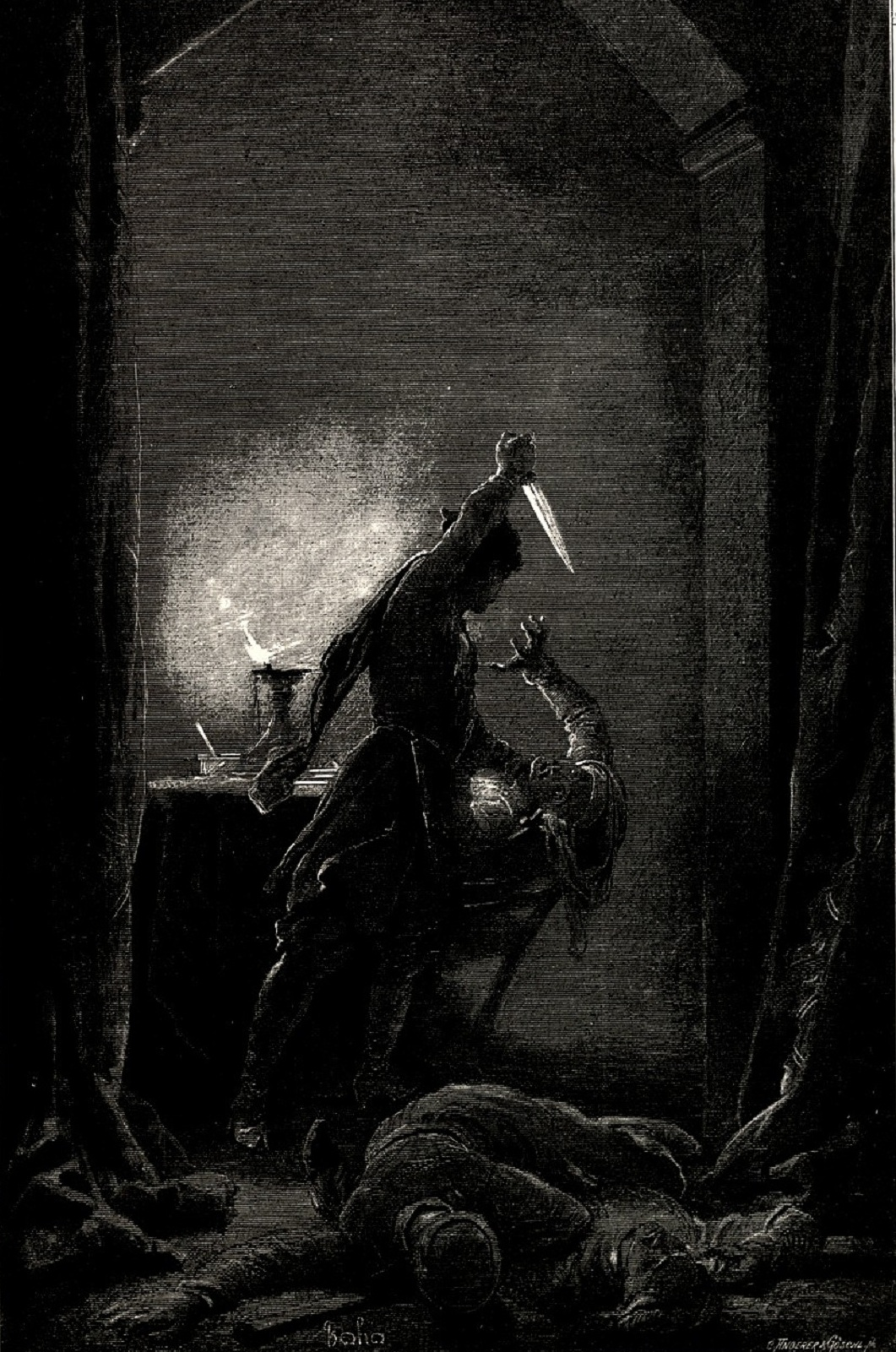
„Percet sem hagy, öli orvúl, fölérni se hagyja ésszel...” (V.B. XXXIV./1.; W.S. 1117.)
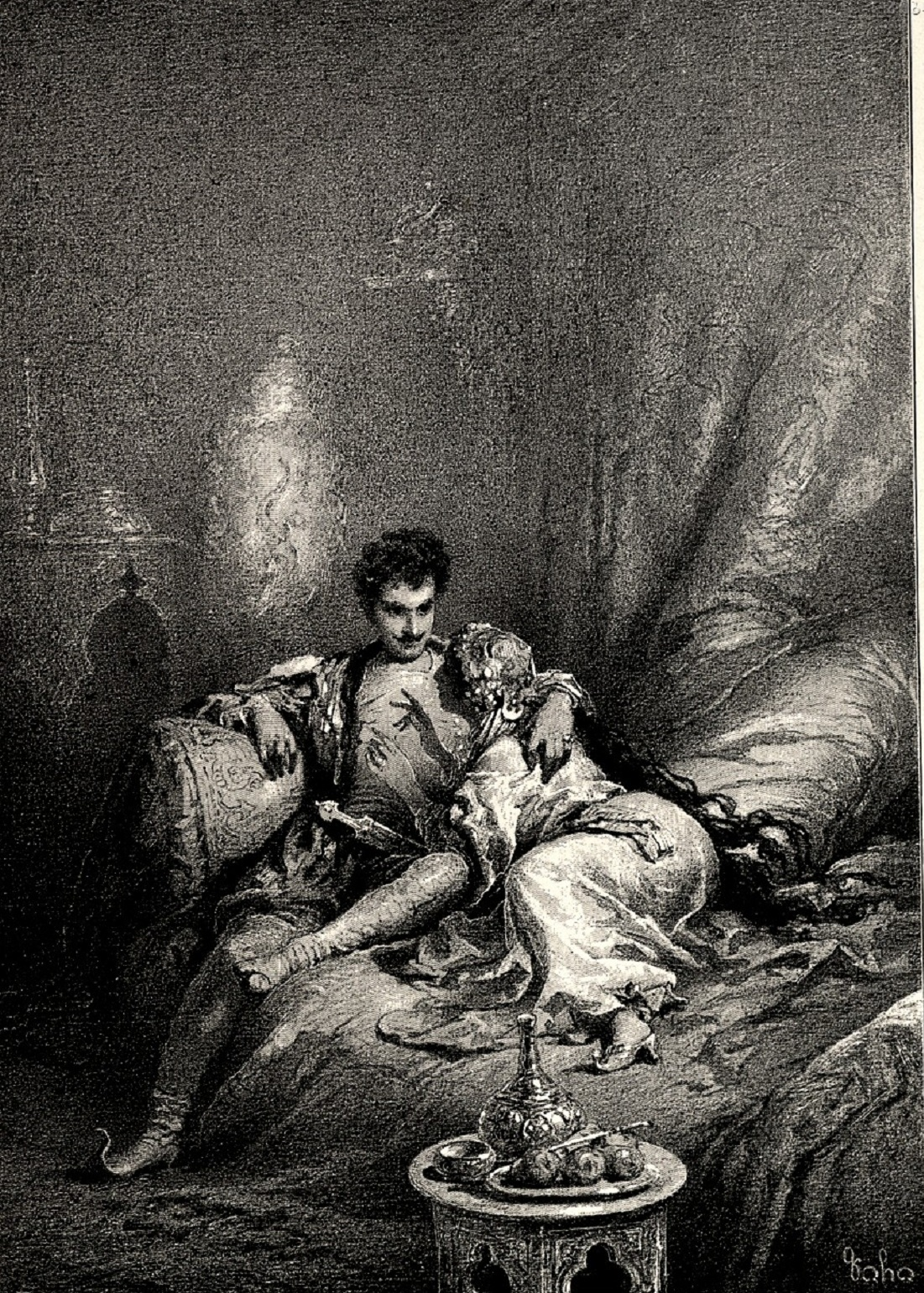
„Mindent elmondok előrül, hallgass meg mint figyelmes fül.” (V.B. XXXIV./6.; W.S. 1122.)
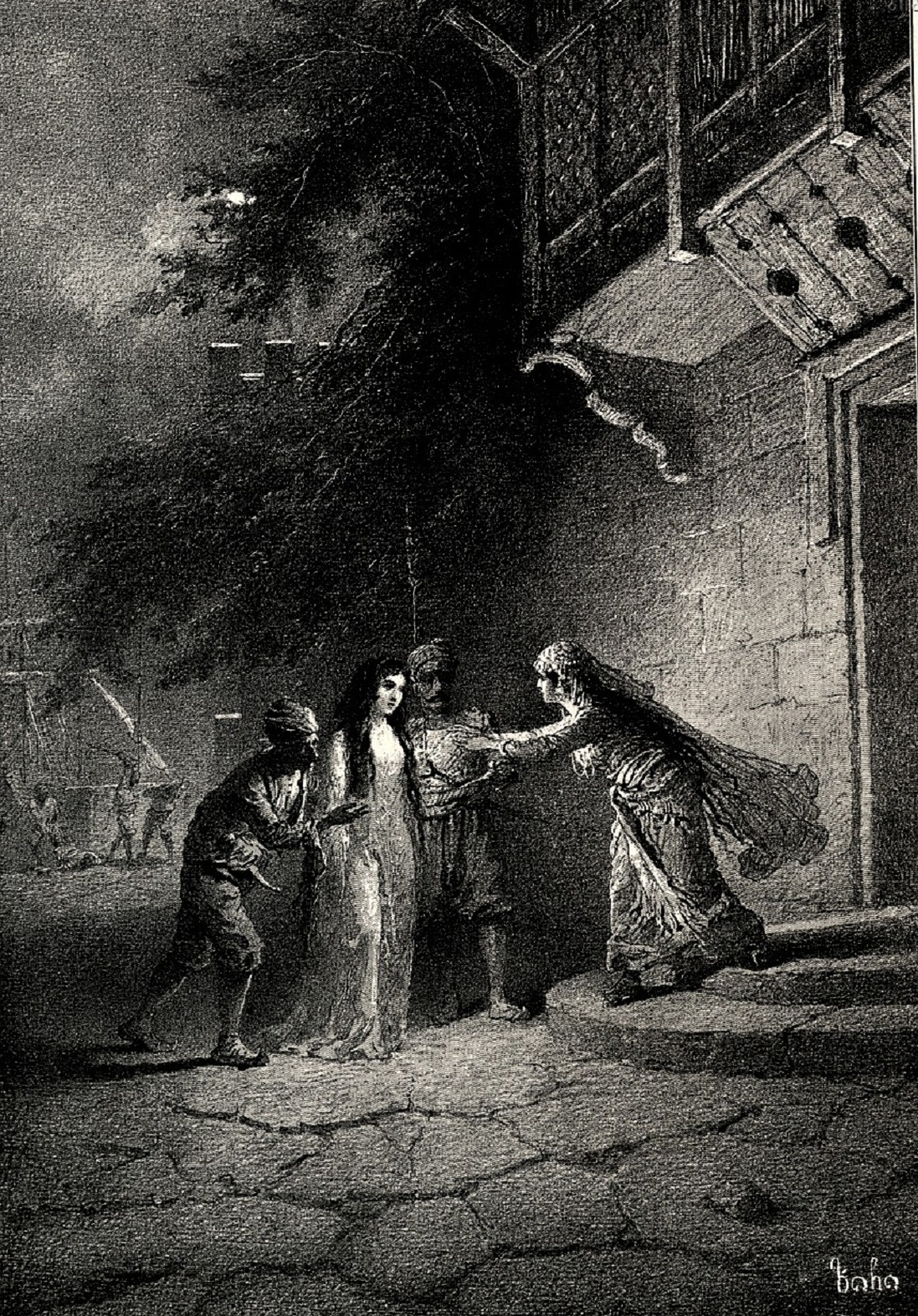
„Hozzák, sürgetem: »Hamar, a tengerpartról be a házba!«''” (V.B. XXXV./15.; W.S. 1137.)
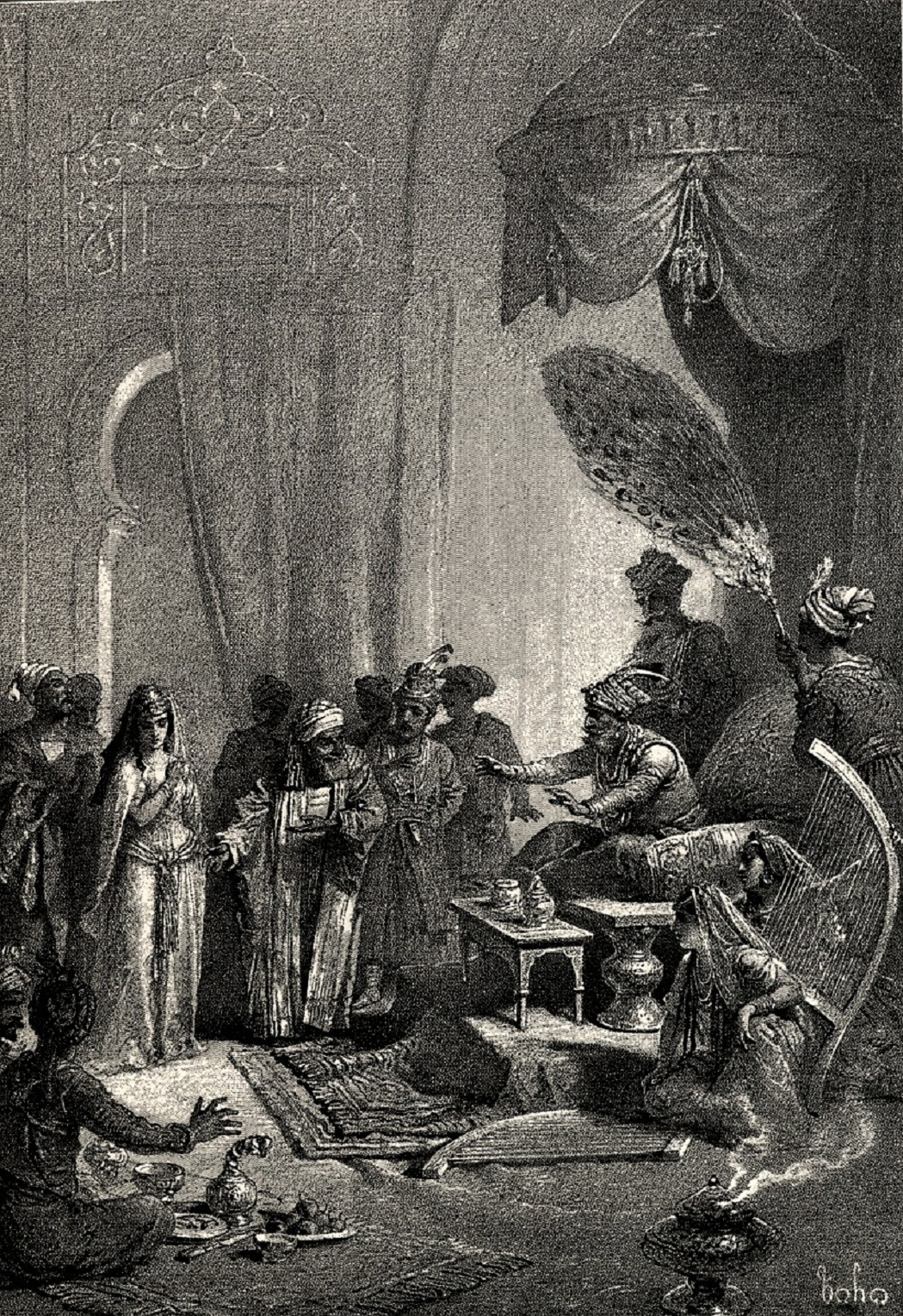
„Szólt a király: »Sohse láttam életemben ily remeket!...” (V.B. XXXV./60.; W.S. 1182.)
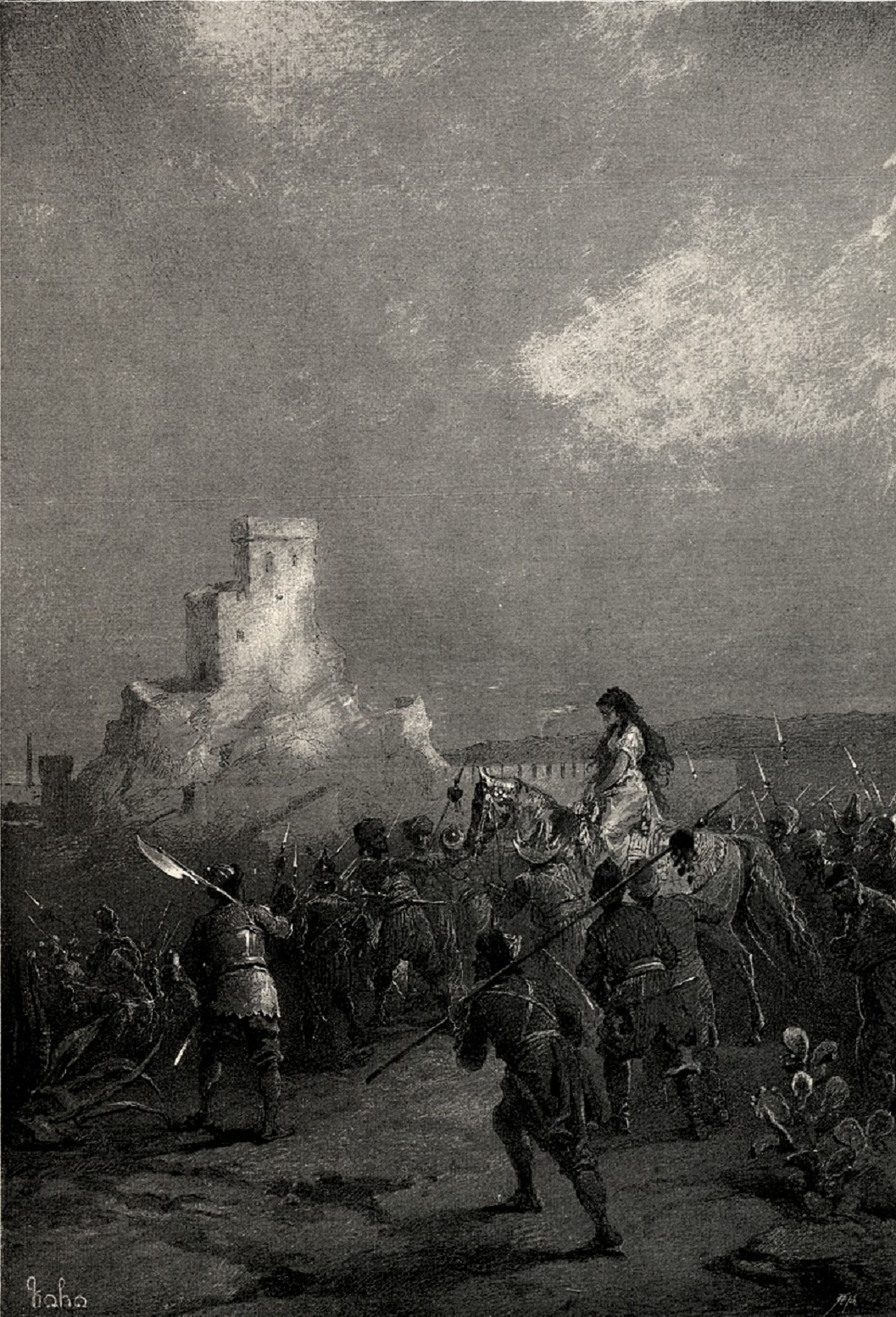
„»Ki vagy, há mégy, honnan gyüssz, oh világosság, te éjjeli?«” (V.B. XXXVI./18.; W.S. 1232.)
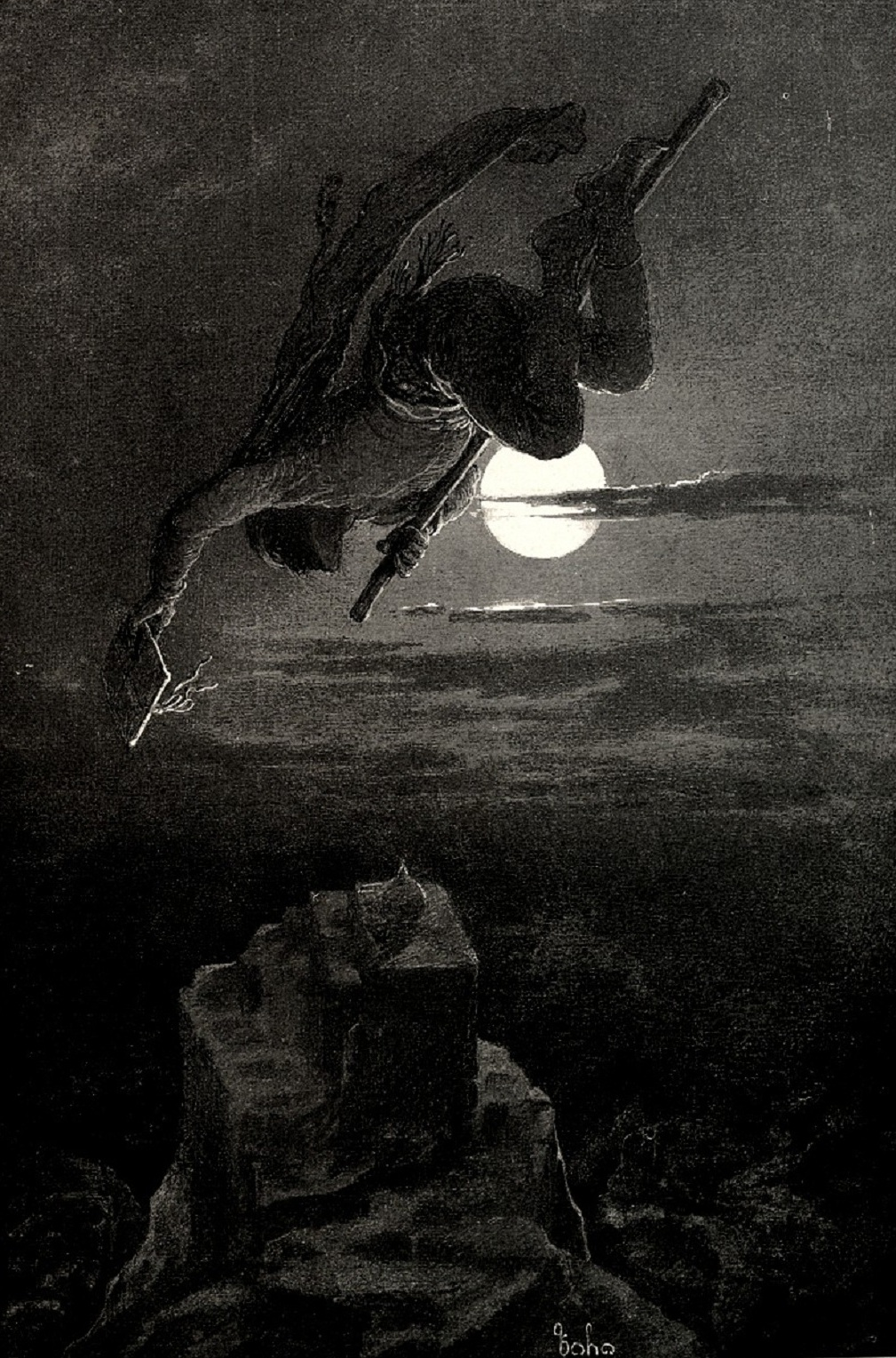
„Repült mint ügyes ijásznak kiröppentett fürge nyila...” (V.B. XXXVII./7.; W.S. 1279.)
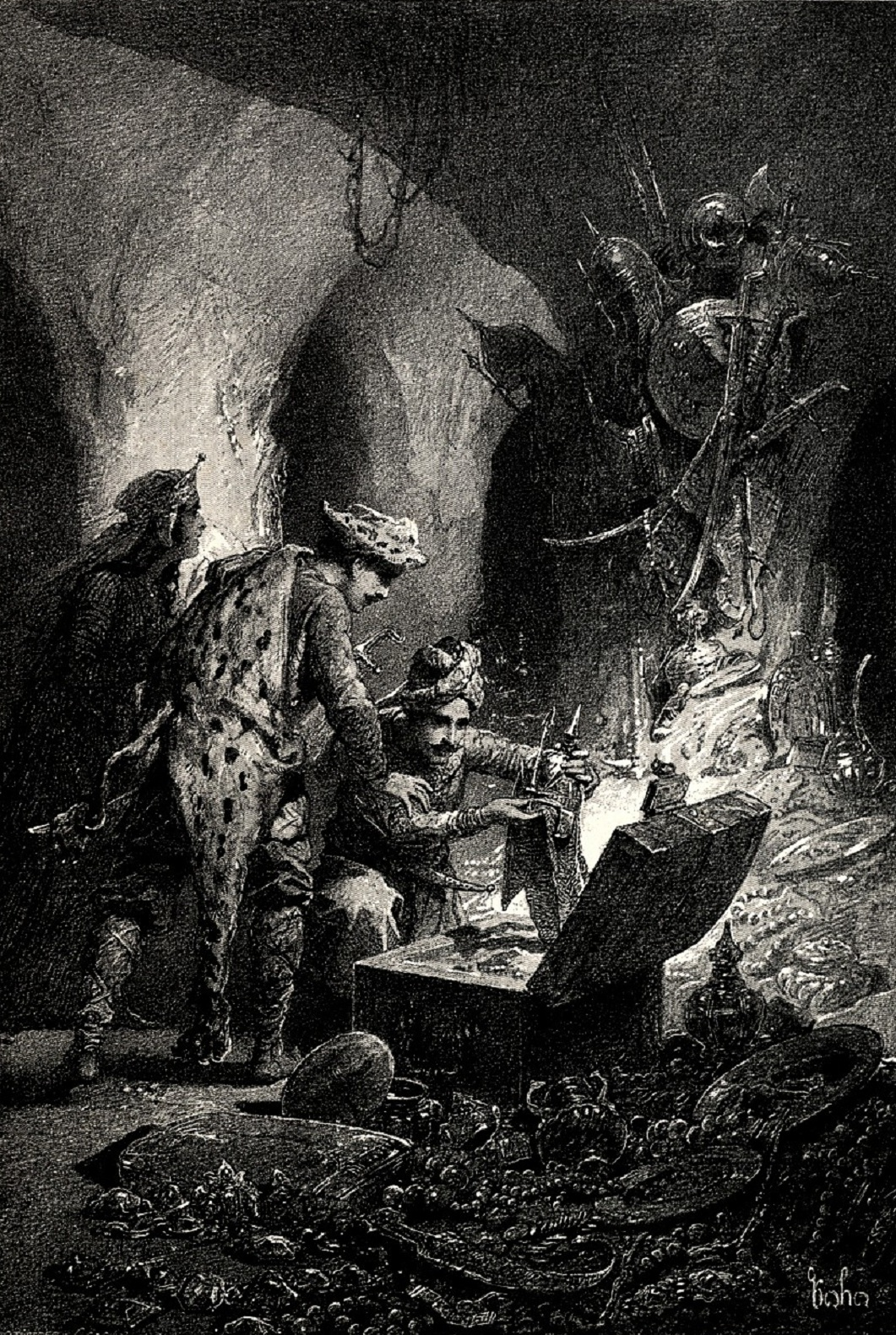
„Fölnyitják a ládát: három acélöltözet van abba...” (V.B. XLI./43.; W.S. 1371.)
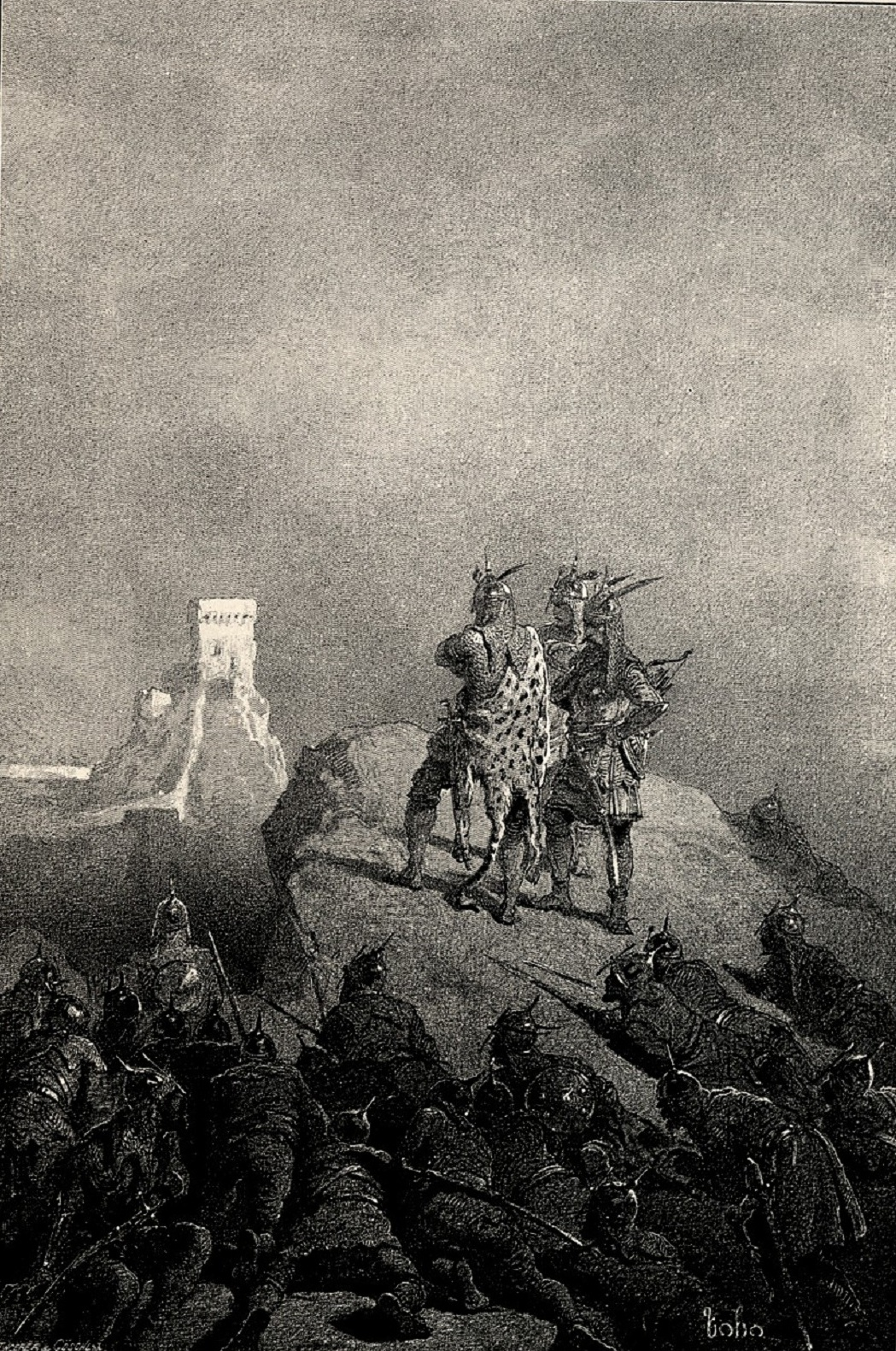
„Fölnyitják a ládát: három acélöltözet van abba...” (V.B. XLII./18.; W.S. 1393.)
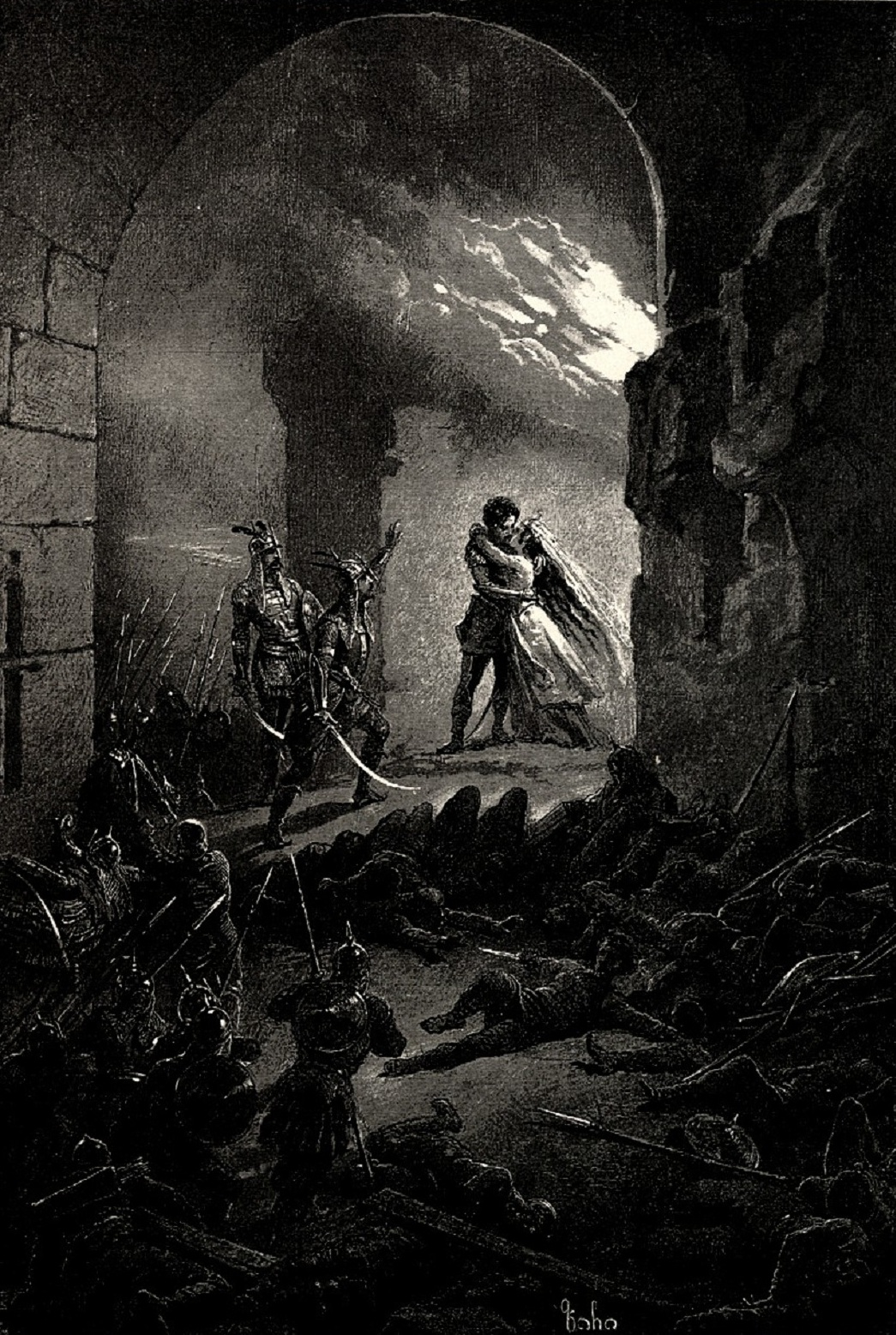
„Csókolózva, nyak a nyakon, áll a két szerelmes ottan...” (V.B. XLIII./30.; W.S. 1424.)

### Idézett eredeti művek
- Rusztaveli: Tariel a párducbőrös lovag. Ford.: Vikár Béla. Budapest: Athenaeum irodalmi és nyomdai r. t. 1917.  Hozzáférés: 2021. december 20.
- Rusztaveli: A tigrisbőrös lovag. Ford.: Weöres Sándor. Budapest: Új Magyar Könyvkiadó. 1954.

### Magyar nyelven
- ↑ Vikár 1912: Vikár Béla:  Rusztaveli georgiai költő és műve.  Budapesti Szemle, 152,   (1912)   271–293. o. Hozzáférés: 2021. december 20.
- Vikár Béla:  Ének a hét égi fényhez;.  Akadémiai Értesítő (Magyar Tudomány),  XXV. évf.   (1914)   435–438. o. Hozzáférés: 2021. december 20.
- ↑ Vikár 1917: Vikár Béla: Előszó. In  Rusztaveli: Tariel a párducbőrös lovag. Ford.: Vikár Béla. Budapest: Athenaeum irodalmi és nyomdai r. t. 1917.  Hozzáférés: 2021. december 20.
- ↑ Simonyi: Simonyi Zsigmond:  Egy georgiai eposz magyarul.  Magyar Nyelvőr,  XLVI. évf.  1–2. sz. (1917)   227–229. o. Hozzáférés: 2021. december 20.
- Vikár Béla:  Nuradin Pridon országa: Részlet Rusztavelí verses regényéből.  Turán,  II. évf.  1. sz. (1917)   250–255. o. Hozzáférés: 2021. december 20.
- Zempléni Árpád:  Rusztaveli Sota.  Budapesti Szemle, 173,   (1918)   423–444. o. Hozzáférés: 2021. december 20.   495. szám
- Vikár Béla:  Észrevételek Zempléni Árpád bírálatára s a magyar versidomhoz.  Budapesti Szemle, 174,   (1918)   317–320. o. Hozzáférés: 2021. december 20.   497. szám
- ↑ Babits: Babits Mihály:  Tariel, a párducbőrös lovag – in.  Nyugat,  2. sz. (1919. január 16.)  Hozzáférés: 2021. december 20.
- Zempléni Árpád levele Vikár Bélához.  Turán,  XXII. évf.  6. sz. (1939)   156. o. Hozzáférés: 2021. december 20.
- Faragó József:  A 800 éves Tariel, Georgia nemzeti eposza.  Turán,  XXIV. évf.  3. sz. (1941)   138–144. o. Hozzáférés: 2021. december 21.
- Vikár Béla:  A Kalevalától a Párducbőrös lovagig.  Turán,  XXV. évf.  1. sz. (1942)   31–35. o. Hozzáférés: 2021. december 20.
- Takács László:  A grúzok nemzeti hőskölteménye.  Magyar Nemzet 1949. 151,  V. évf.  151. sz. (1949. július 2.)  Hozzáférés: 2021. december 20.
- ↑ Csatlós: Csatlós János: Rusztaveli: A tigrisbőrös lovag (ismertető). In  Rusztaveli: A tigrisbőrös lovag. Budapest: Új Magyar Könyvkiadó. 1954.   313–318. o.
- Radó György:  Rusztaveli eposza és a magyarok.  Világirodalmi Figyelő,  VIII. évf.  1. sz. (1962)   40–50. o. Hozzáférés: 2021. december 20.
- Weöres Sándor: Sota Rusztaveli: Tariel, a tigrisbőrös lovag. In  A világirodalom ars poeticái. Összeáll., jegyz. és utószó: Lengyel Béla, Vincze Flóra–bev.: Kardos László]. Budapest: Gondolat Könyvkiadó. 1965.   939. o.
- Rusztaveli, Sota. In  Világirodalmi Lexikon. XII Főszerk.: Király István. Budapest: Akadémiai Kiadó; Budapest: Zrínyi Kiadó. 1991.   314–315. o. ISBN 963 05 5923 4 Hozzáférés: 2021. december 20.
- ↑ Imerlisvil: Vanó Imerlisvil:  Sota Rusztaveli alkotása magyar nyelven.  Filológiai Közlöny,  XLI. évf.  3–4. sz. (1995)   256–257. o. ISSN 0015-1785 Hozzáférés: 2021. december 20.
- Zichy Mihály, a „rajzoló fejedelem”. Szerk.: Róka Enikő. Budapest: Magyar Nemzeti Galéria. 2007.   152–153. o. = A Magyar Nemzeti Galéria kiadványai,  2007/4. Hozzáférés: 2021. december 20.
- ↑ Egeres: Egeres Katalin: Szergej Paradzsanov filmművészetének formanyelvi sajátosságai és párhuzamai a XX. század elejének orosz festészetével. doktori értekezés, ELTE-BTK, Budapest, 2012 (Hozzáférés: 2021. november 27.)
- Tószegi Zsuzsanna:  Zichy, Tamar királynő népének hőse.  Budapest,  XL. évf.  12. sz. (2017. december)   26–27. o. ISSN 0231-2387 Hozzáférés: 2021. december 20.

### Idegen nyelven
- ↑ Hahanov: A. Khakhanoff: Abrégé de l'histoire et de la littérature géorgienne , dans Raphaël Isarloff, «Histoire de Géorgie». (franciául) Tbilissi: Charles Noblet – Librairie de la société géorgienne de lettres. 1900.
- ↑ Wardrop: Marjory Scott Wardrop: The Man in the Panther's Skin: A Romantic Epic by Shota Rustaveli. (angolul) (hely nélkül): Royal Asiatic Society. 1912.
- ↑ Enimkisz: ენიმკის მოამბე, III (Enimkisz Moambe, III). Szerk.: ს. ჯანაშია (Sz. Janasia). Tbiliszi: სსრკ მეცნ. აკად. საქართვ. ფილიალის (SzSzKSz Tudományos Akadémia Grúziai Kirendeltség). 1938.  A Nyelvtörténeti és Anyagikultúra Intézet Értesítője. 1937–1941. (I–XIV. kötet jelent meg)
- ↑ Sanidze: ა. შანიძე, (A. Sanidze): ვეფხისტყაოსნის ენის საკითხები, ვეფხისტყაოსნის სიმფონია, თბილისი (A Párducbőrös nyelvének kérdései, A Párducbőrös szimfóniája,). (grúzul) Tbiliszi: (kiadó nélkül). 1956.
- ↑ Baramidze: ალექსანდრე ბარამიძე (Alekszandre Baramidze): შოთა რუსთაველი (Sota Rusztaveli). (grúzul) Tbiliszi: თბილისის უნივერსიტეტის გამომცემლობა (Tbiliszi Egyetemi Kiadó). 1975.
- Откровения старых текстов 2. Путешествие с героями Руставели (Régi szövegek titkainak feltárása 2. Utazás Rusztaveli hőseivel). In  Шумовский, Теодор Адамович (Sumovszkij, Teodor Adamovics): Воспоминания арабиста, – , 1977 (Egy arabista visszaemlékezései). (oroszul) Leningrád: Наука, Ленинградское отделение (Nauka, Leningrádi részleg). 1977.   114–124. o. = Научные биографии и мемуары ученых (Tudományos életrajzok és tudósok emlékiratai),
- ↑ Baramidze 1968: A. G. Baramidze – D. M. Gamezardasvili: Georgian Literature. Honolulu (Hawaii): University Press of the Pacific. 2001.  ISBN 0-89875-570-0 az 1968-as kiadás utánnyomása
- ↑ Polet: Le Moyen Âge de l'Oural à l'Atlantique. 4a (franciául) Szerk.: Jean-Claude Polet. (hely nélkül): De Boeck Université. 1993.  = Patrimoine littéraire européen,  ISBN 2 8041 1590 9
- ↑ Rayfield: Donald Rayfield: The Literature of Georgia. (angolul) Richmond: Curzon Press. 2000.  ISBN 978 0 7007 1163 5 (1st ed. 1994; 3rd ed. 2014, ISBN 978 0 4157 5997 7)
- ↑ Tatisvili: ლამარა ტატიშვილი (Lamara Tatisvili): ვეფხისტყაოსნის გადამწერნი ( A Párducbőrös szövegírója [másolói]). Tbiliszi: კოპენჰაგენი (Kopenhageni). 2000.
- ↑ Farshid Delshad: Farshid Delshad, Studien zu den iranischen und semitischen Lehnwörtern im georgischen Nationalepos „Der Recke im Pantherfell”, – PhD diss., Friedrich-Schiller Universität, Jena, 2002
- ↑ Beynen: Gijs Koolemans Beynen: « Adultery and Death in Shota Rustaveli's The Man in the Panther Skin ». In  Courtly Arts and the Art of Courtliness: Selected Papers from the Eleventh Triennial Congress of the International Courtly Literature Society, University of Wisconsin-Madison, 29 July-4 August 2004. (angolul) Szerk.: Keith Busby, Christopher Kleinhenz. Cambridge, UK; Rochester, N.Y: D.S. Brewer. 2006.  ISBN 978 1 84384 079 4
- ↑ Fedjucsek: И.З. Федючек: Поэма Шота Руставели “Витязь в тигровой шкуре” в переводах К.Бальмонта, Н.Заболоцкого и П.Петренко (oroszul) (I.Z. Fedjucsek: Sota Rusztaveli „A párducbőrös lovag” poémája K. Balmont, N. Zabolockij és P. Petrenko fordításában) – konferencia-előadás, 2005. okt. 3–7.
- ↑ Shengelia: Kakha Shengelia: History of Georgia. (angolul) 2. kiadás. Tbilissi: Caucasus University Publishing House. 2011.  ISBN 978 9941 91 236 8 (3. kiadás: 2016. ISBN 978 9941 94 701 8)
- ↑ kéziratos könyv: online album ქართული ხელნაწერი წიგნი / Georgian Manuscript Book: V–XIX სს / 5th–19th centuries. (grúzul) Szerk.: ნესტან ჩხიკვაძე (Nesztan Cshikvadze). Tbiliszi: ხელნაწერთა ეროვნული ცენტრი / National Center of Manuscripts. 2010.  ISBN 978 9941 0 3093 2
- kéziratos könyv grúz kiadása: ქართული წერილობითი კულტურის სათავეები : დამწერლობის წარმოშობა // ქართული ხელნაწერი წიგნი, V–XIX საუკუნეები : ალბომი (A grúz írott kultúra eredete: Az írás eredete // Grúz kéziratos könyv, V–XIX. század: Album). (grúzul) შემდგენელი: მაია კარანაძე და სხვები (Összeállította: Maia Karanadze és mások)–ნესტან ჩხიკვაძის რედაქციით (Szerk.: Nestan Cshikvadze). Tbiliszi: კორნელი კეკელიძის სახელობის საქართველოს ხელნაწერთა ეროვნული ცენტრი (Korneli Kekelidze Grúz Nemzeti Kéziratközpont). 2012.  ISBN 978 9941 9284 4 4
- kéziratos könyv angol kiadása: Georgian manuscript book 5th–19th centuries : album. (angolul) Maia Karanadze, Lela Shatirishvili, Nestan Chkhikvadze, with participation of Tamar Abuladze–editor: Nestan Chkhikvadze. Tbiliszi: National Centre of Manuscripts. 2014.  ISBN 978 9941 9415 1 1 Title pages in Georgian and English; the text is in English, translated from the original Georgian
- ↑ kétnyelvű kritikai kiadás: ვეფხისტყაოსანი (Párducbőrös) / Витязь в тигровой шкуре (A tigrisbőrös vitéz): ვრცელი რედაქცია / Полная редакция (Teljes kiadás) დედნის კრიტიკული ტექსტი და რუსული თარგმანი არჩილ ხალვაშისა / Критический текст оригинала и русский перевод Арчила Халваши (Az eredeti kritikai szövege és Arcsil Halvasi orosz fordítása). (grúzul, oroszul) Tbiliszi: გამომცემლობა „ქართული წიგნი“ (Grúz Könyv Kiadó). 2015.  ISBN 978 9941 9409 5 8 Hozzáférés: 2021. december 20.